# 门神
門神是東亞住宅和佛教道教寺廟大門處的神像，亦見於漢字文化圈的中國大陸、香港、澳門、臺灣、马来西亚、日本、越南 ，主要貼在大門或後門，佛教道教寺廟也會在山門處設有門神塑像。門神是木版年畫的主要題材之一。通常為威武之神祇可能成為門神，而神格位階較高者則不作為門神，如玉皇大帝、三清。民間傳說最廣的是左右門分別貼的是秦瓊與敬德（尉遲恭），單門則貼的是魏徵或是鍾馗。
早期的門神是以桃木雕塑而成，並且將其懸掛於門上。古代的門戶大都是雙門為主，所以門神的懸掛或是張貼大都是以雙數為主。相傳，早期的兩尊門神分別是神荼與鬱壘，據說這兩位神明是由玉皇上帝指派的守門侍者，他們將害人或是騷擾百姓的魑魅魍魎收服後，丟到深山中讓猛獸啃食，於是每當鬼怪看到這兩尊守門神後，便都望風而逃，並且不敢騷擾或是禍害百姓。隨著時代的前進，皇宮、寺廟和民宅開始將有名的文臣武將尊奉為門神，像是秦瓊與敬德、蕭何與曹參，還有關羽與張飛等等。

## 歷史
門神的歷史很久，其前身是「桃符」，又稱「桃板」。古代人認為桃木乃是五木（桑、榆、桃、槐、柳）之精，能辟鬼邪，故從漢朝時就有用桃木做闢邪之具。有的在桃木上刻上吉利文字，有的則刻上圖形，分別形成春貼與年畫。
隨著紙的廣泛應用，桃木逐漸被紙所代替。到後來有人把神荼和鬱壘繪在年畫上，貼於門上，形成了門神。南朝《時記》中記載：正月一日，「造桃板著戶，謂之仙木，繪二神貼戶左右，左神荼，右鬱壘，俗謂門神。」 到了明清因小說《西遊記》及《隋唐演義》內夢斬涇河龍等故事逐漸流傳，部分地區門神被守護宮殿的秦叔寶、尉遲敬德代替。

## 門神題材列表

### 中華文化區

#### 個體類门神人物：
| 名稱                               | 備註 |
| ---------------------------------- | --- |
| 四大天王                           | 常見於佛教寺廟 |
| 韋馱護法、伽藍神護法               | 多見於主祀觀音菩薩寺廟，否則應在大雄寶殿內 |
| 張、黃、蘇、李四將軍               | 清水祖師廟 |
| 王天君、馬天君                     | 道教宮觀/廟 |
| 神荼、鬱壘                         | 源於《山海經》（一說《黃帝書》），常以字匾門神型態出現。 |
| 成荆、慶忌                         | 與神荼和鬱壘同為漢朝的門神。 |
| 方弼、方相                         | |
| 哼哈二將                           | 源於佛教《大寶積經》卷八《密跡金剛力士會》的密跡金剛和《封神演義》的鄭倫和陳奇，主要用於佛寺或道觀                                                                                   |
| 秦叔寶、尉遲敬德                   | 較為常見 |
| 青龍（孟章神君）、白虎（監兵神君） | 道教 |
| 关羽、张飞                         | |
| 趙雲、馬超                         | 河南 |
| 馬超、馬岱                         | 河北 |
| 諸葛孔明、晉宣帝                   | |
| 關羽、關勝                         | |
| 關羽、關平、周倉                   | |
| 薛仁貴、蓋蘇文                     | 河北北部 |
| 孫臏、龐涓                         | 陝西 |
| 白起、李牧                         | |
| 扶蘇、蒙恬                         | |
| 英布、彭越                         | |
| 陳勝、吳廣                         | |
| 秦王子嬰、楚義帝                   | |
| 蕭何、曹參                         | |
| 孟良、焦贊                         | |
| 燃燈道人、趙公明                   | 源於《封神榜》 |
| 姚期、馬武                         | 源於《東漢演義》 |
| 魏徵、徐茂功                       | |
| 賜福天官、劉海                     | |
| 加官神、晉祿神                     | 如臺南三山國王廟 |
| 雙忠                               | |
| 和合二仙                           | |
| 玄壇真君、五路財神                 | |
| 魏徵                               | |
| 鍾馗                               | 源於《唐逸史》 |
| 徐延昭、楊波                       | |
| 裴元慶、李元霸                     | 源於《說唐演義》 |
| 岳飛、溫瓊                         | |
| 岳雲、狄雷                         | |
| 趙匡胤、楊袞                       | |
| 千里眼、顺风耳                     | |
| 王竑                               | |
| 老少宦官、宮娥                     | 如台南五妃廟及臺北保安宮宦官門神，新北八里天后宮則有宮娥門神。宦官持「香、花」和宮娥持「燈、果」常相伴出現，為香花燈塗果、茶食寶珠衣十供養中，民間最常用的其中四種，香、花、燈、果。 |
| 文臣、文官                         | 文臣門神多出現左右門，手捧有冠、鹿、牡丹、爵，以示「加冠進祿、富貴晉爵」。土地公廟、伯公廟因神格較低則常見非朝臣的文官，福德正神又稍為高些。                                         |
| 牛頭馬面、七爺八爺                 | 城隍廟的門神，如台南市安平城隍廟。 |

#### 群體類門神人物：
| 名稱       | 備註                                                                                   |
| ---------- | -------------------------------------------------------------------------------------- |
| 天干神     | 即十天干對應的十名神將，如雲林縣北港朝天宮。                                           |
| 地支神     | 即十二地支對應的十二名神將，多採十二生肖獸首人身之造形，如雲林縣北港朝天宮。           |
| 十八羅漢   | 如苗栗縣竹南鎮竹南五穀宮。                                                             |
| 廿四節氣神 | 即廿四節氣對應的廿四名神將，如新北市中和福和宮、雲林縣北港朝天宮、台南市安平妙壽宮等。 |
| 廿八星宿神 | 即廿八星宿對應的廿八名神將，如台北市士林區大庄子玉皇宮。                               |
| 三十六天罡 |                                                                                        |
| 七十二地煞 |                                                                                        |

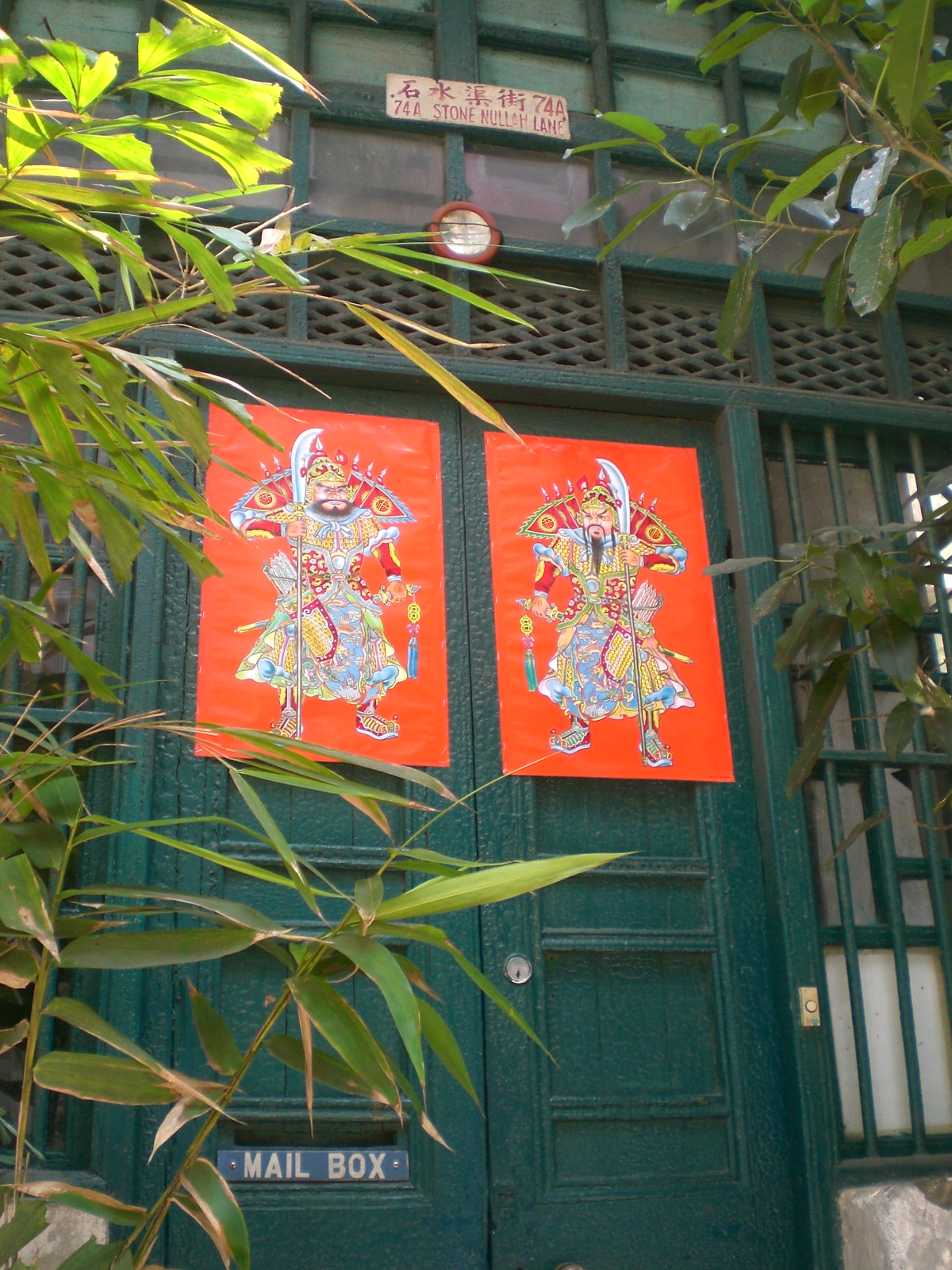
門神，通常是一對的
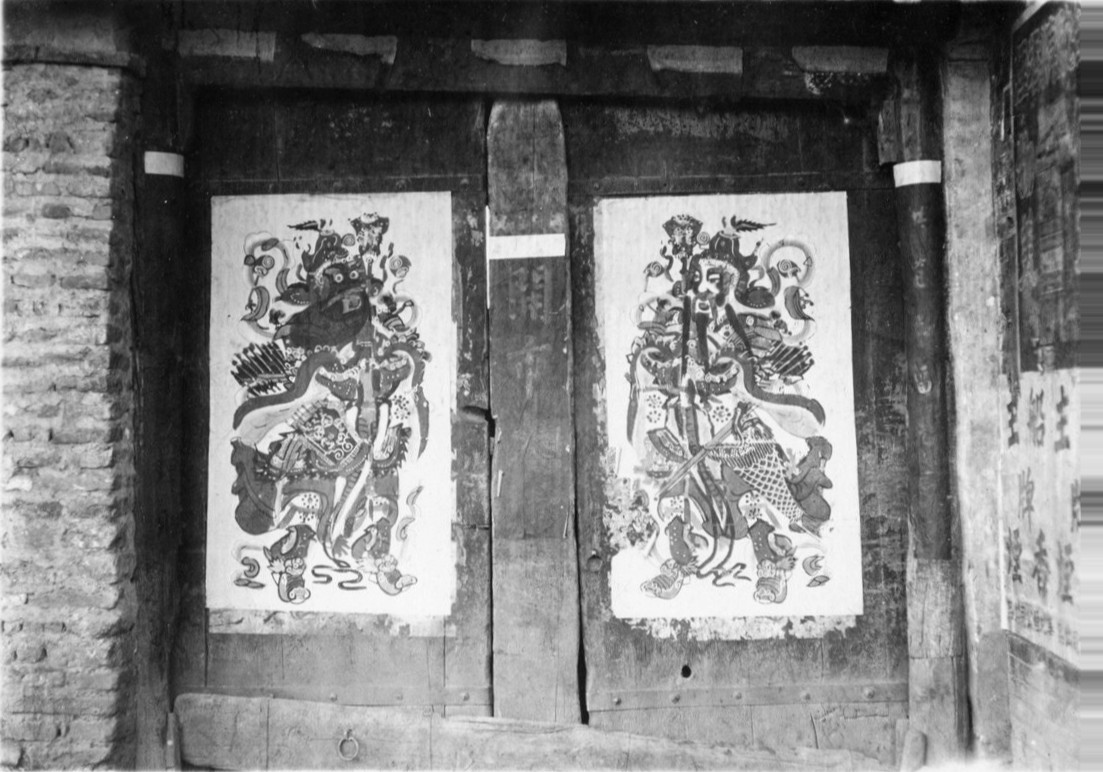
春聯門神
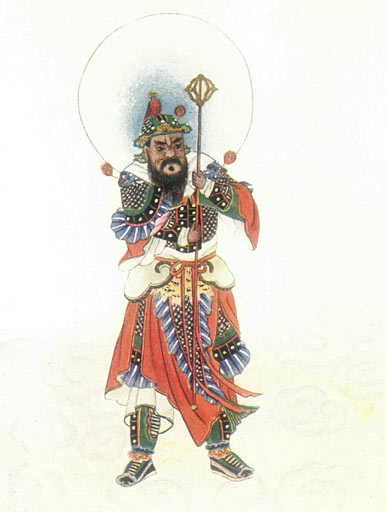
門神像
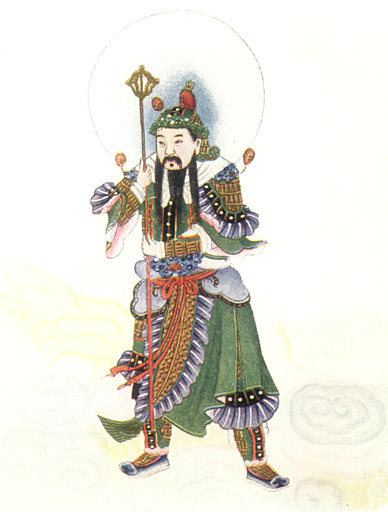
門神像
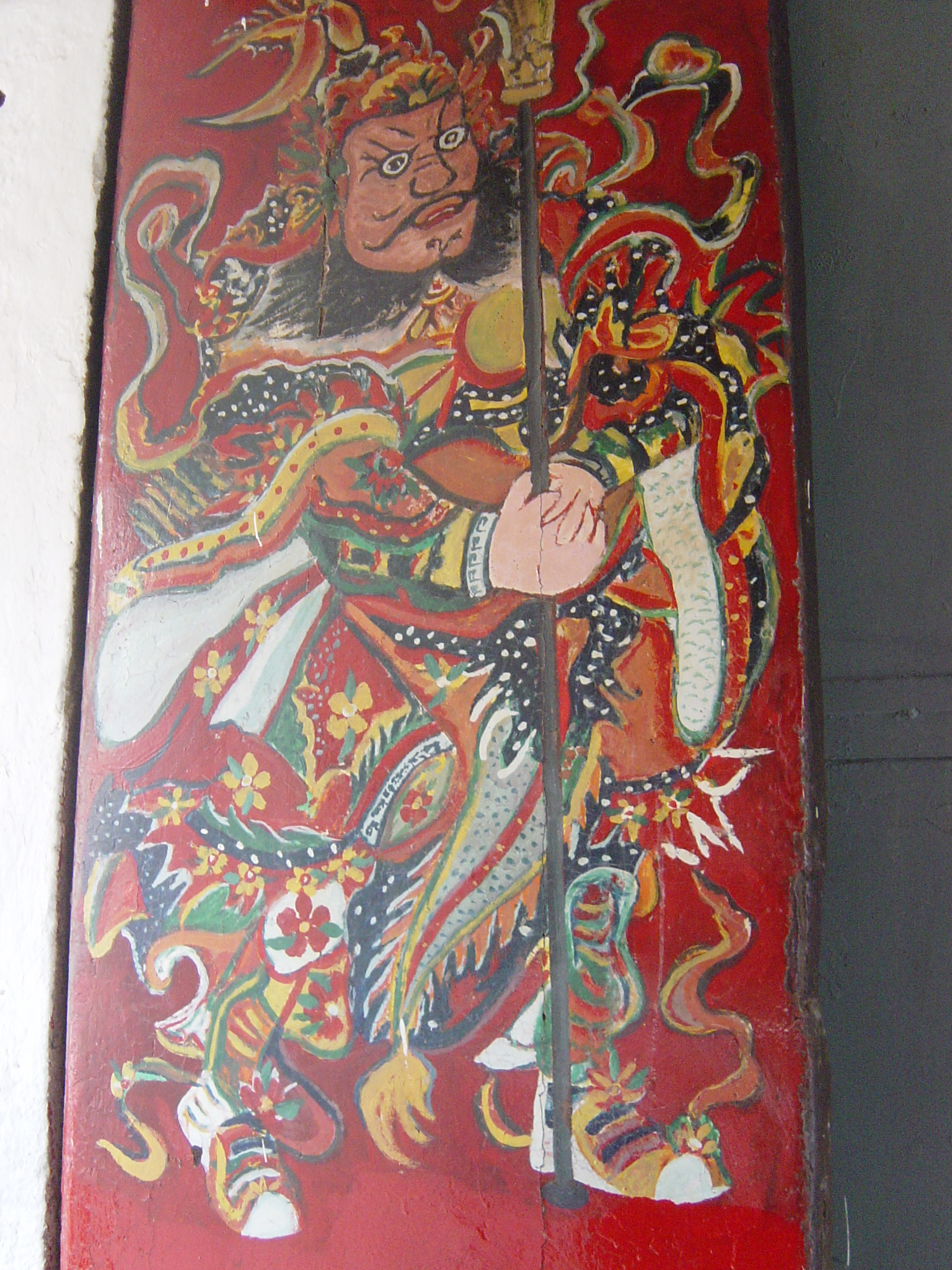
左門神（尉遲恭）
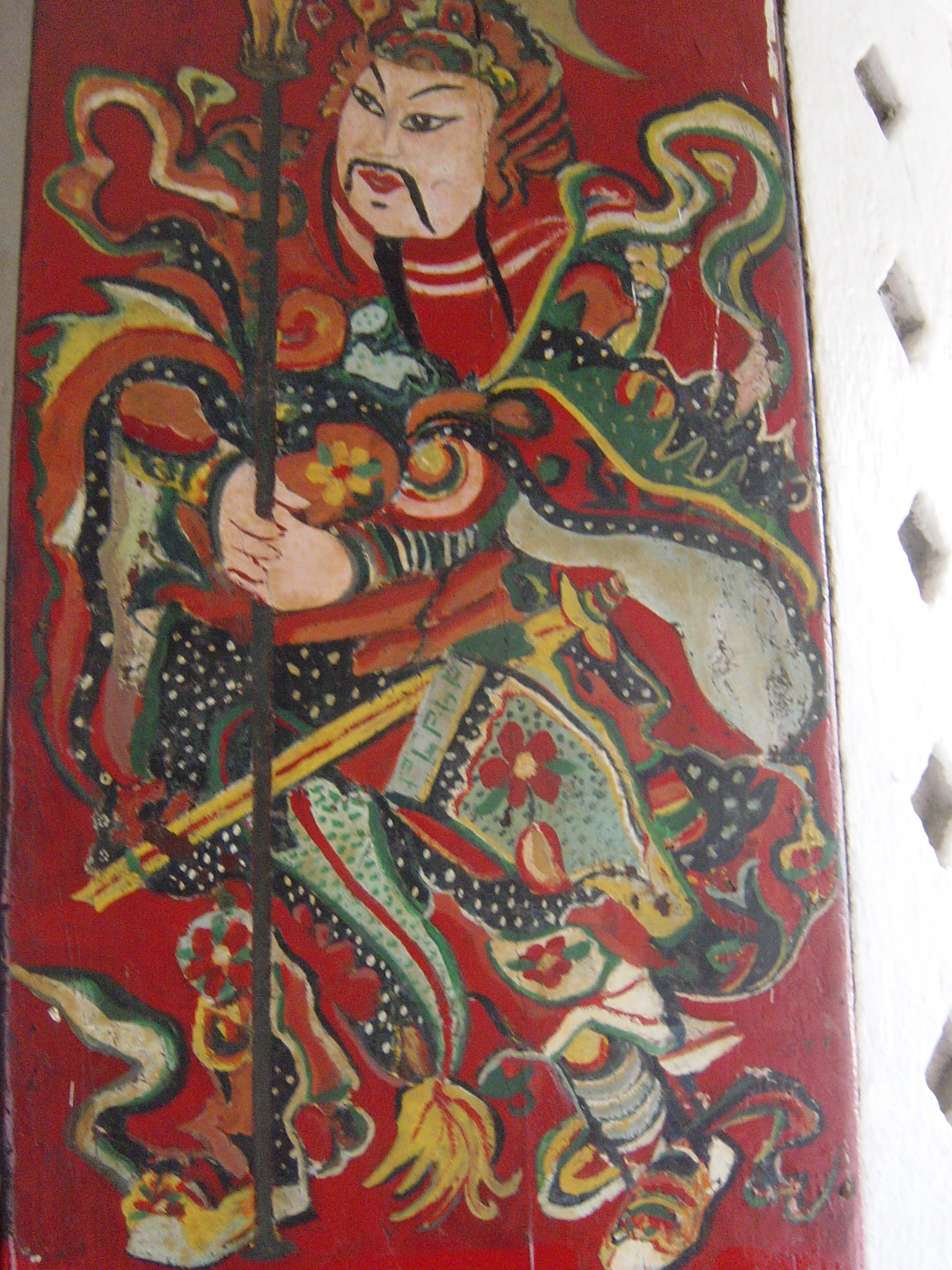
右門神（秦瓊）
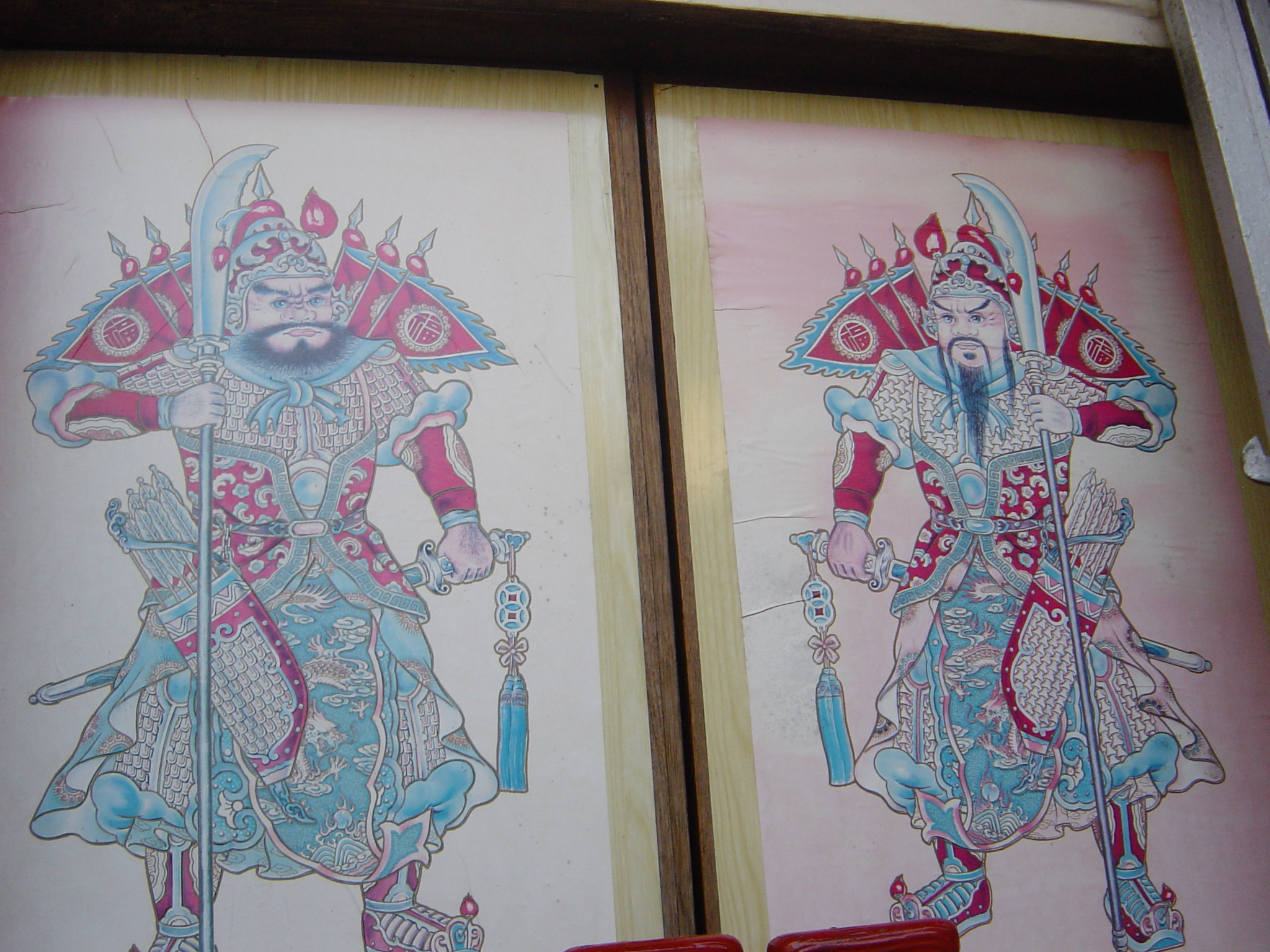
香港一舊式村落的門神圖
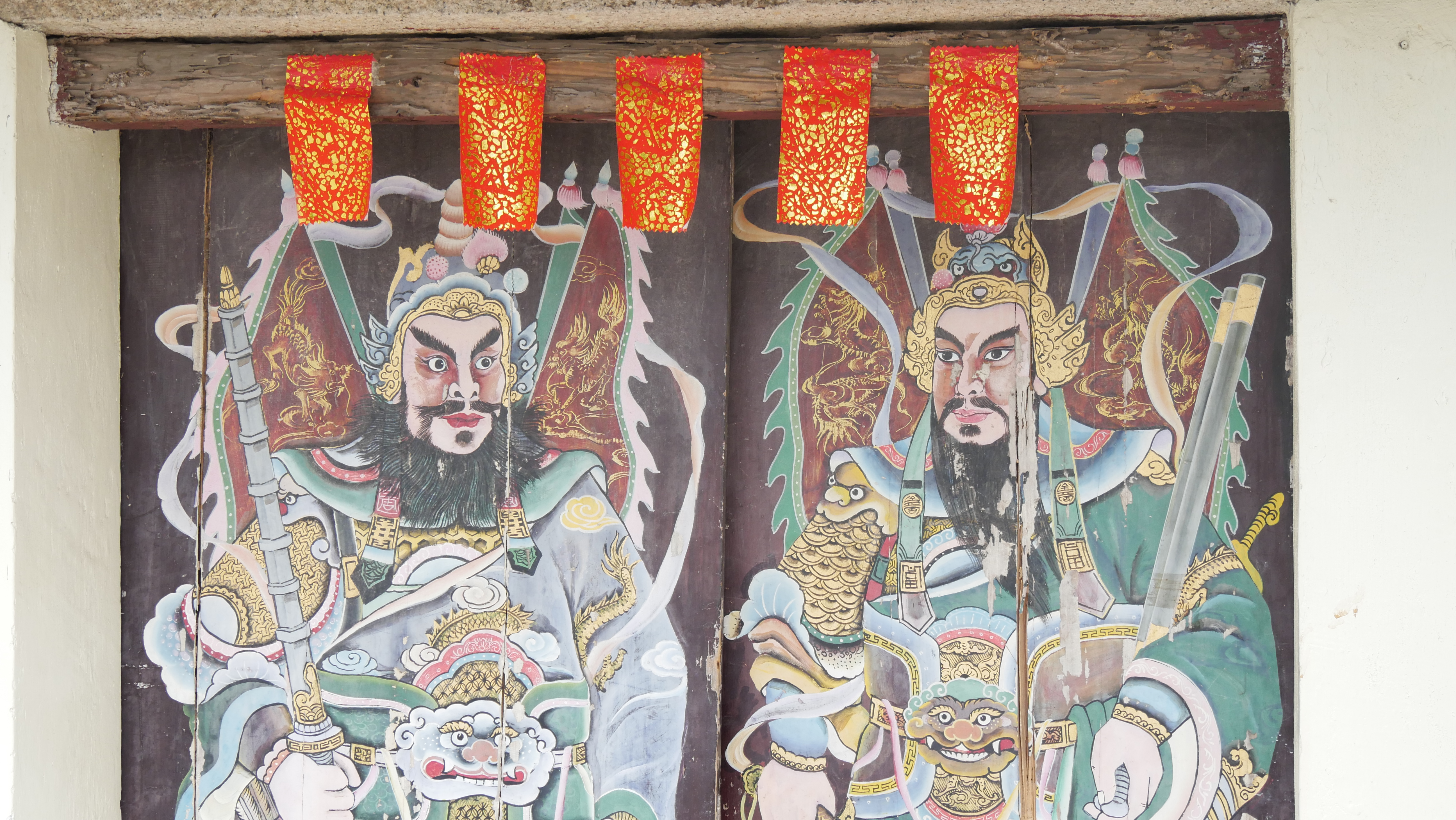
香港白芒村的門神
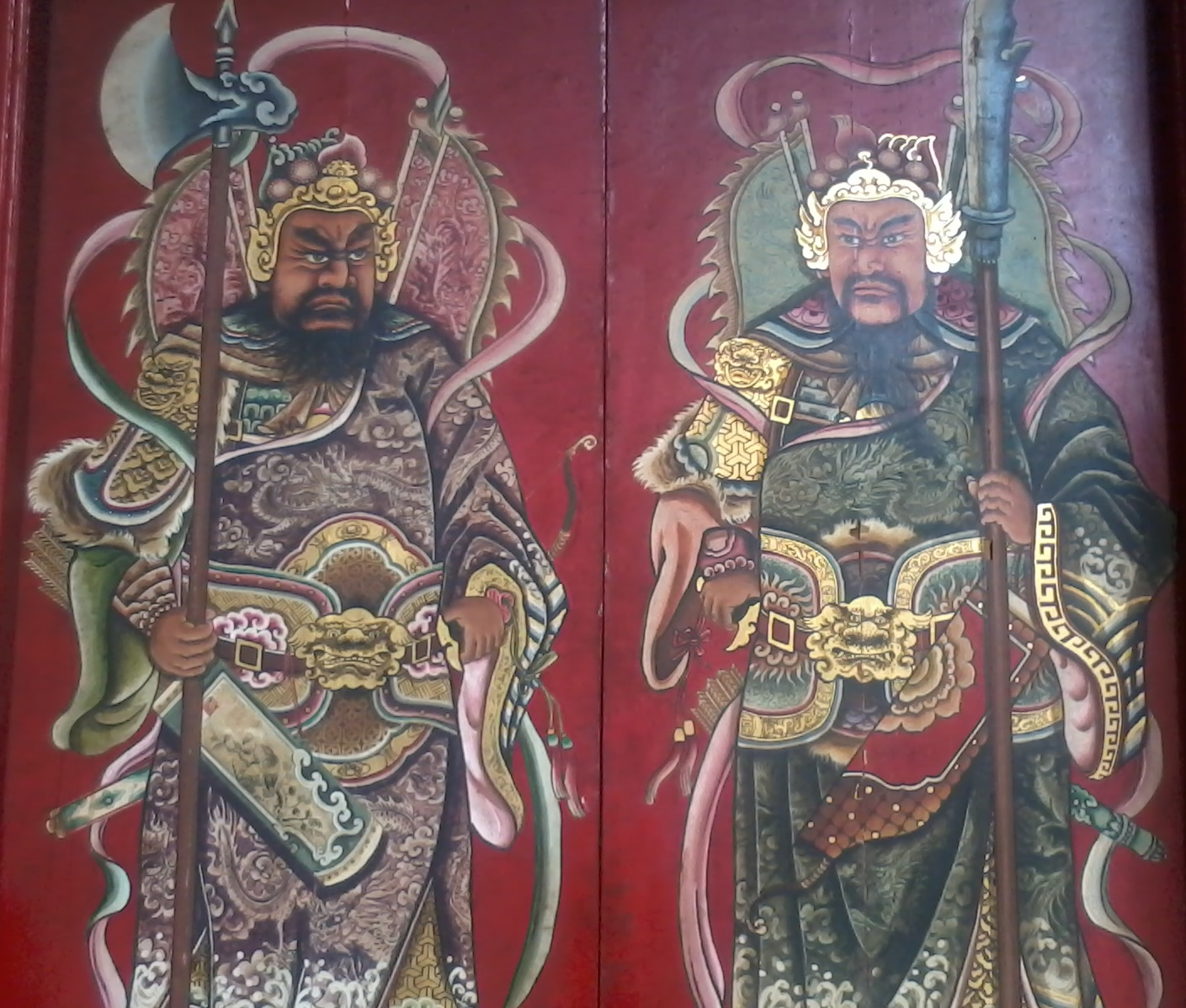
香港銅鑼灣天后廟的門神
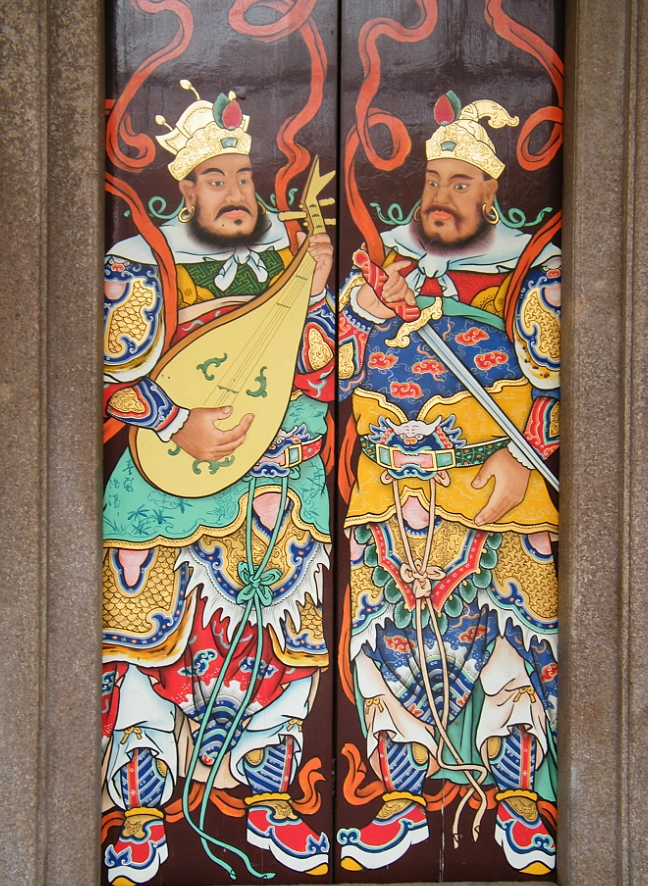
汕頭存心善堂門神
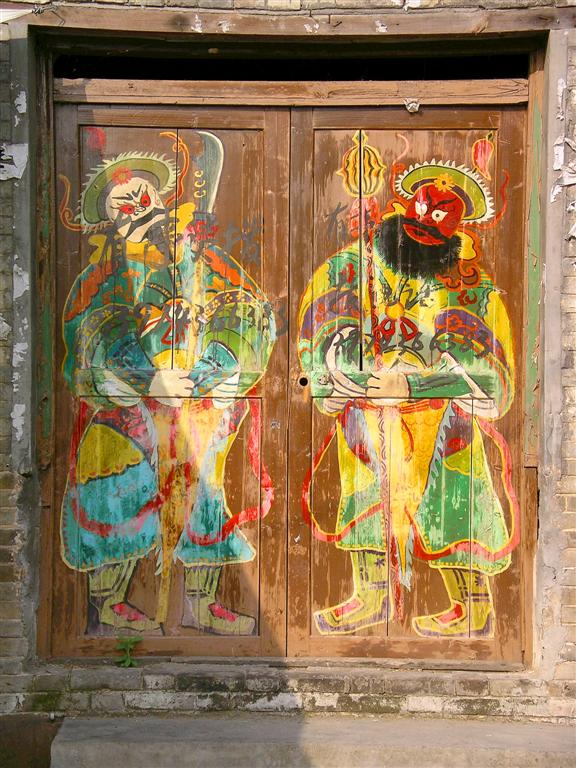
湖南省鳳凰縣的門神
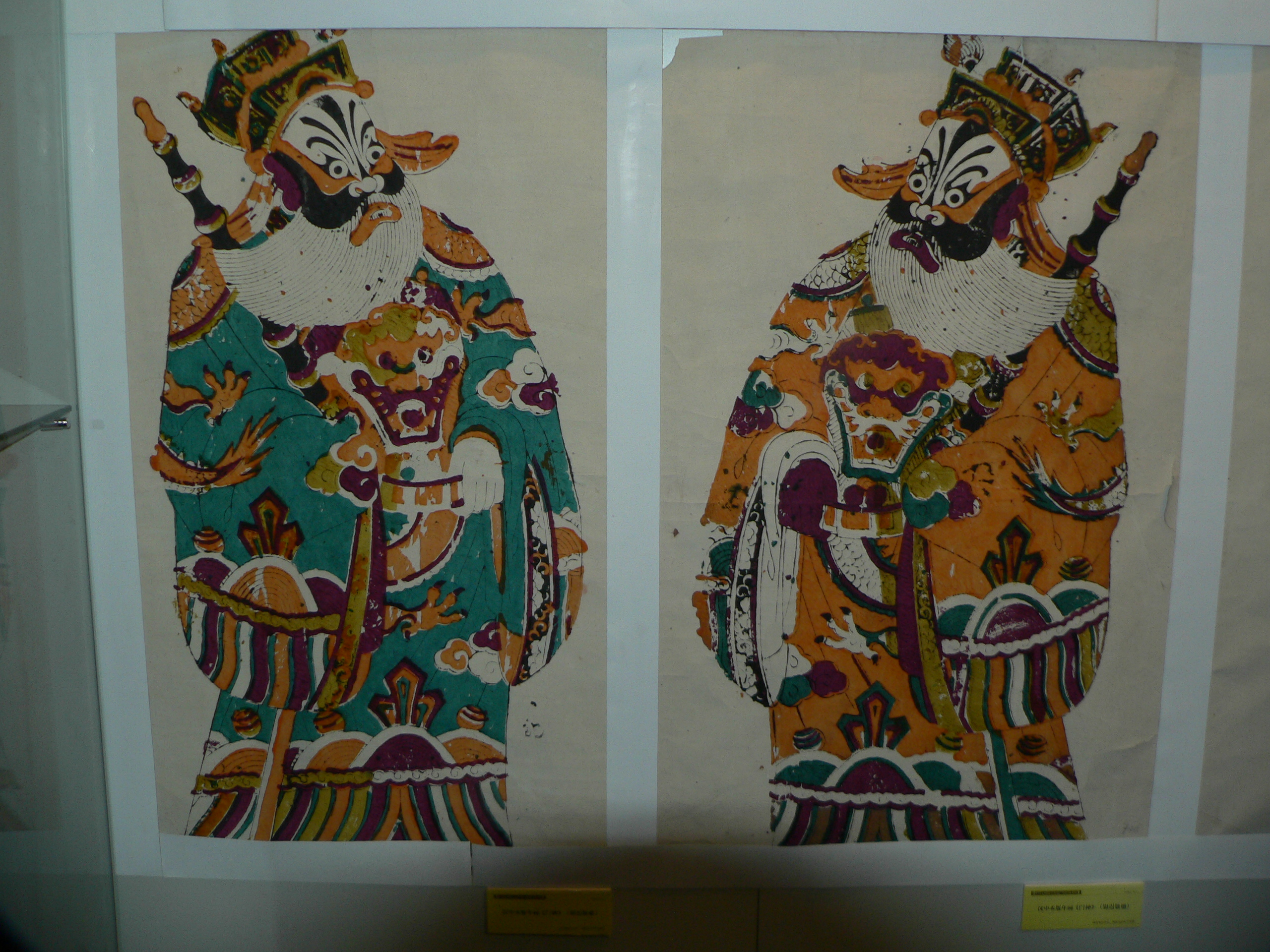
陝西省漢中市門神年畫
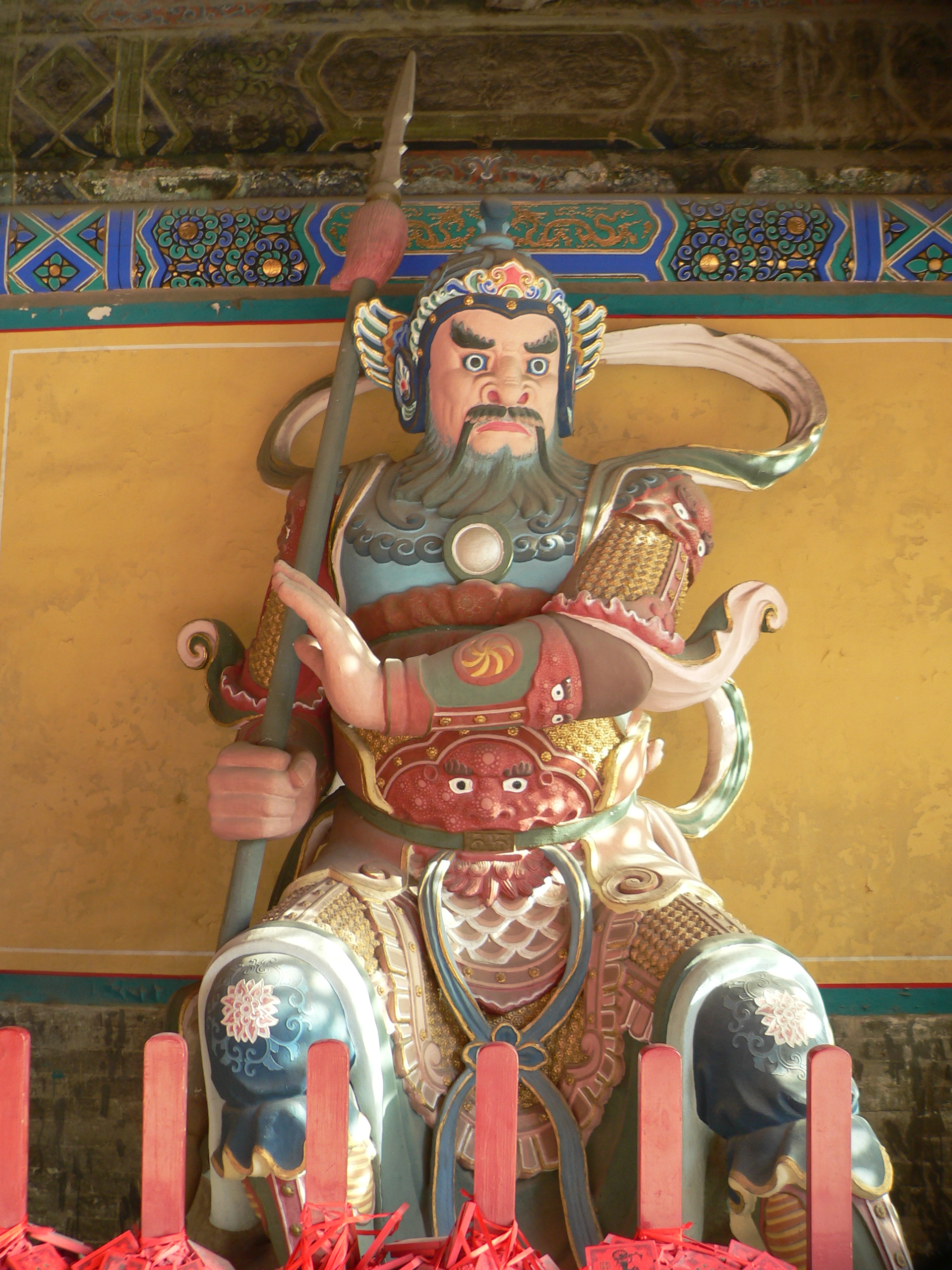
北京東嶽廟的哼將軍
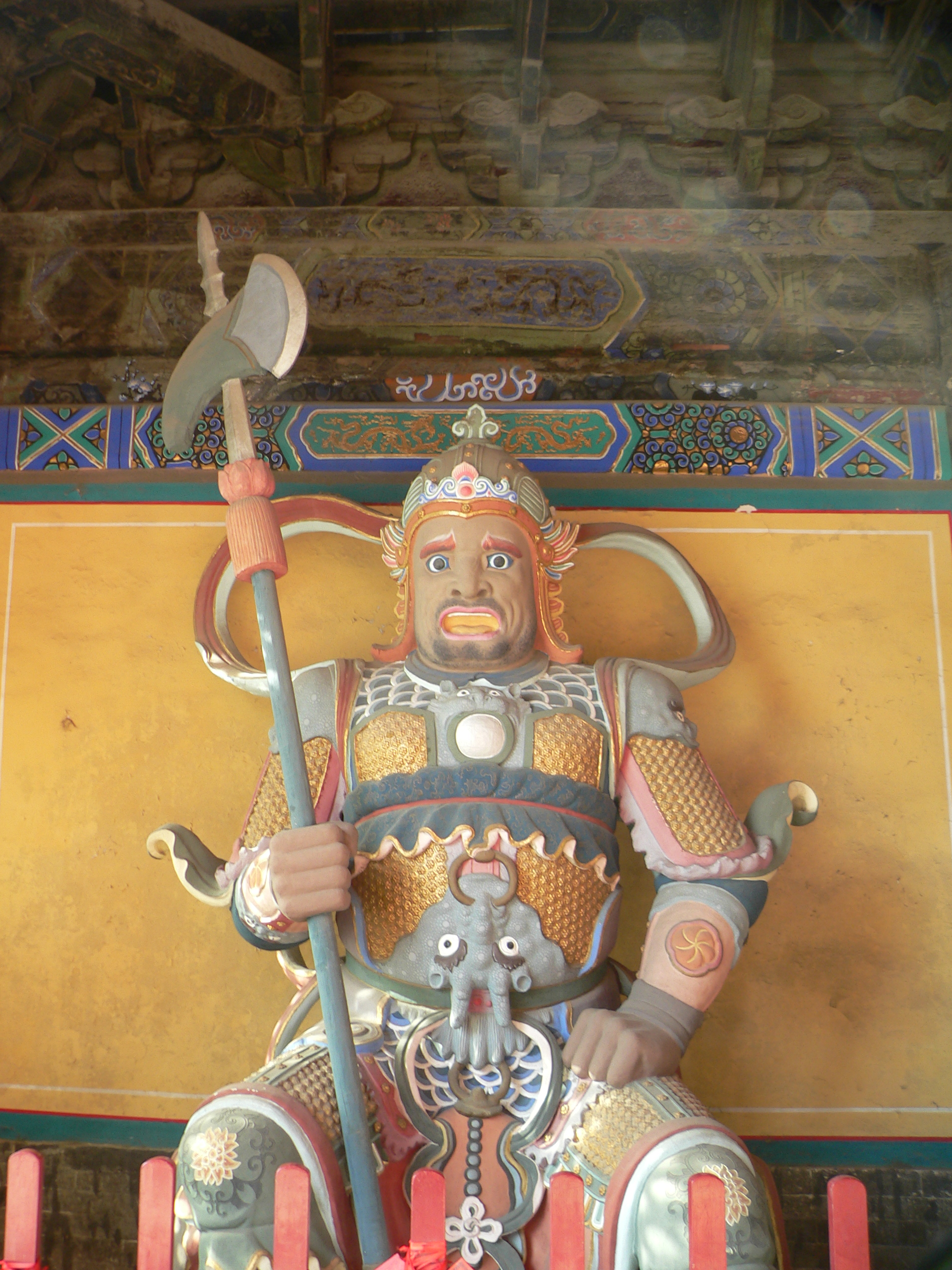
北京東嶽廟的哈將軍
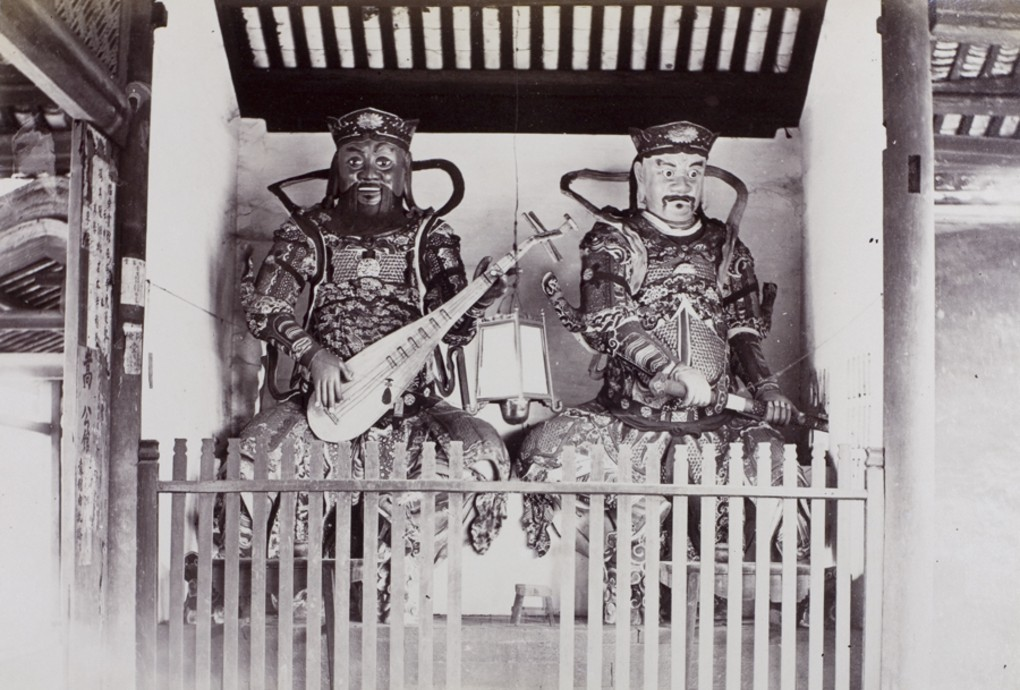
香港佛寺的四大天王

### 臺灣
- 原住民門神（台南市新市區新港廟，蘇榮仁繪製[7]）

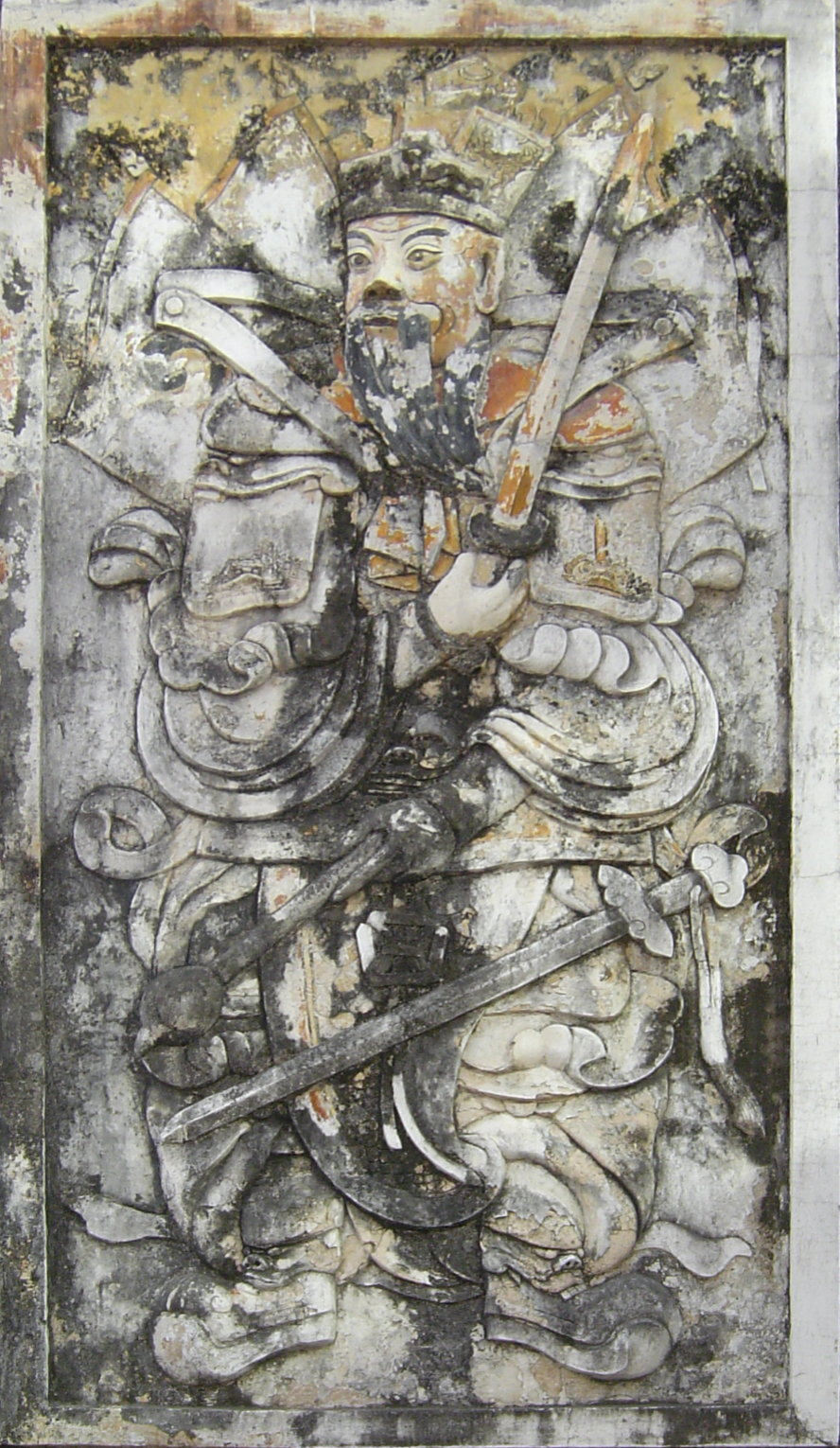
鳳山縣舊城北門神荼門神
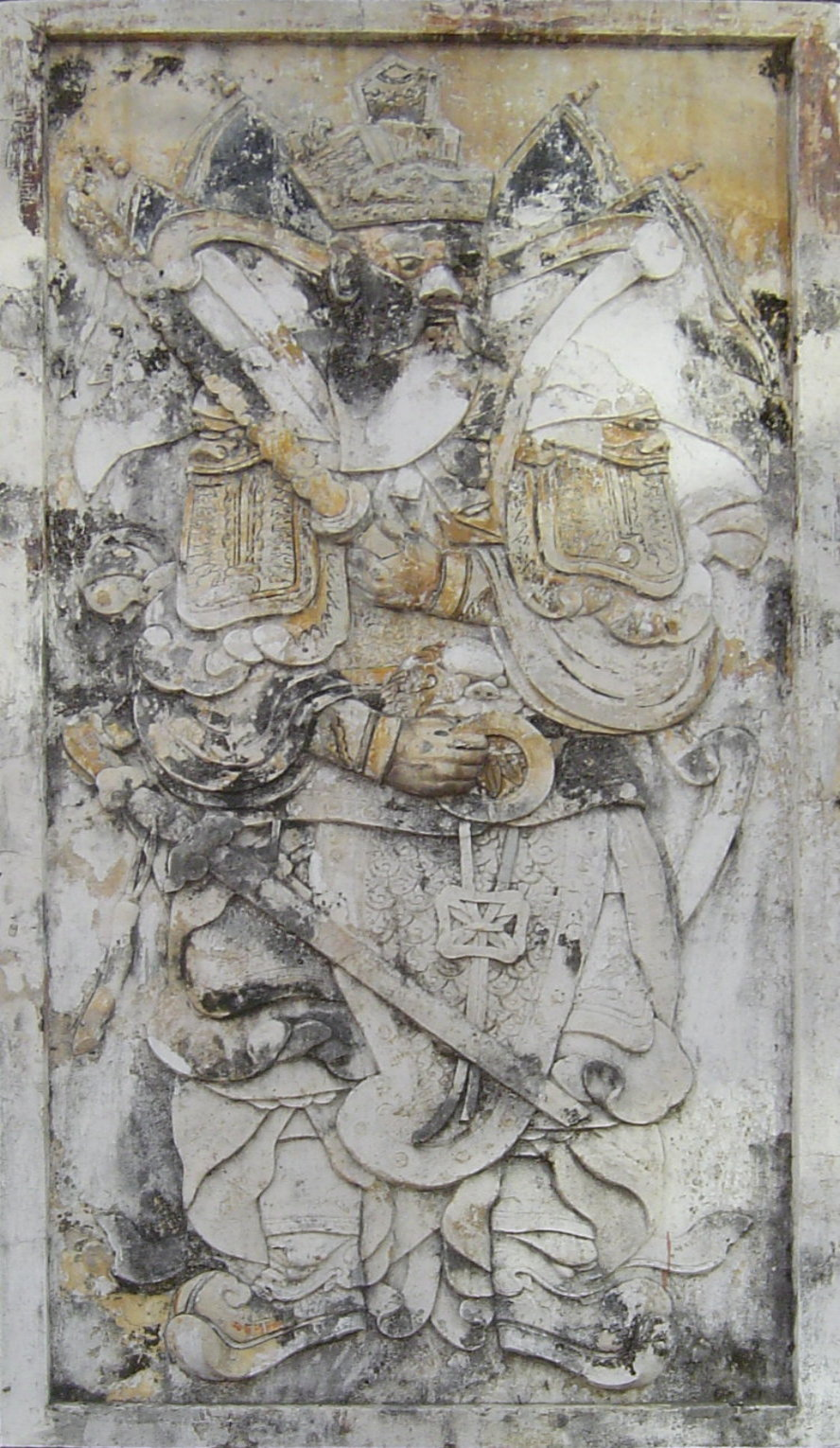
鳳山縣舊城北門鬱壘門神
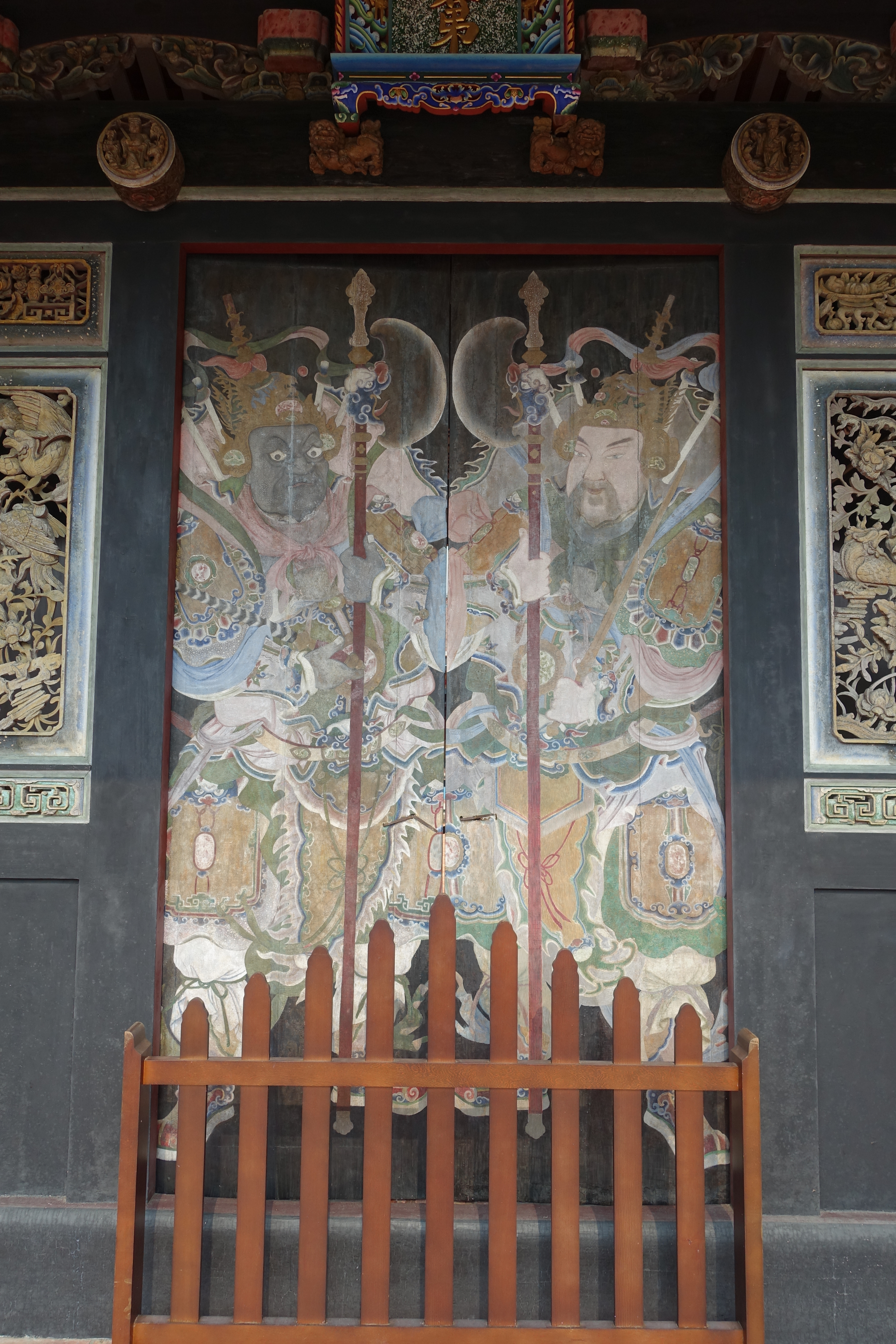
霧峰林家宮保第門神
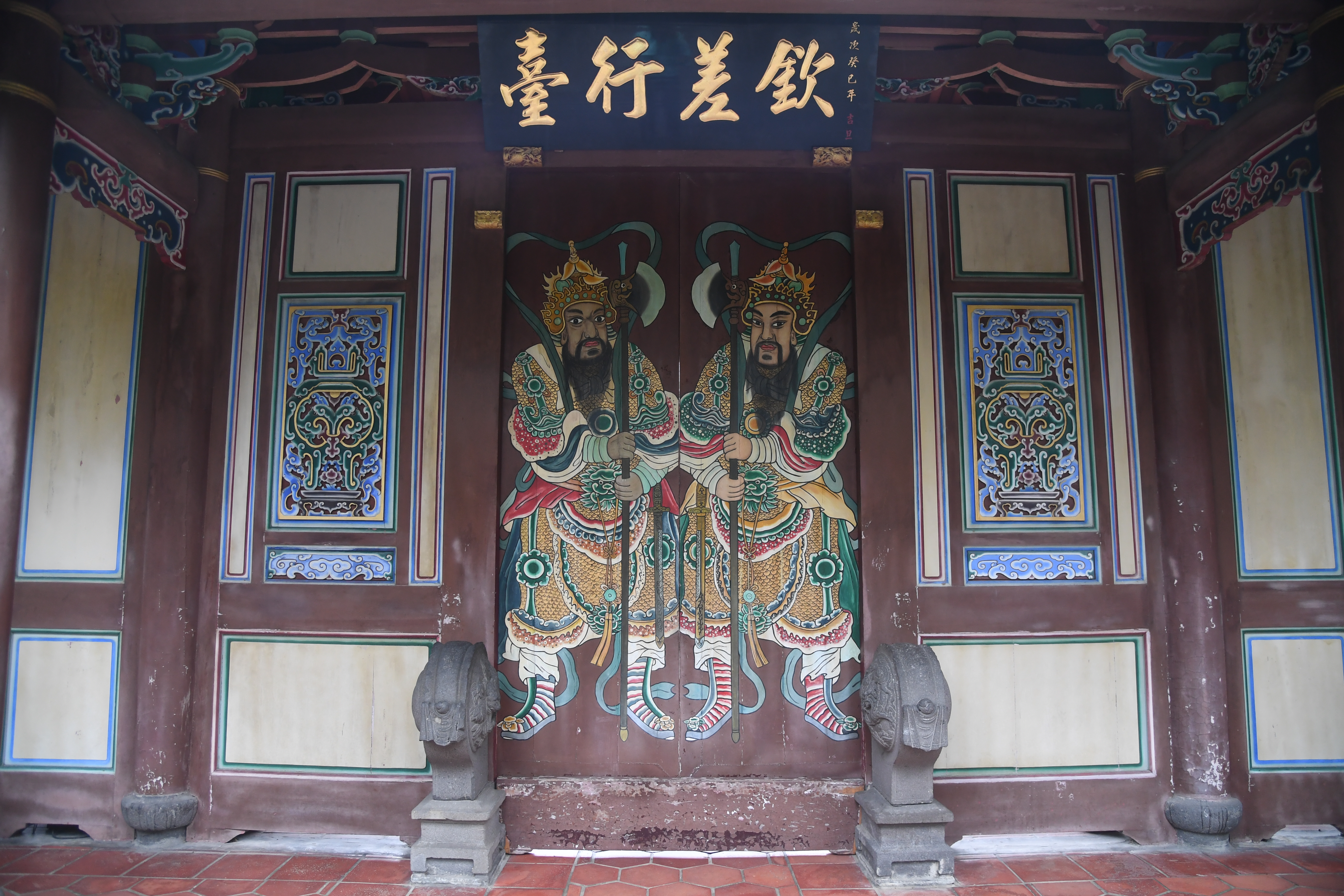
欽差行臺門神
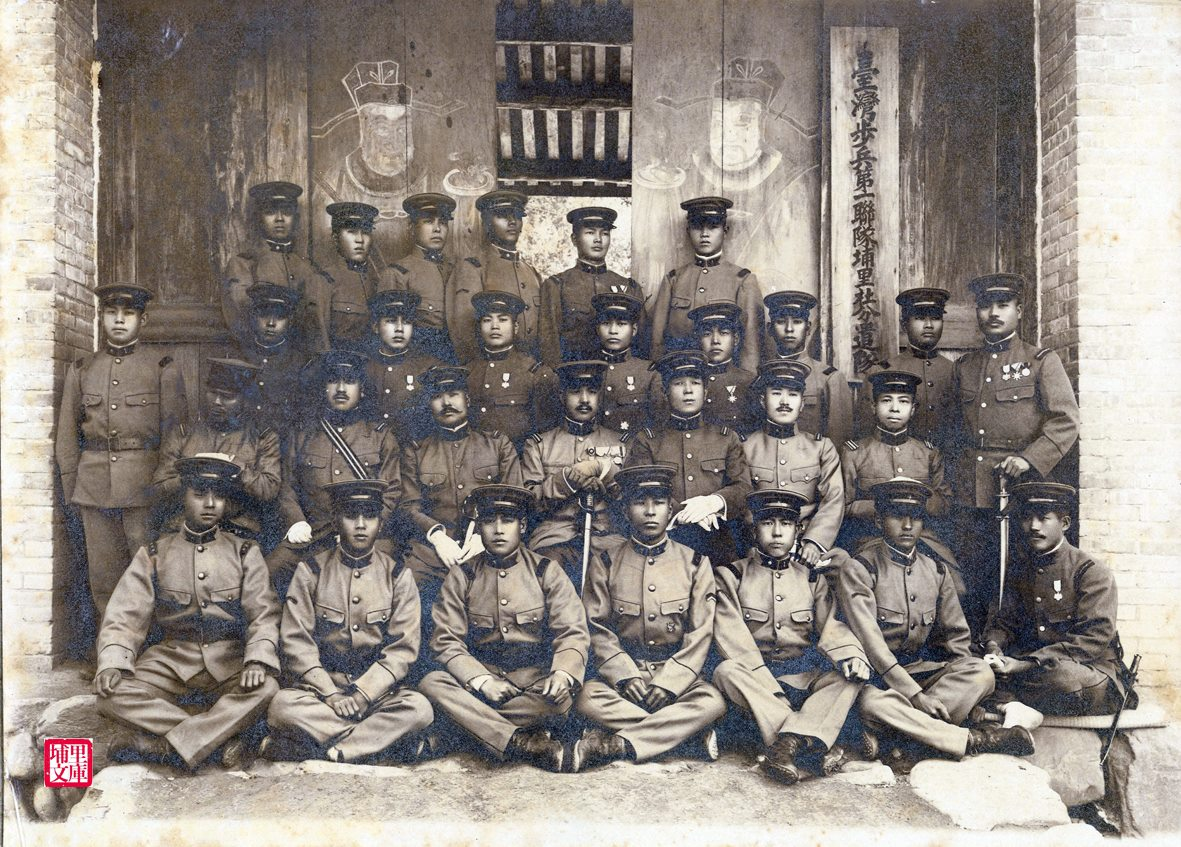
日治時期埔里的門神
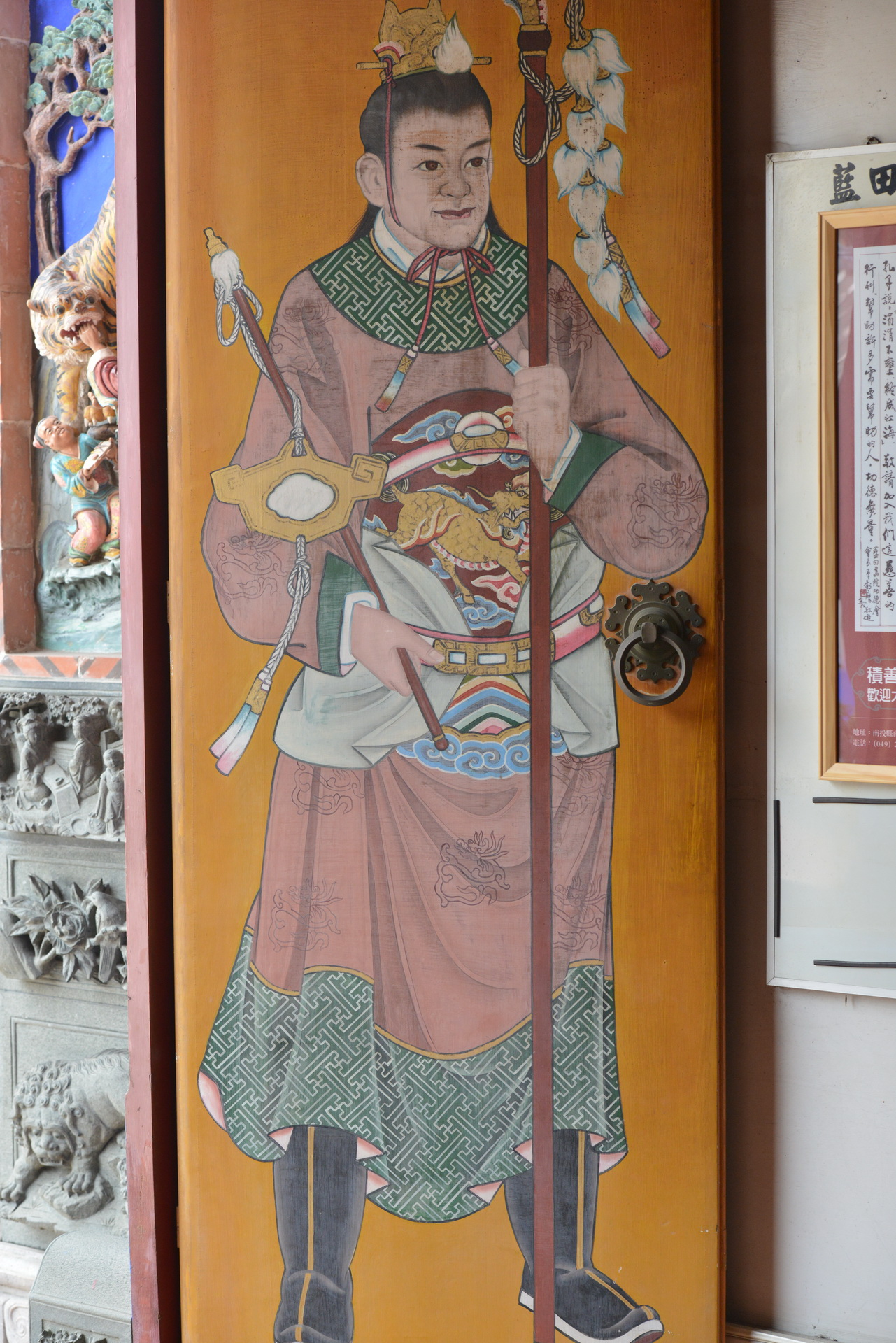
藍田書院門神
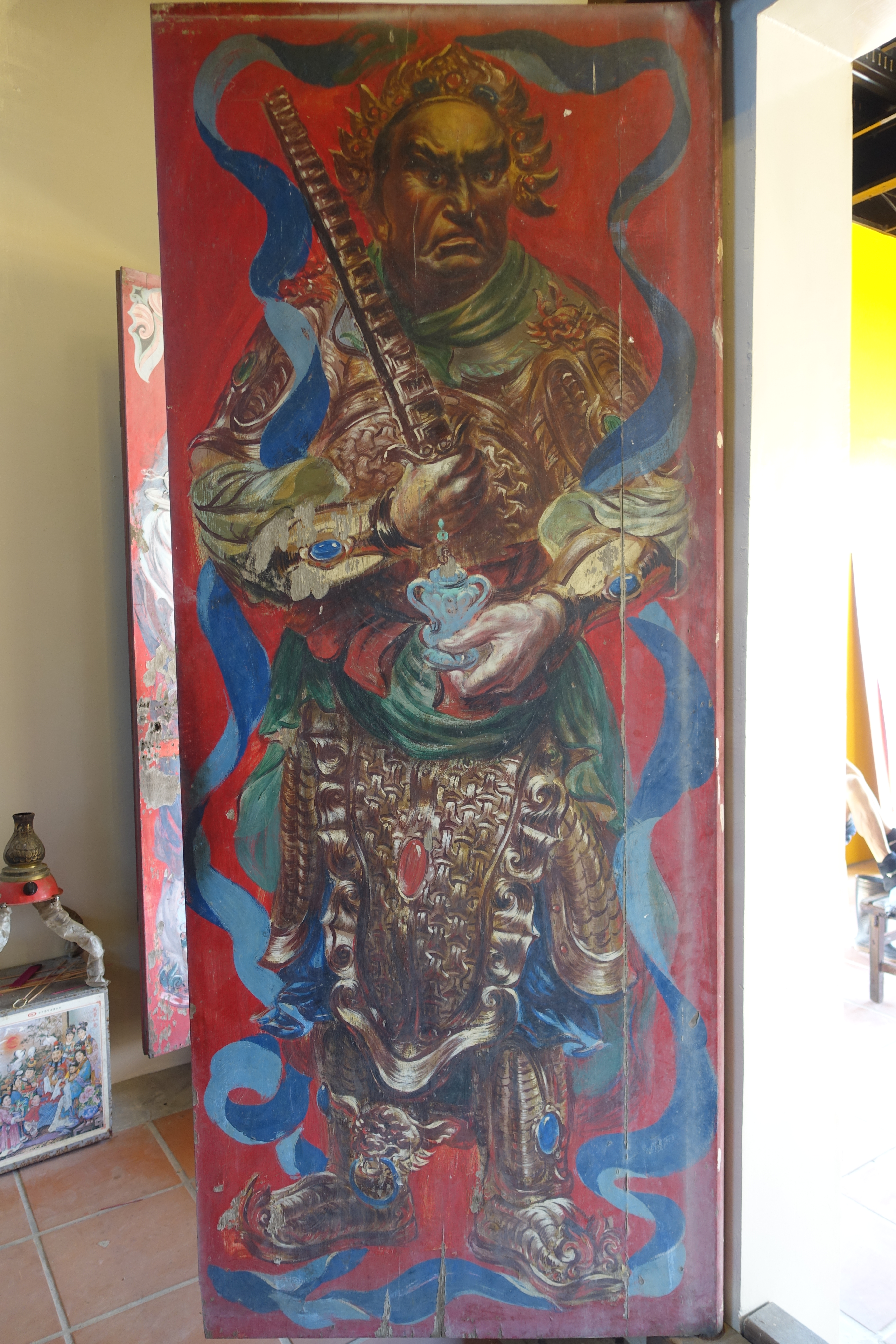
鹿耳門鎮門宮門神
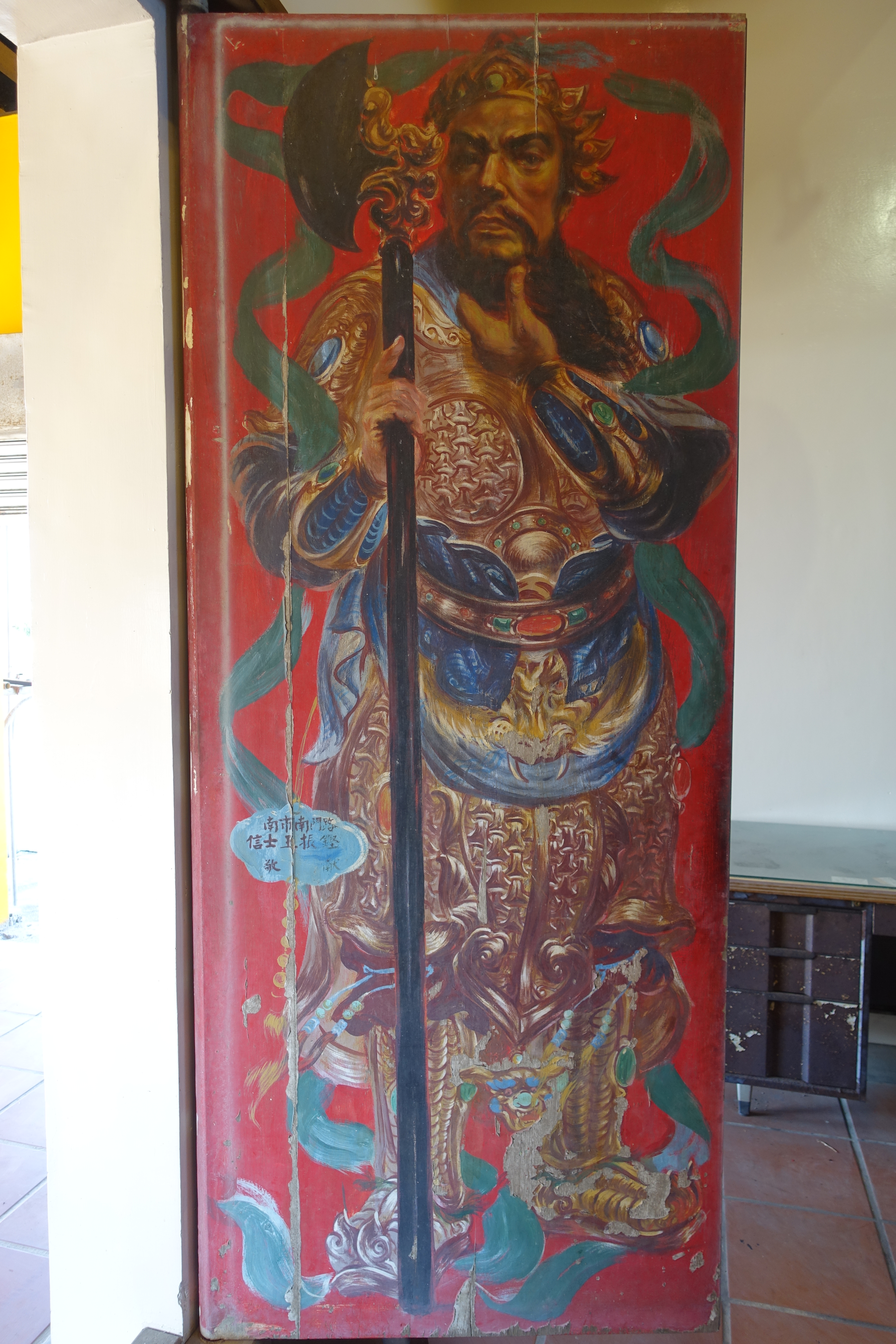
鹿耳門鎮門宮門神
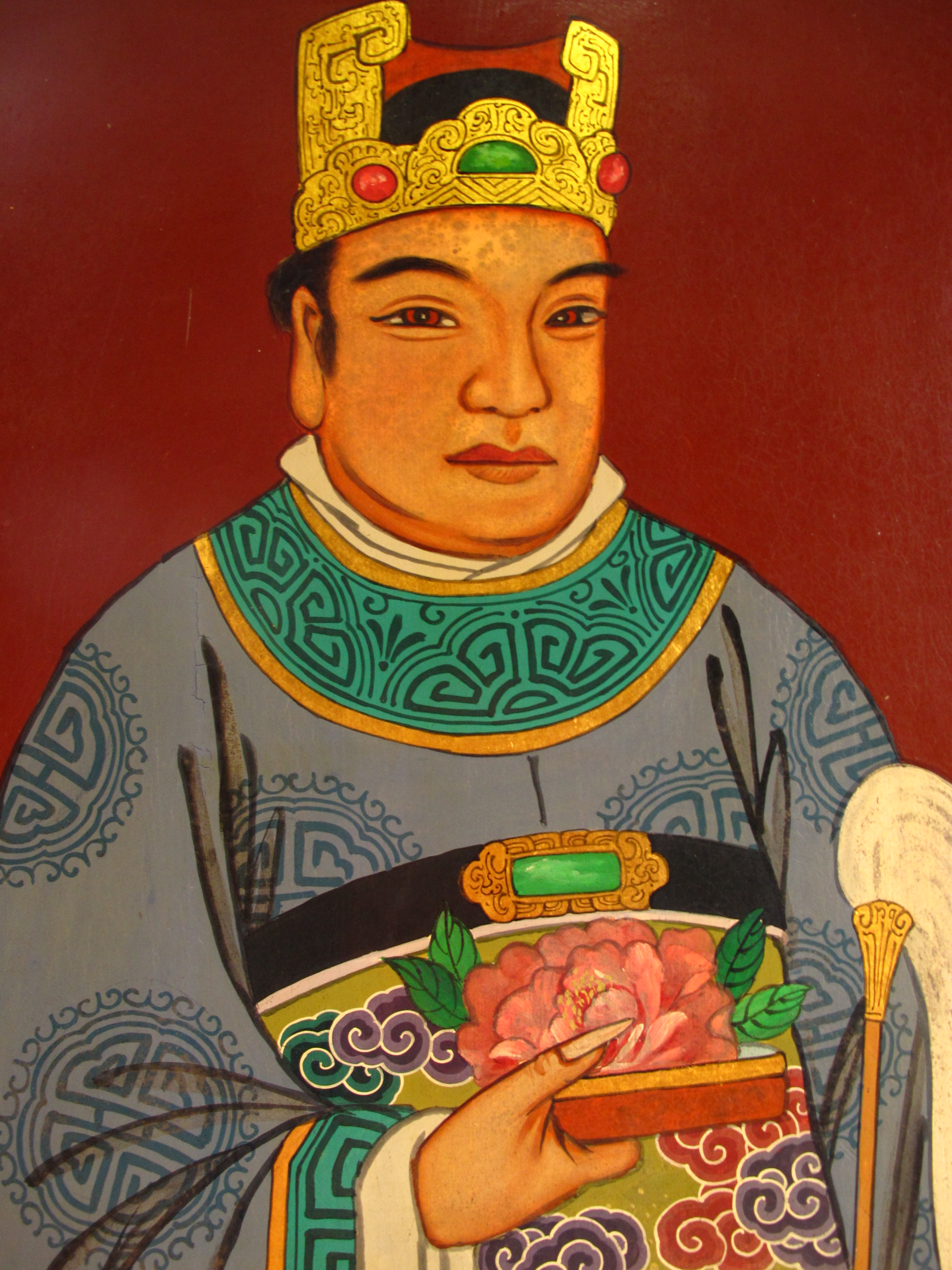
台南五妃廟太監門神，丁清石繪製
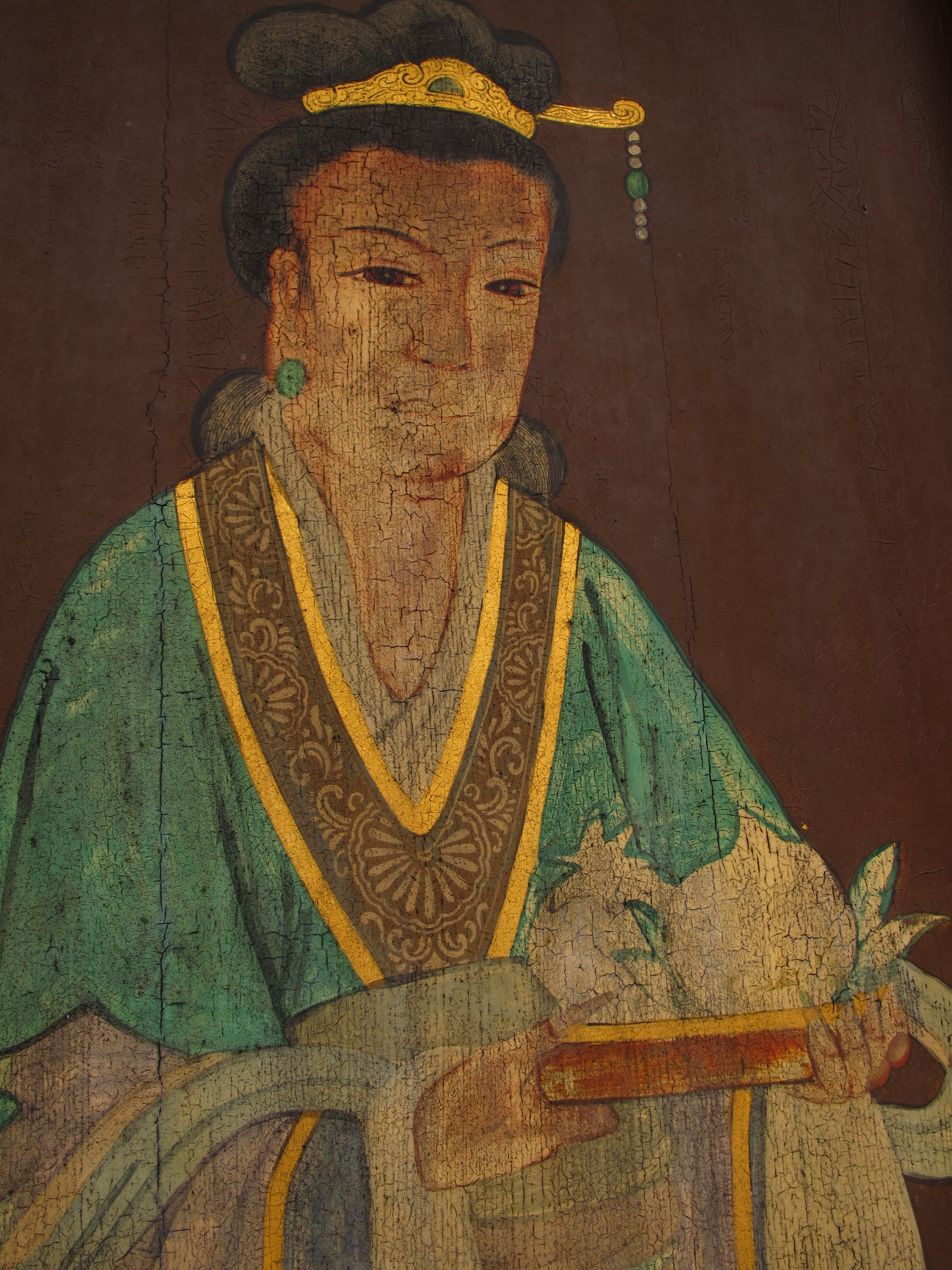
台南五妃廟宮女門神，丁清石繪製
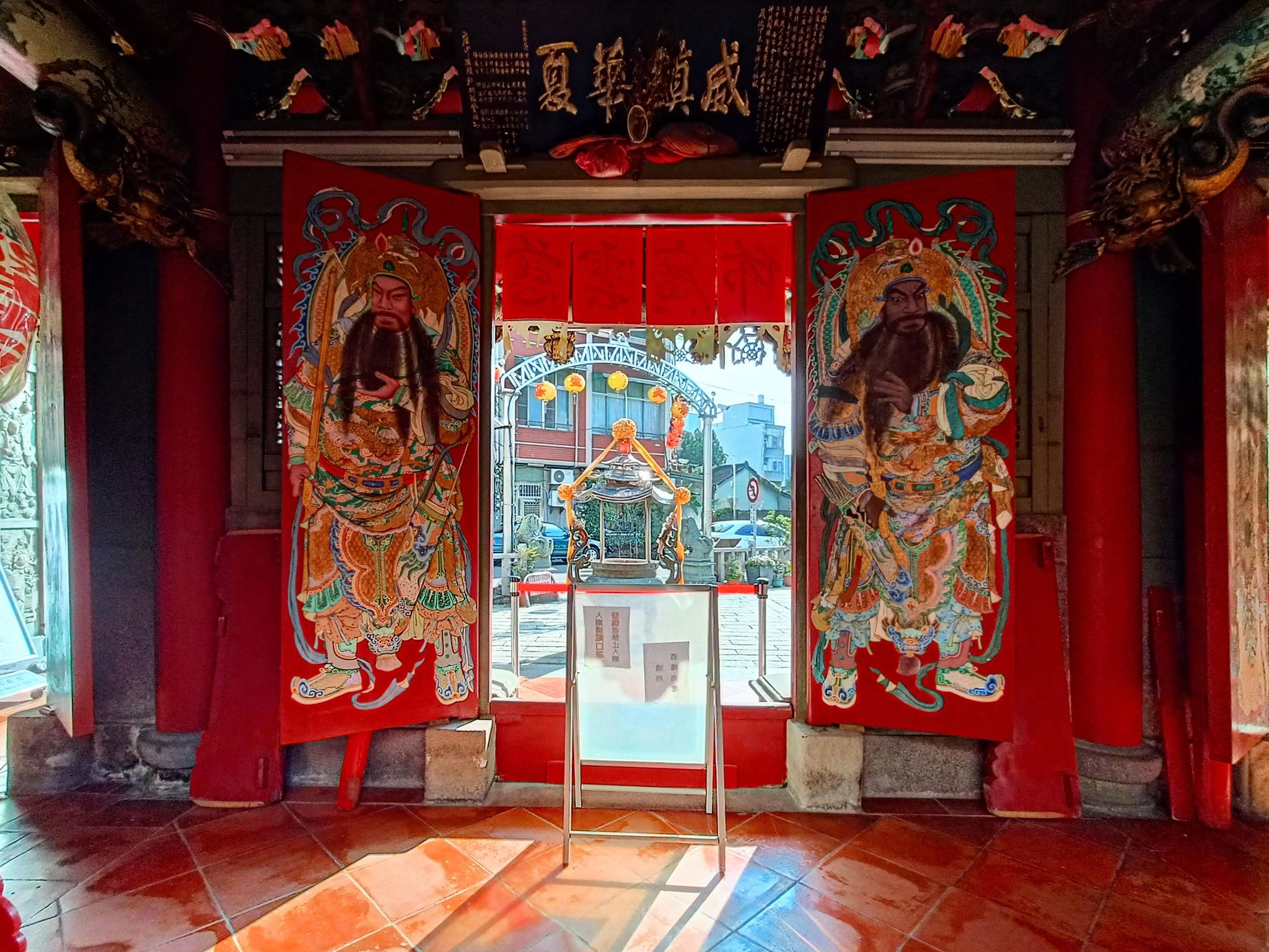
嘉義仁武宮門神，潘麗水繪製
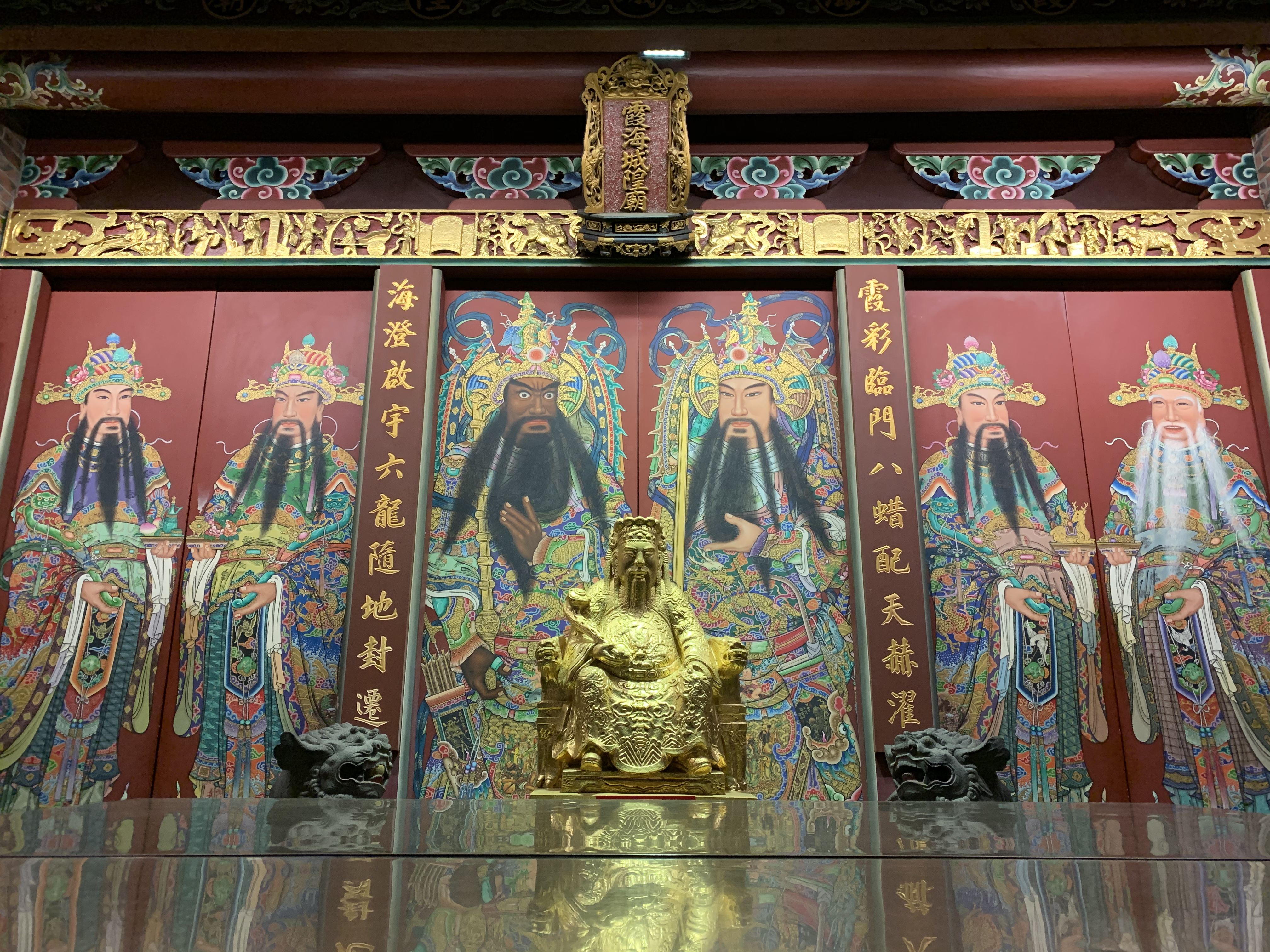
霞海城隍廟門神
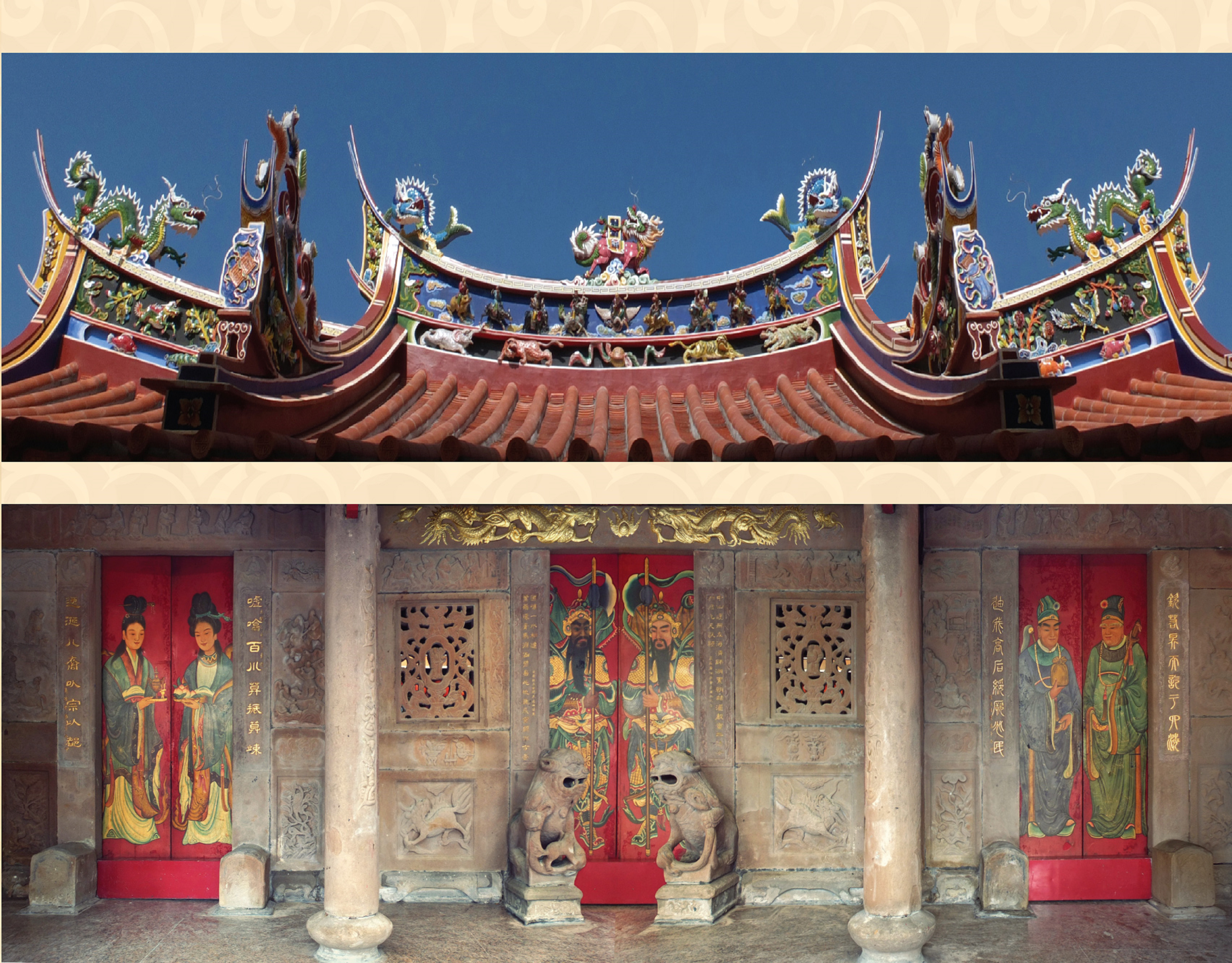
頭城慶元宮門神
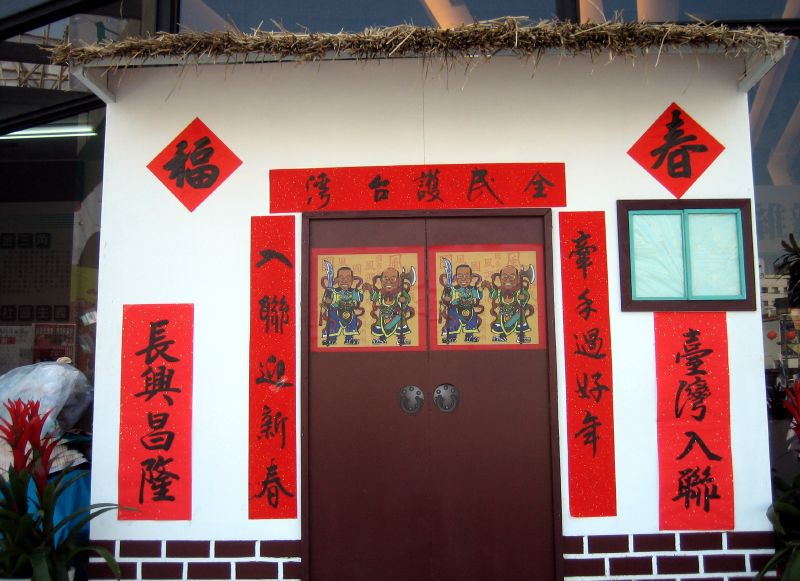
2008年中華民國總統選舉前民主進步黨於臺中所佈置的新春門聯、春貼、與年畫
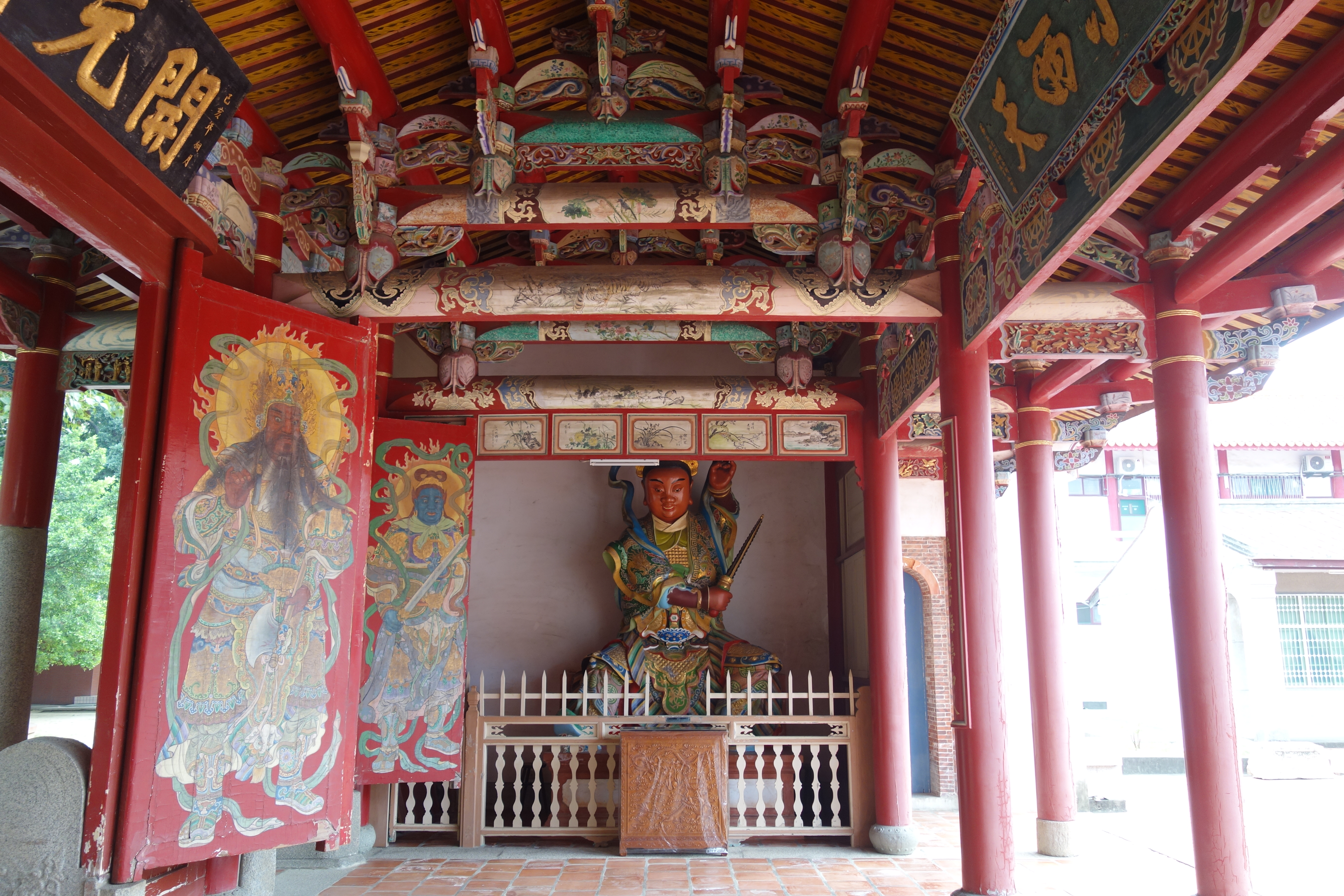
臺南開元寺的哼哈二將
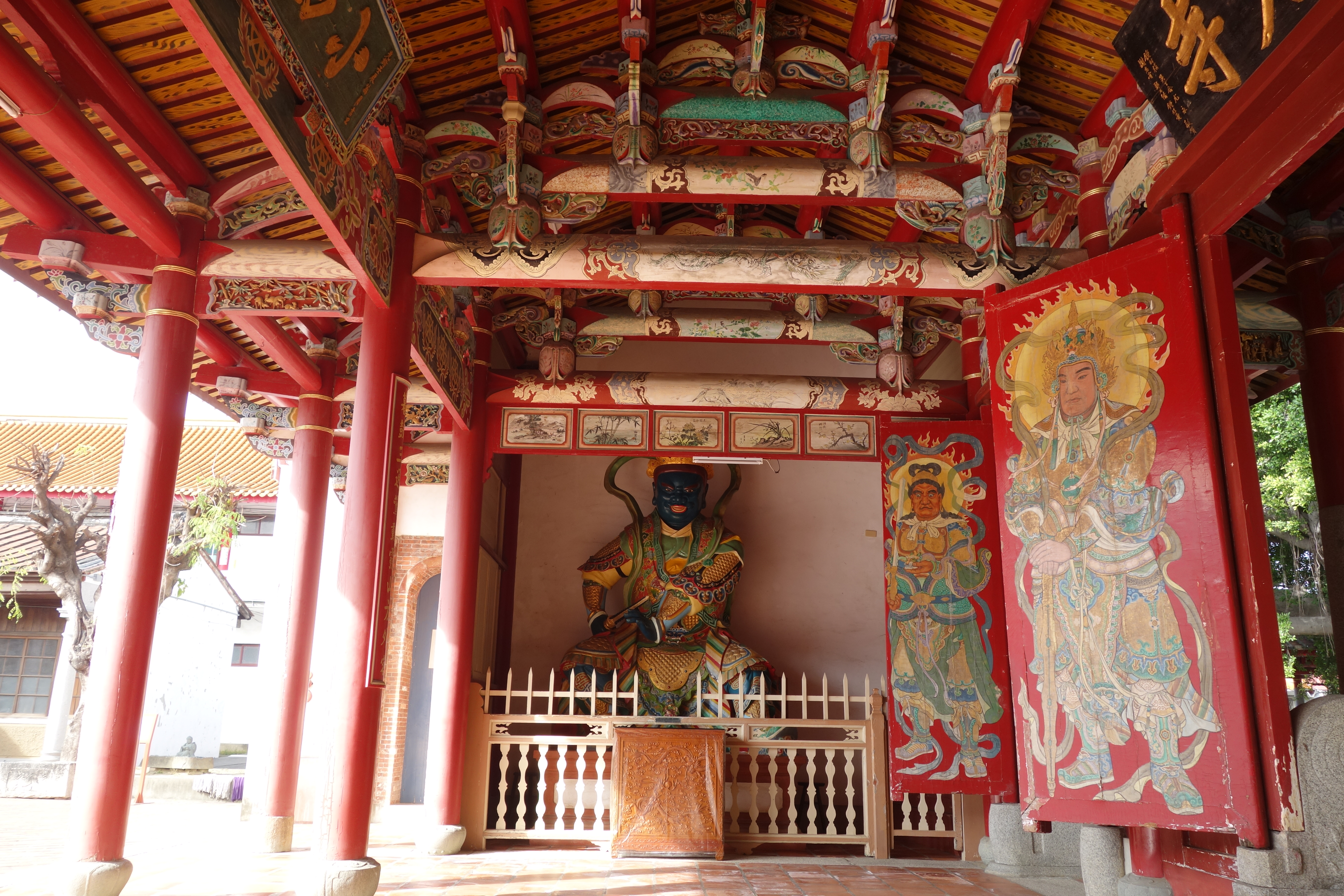
臺南開元寺的哼哈二將

### 日本
- 四大天王（佛寺）
- 金剛力士（仁王、二王）（佛寺）

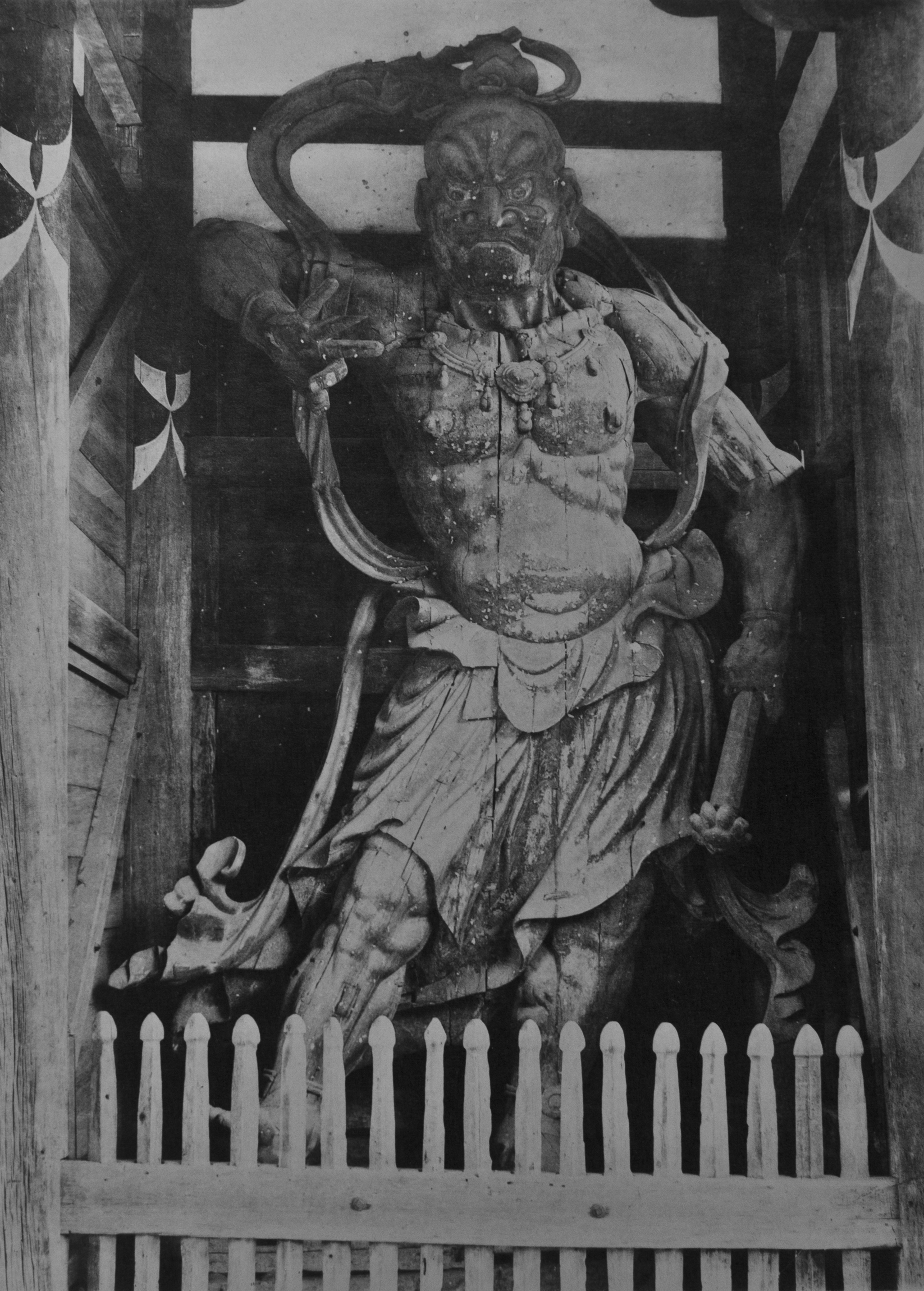
矢大神（矢大臣、豐磐門户命）和左大神（左大臣、奇磐門户命）（神道神社隋身門）  - 東大寺南大門的金剛力士
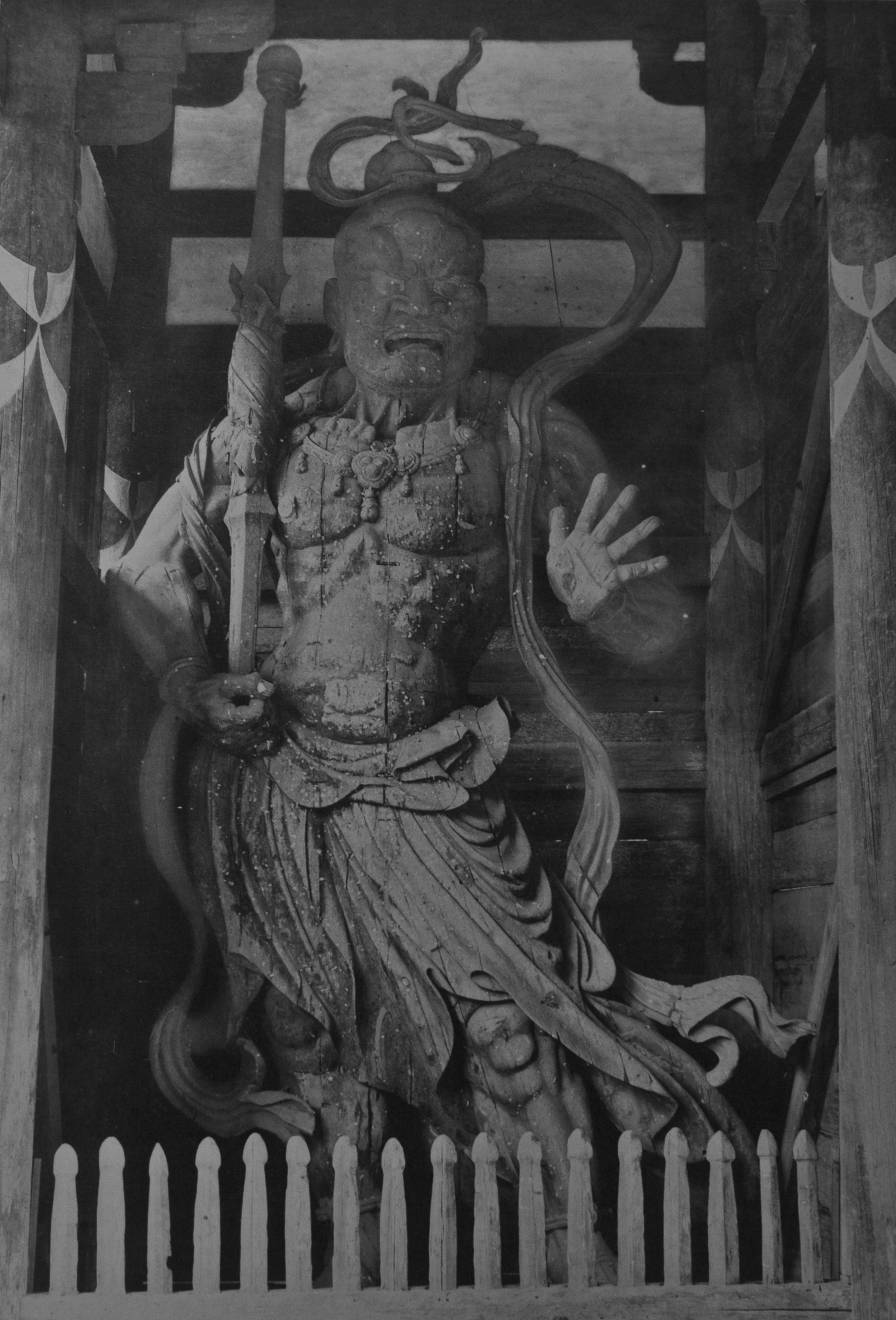
東大寺南大門的金剛力士
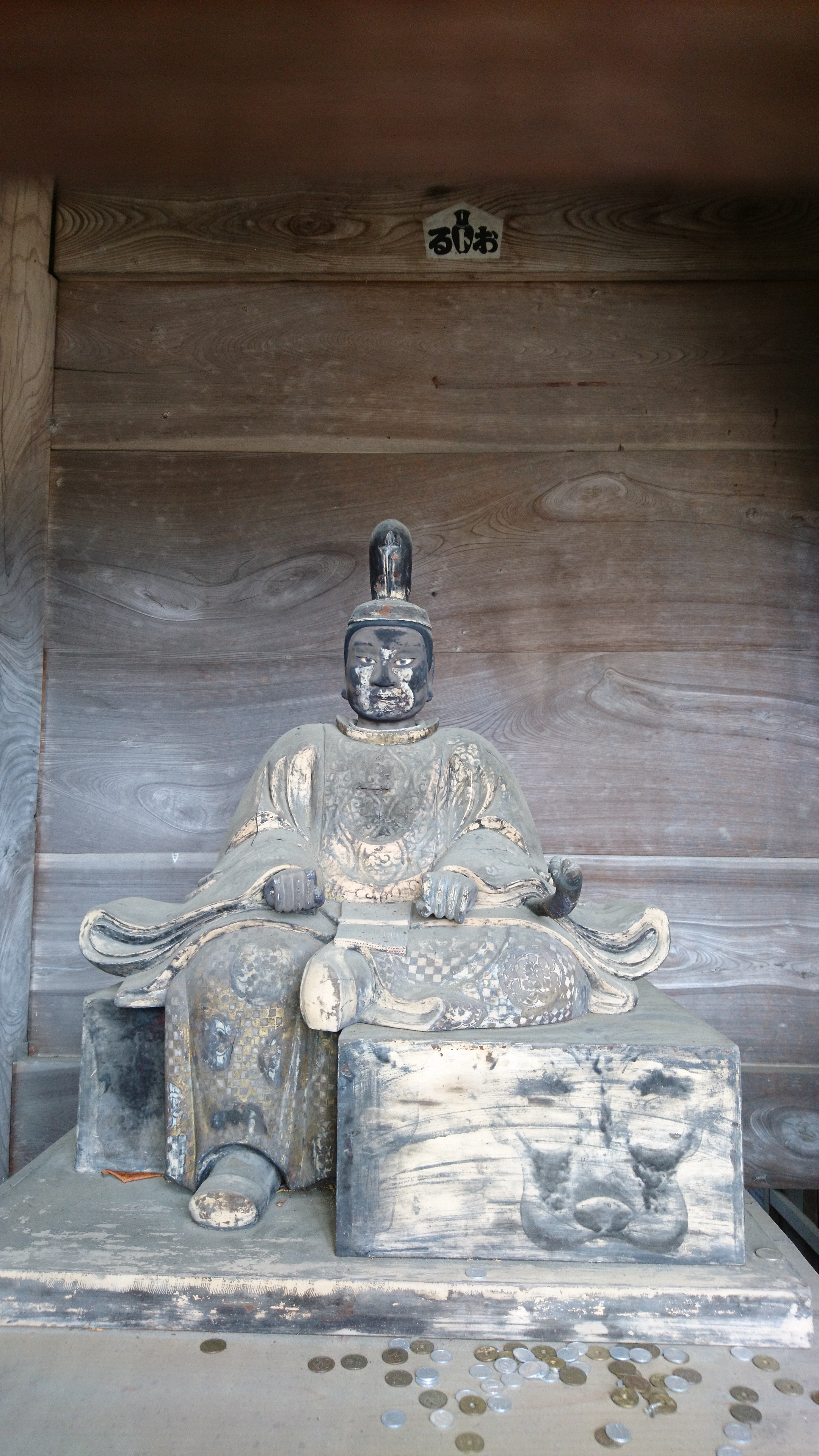
白山社里宮随神門的左隨神
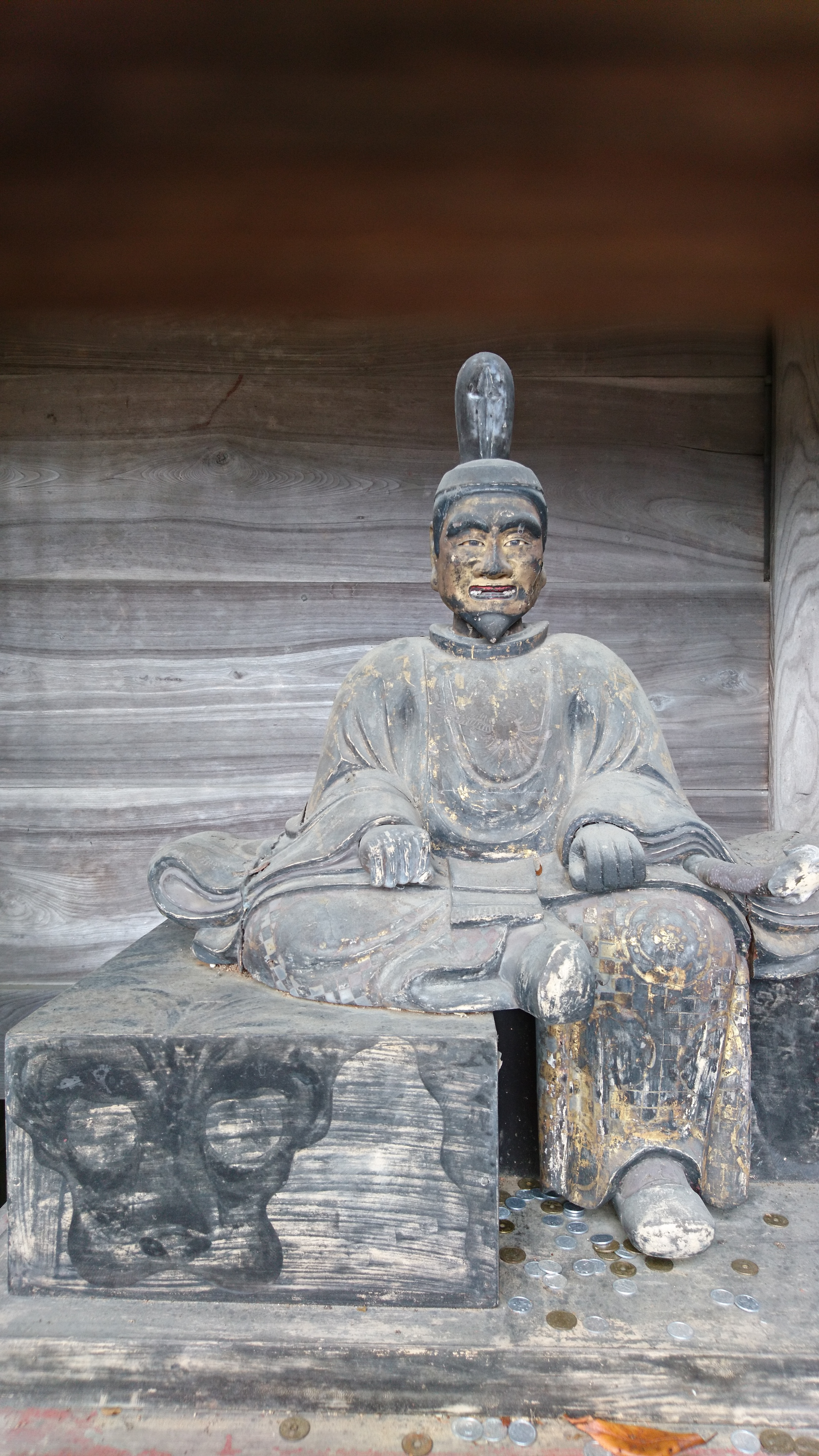
白山社里宮随神門的右隨神
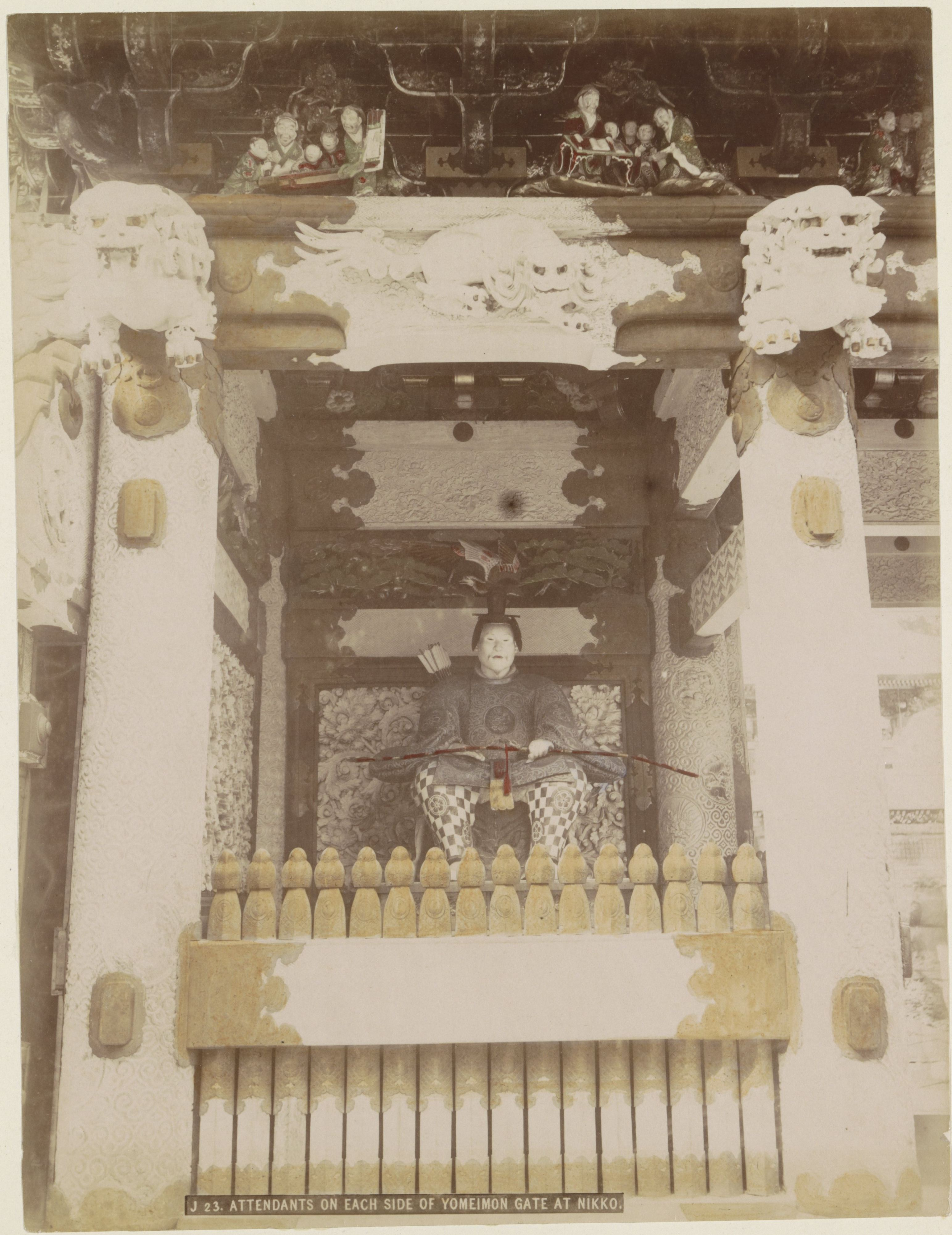
日光東照宮陽明門的隨神
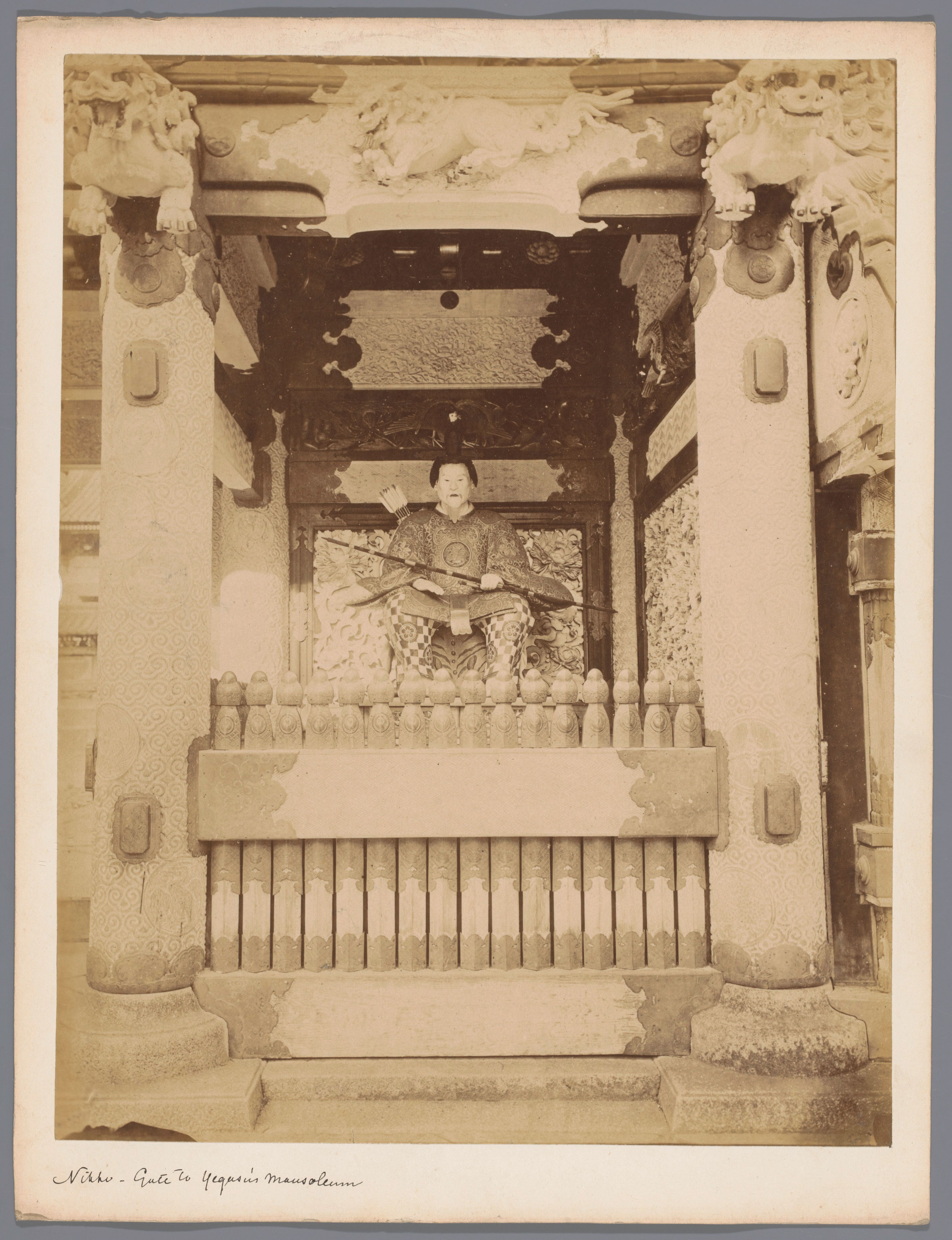
日光東照宮陽明門的隨神
  - 東大寺南大門的金剛力士
  - 白山社里宮随神門的左隨神
  - 白山社里宮随神門的右隨神
  - 日光東照宮陽明門的隨神
  - 日光東照宮陽明門的隨神

### 朝鮮
- 薩滿教的門神（문신 ，Munshin（英语：Munshin））
- 金將軍和甲將軍（門排圖（朝鲜语：문배））[8]
- 四大天王（佛教寺廟）
- 鵲虎圖（작호도）
- 龍虎圖（용호도）

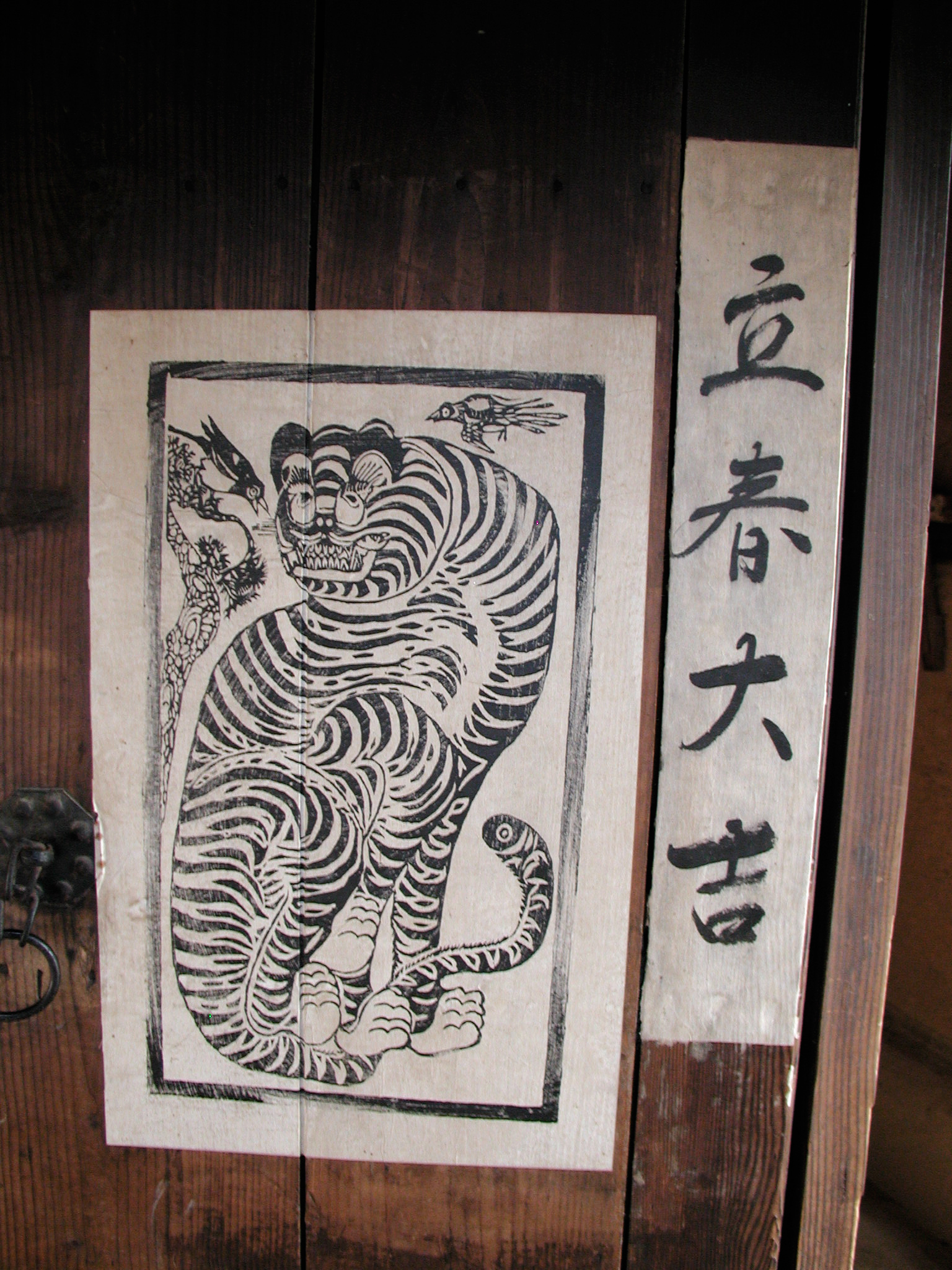
朝鮮鵲虎圖（左）與揮春（右）
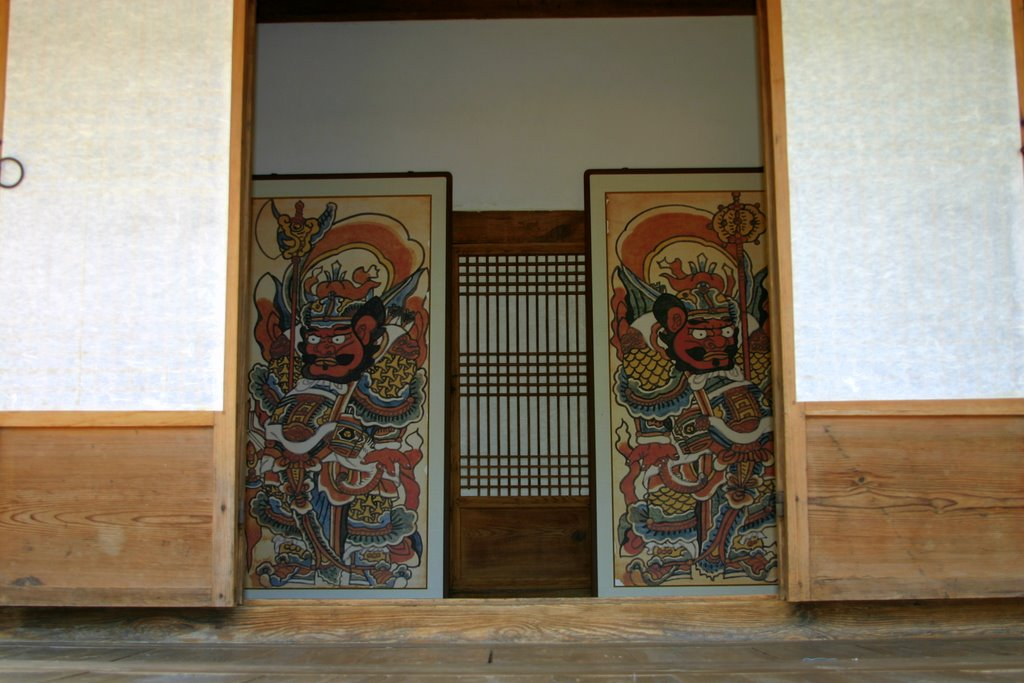
門排圖
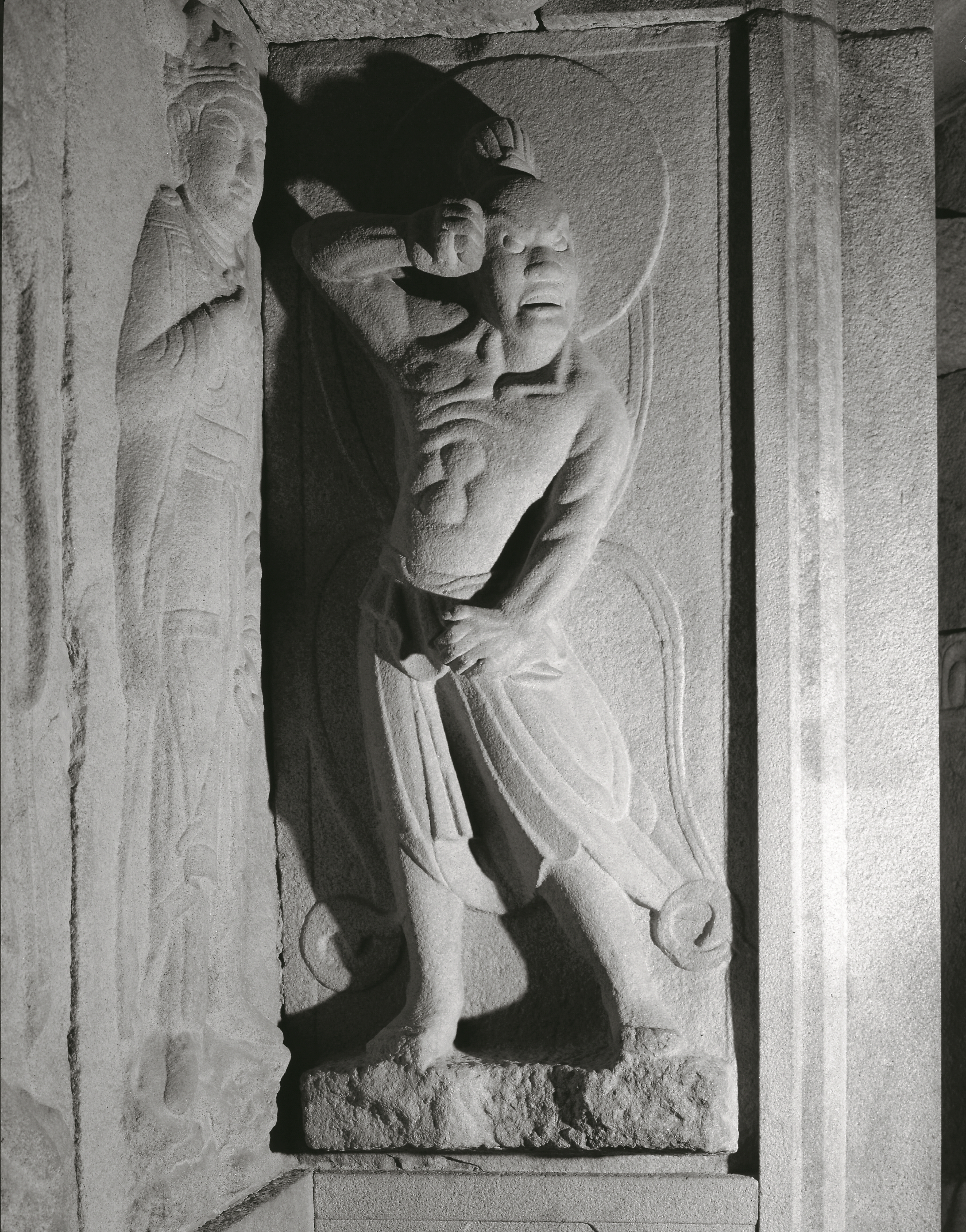
石窟庵的金剛力士
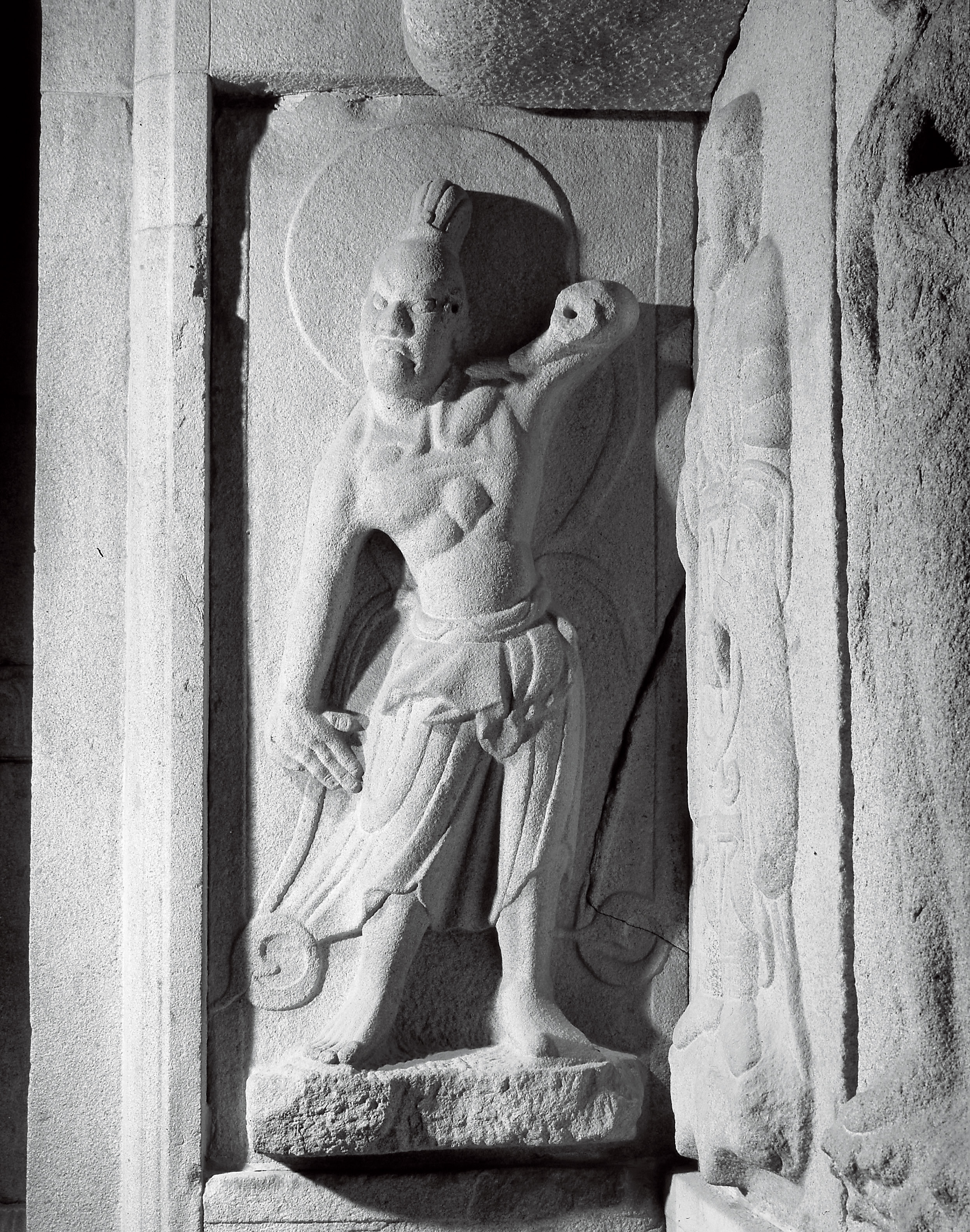
石窟庵的金剛力士
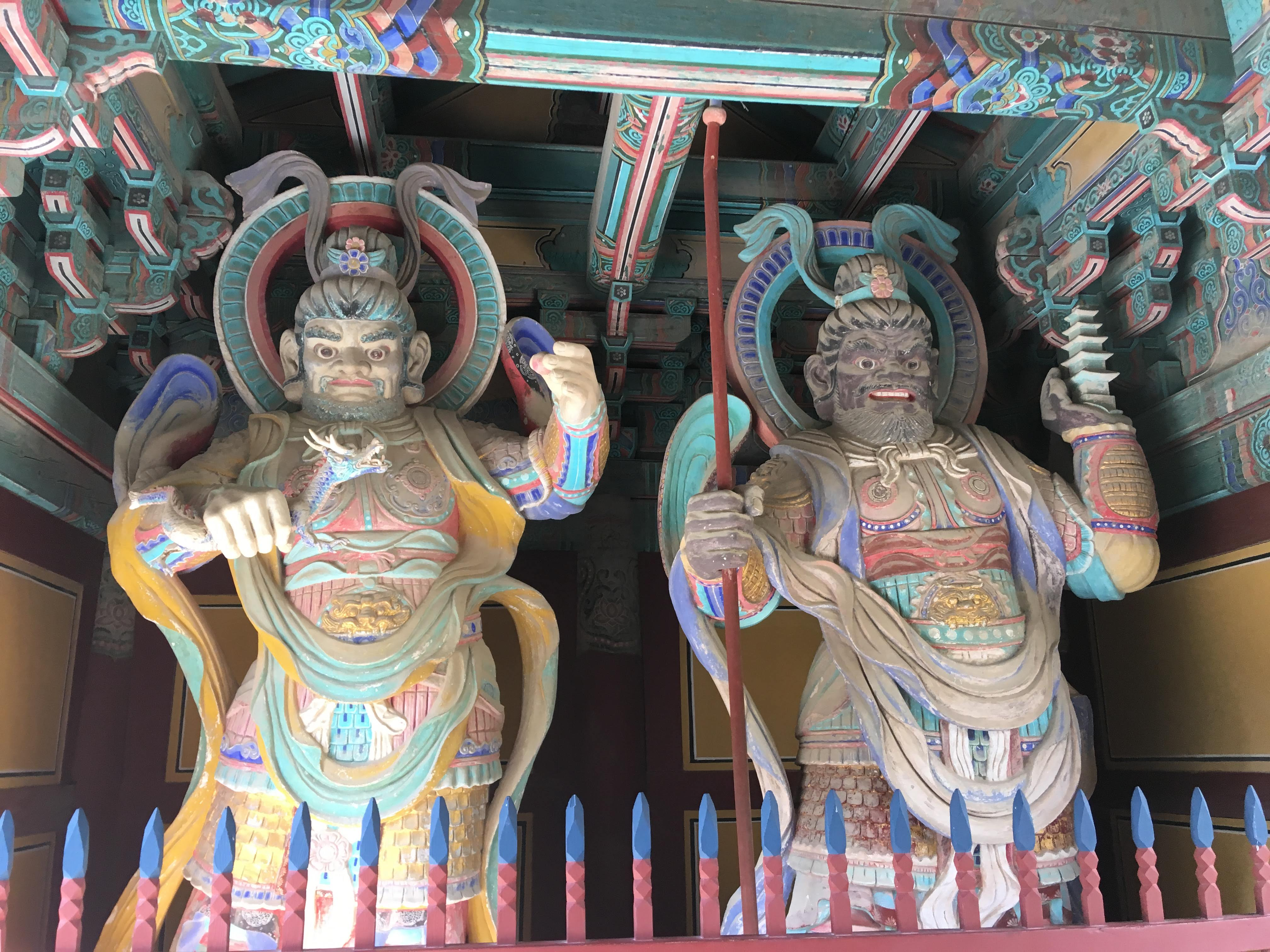
佛國寺的四大天王
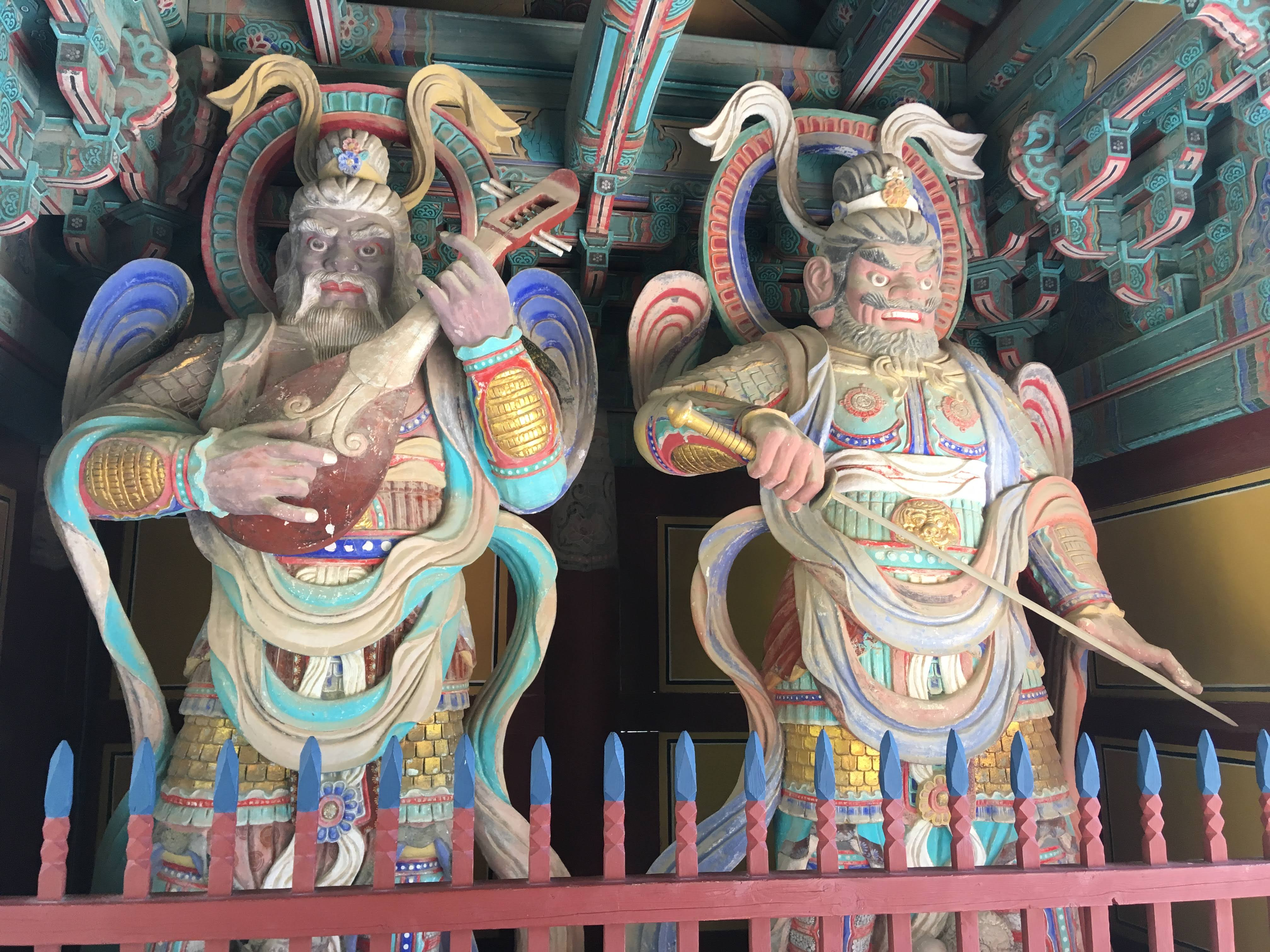
佛國寺的四大天王

### 其他地區

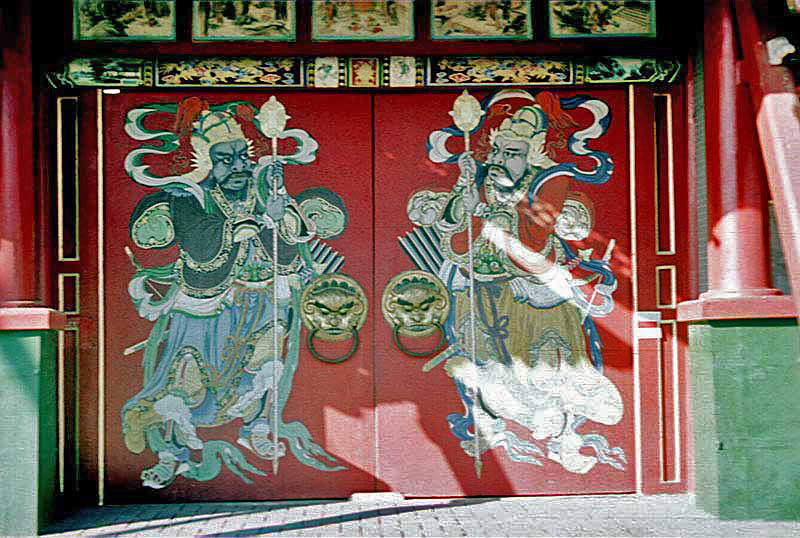
蒙古博克多汗冬宮的門神
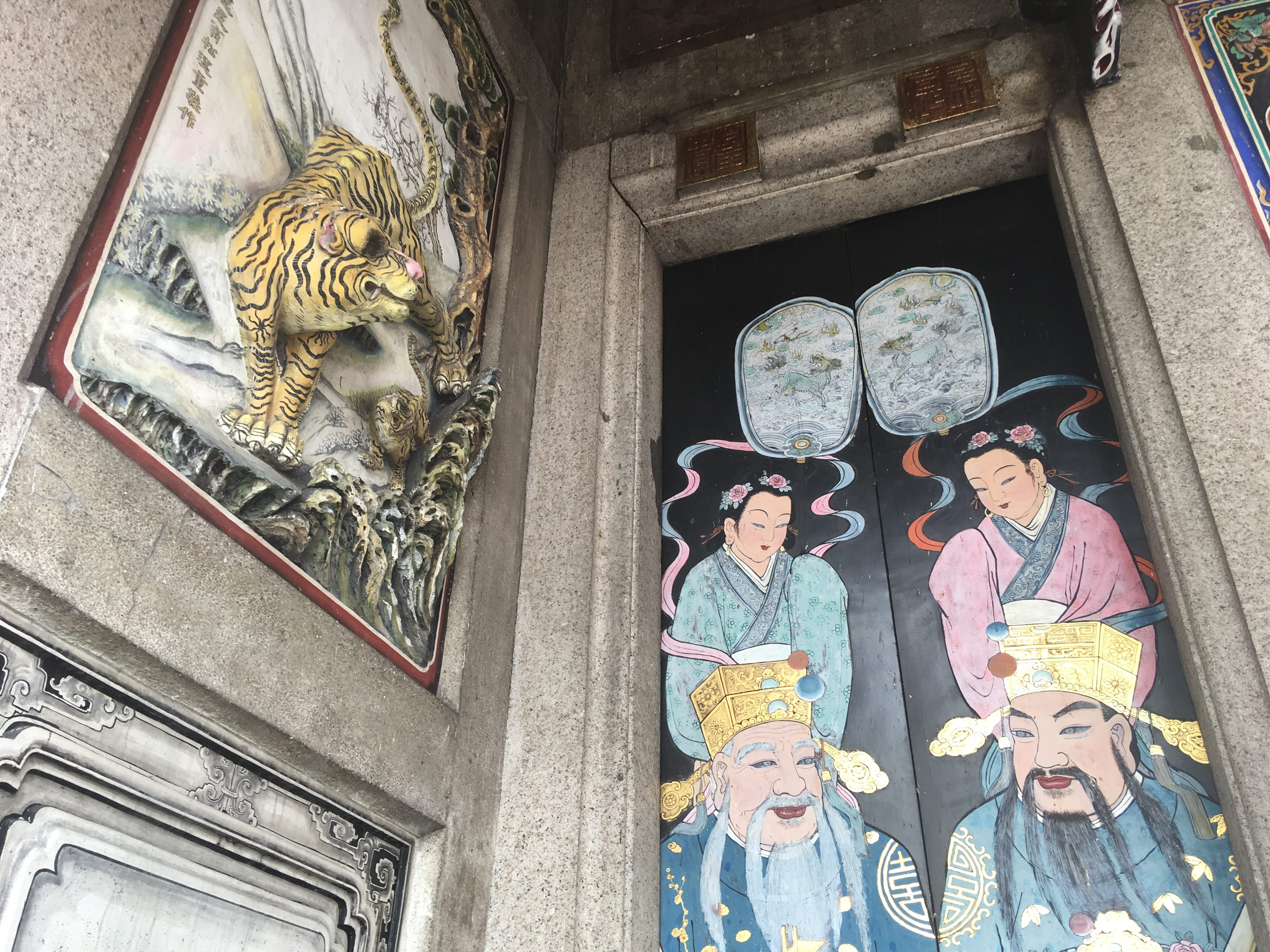
馬來西亞檳城韓江家廟的門神
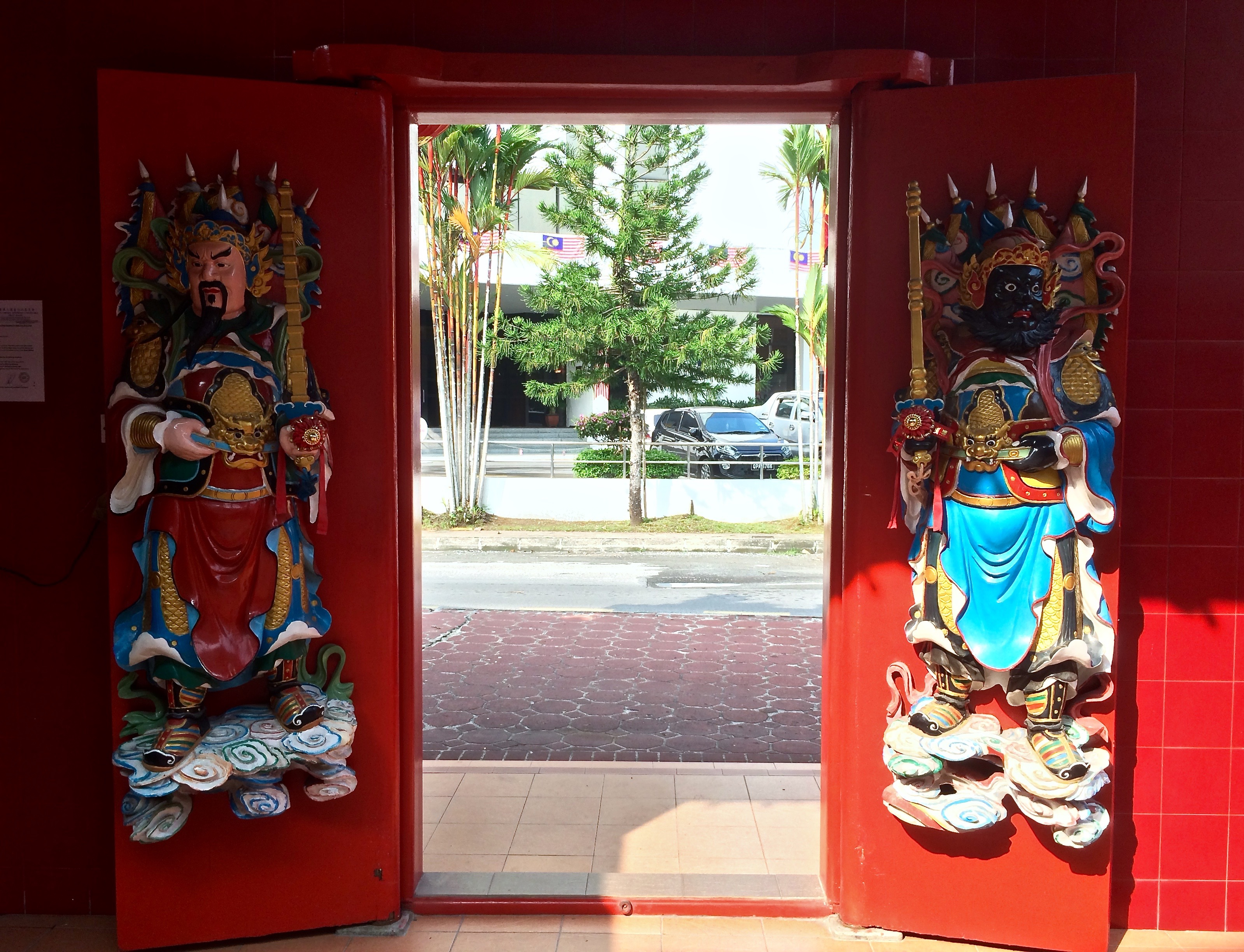
马来西亚寿山亭的门神雕塑
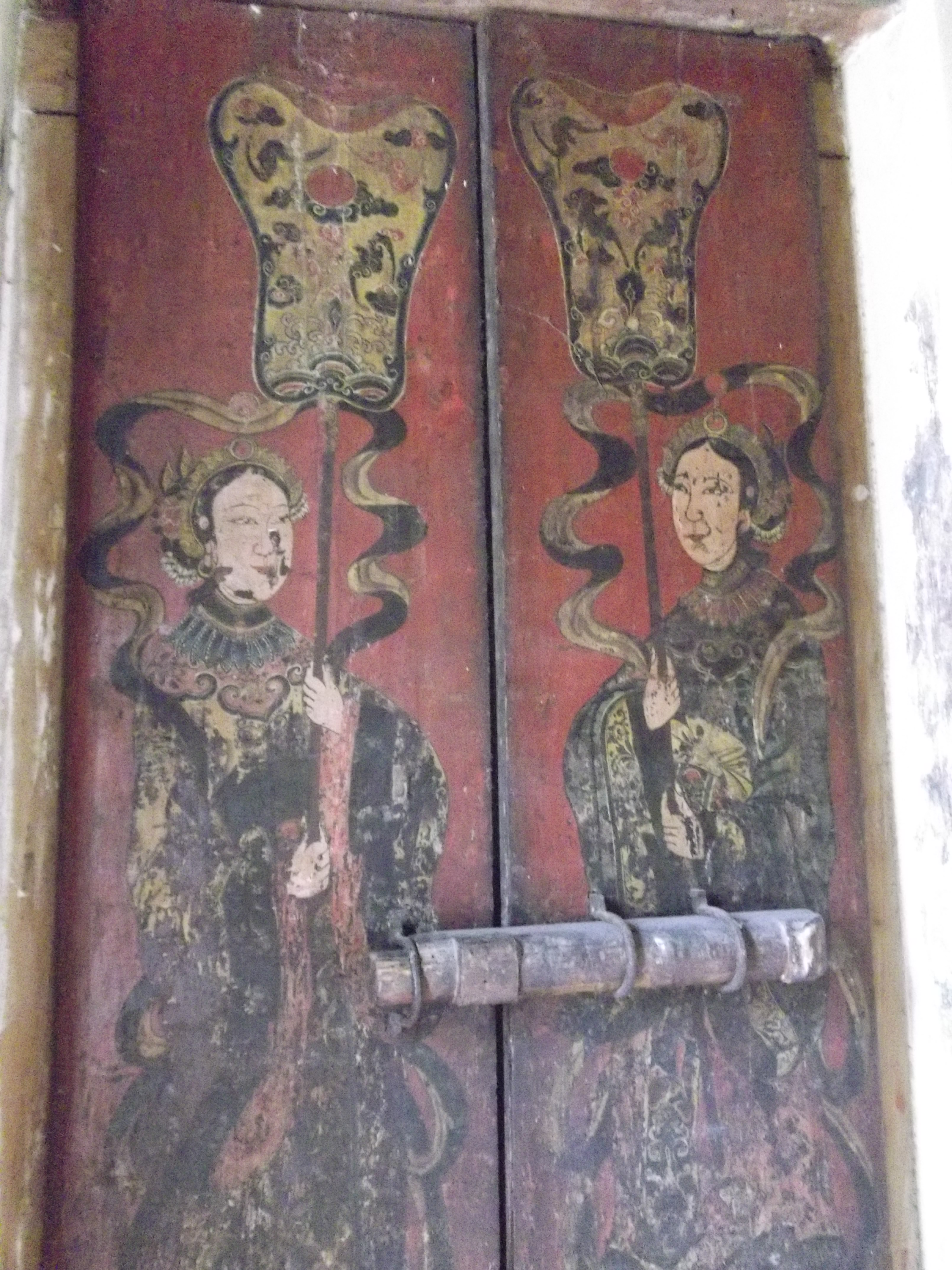
泰國博特桑森寺的門神
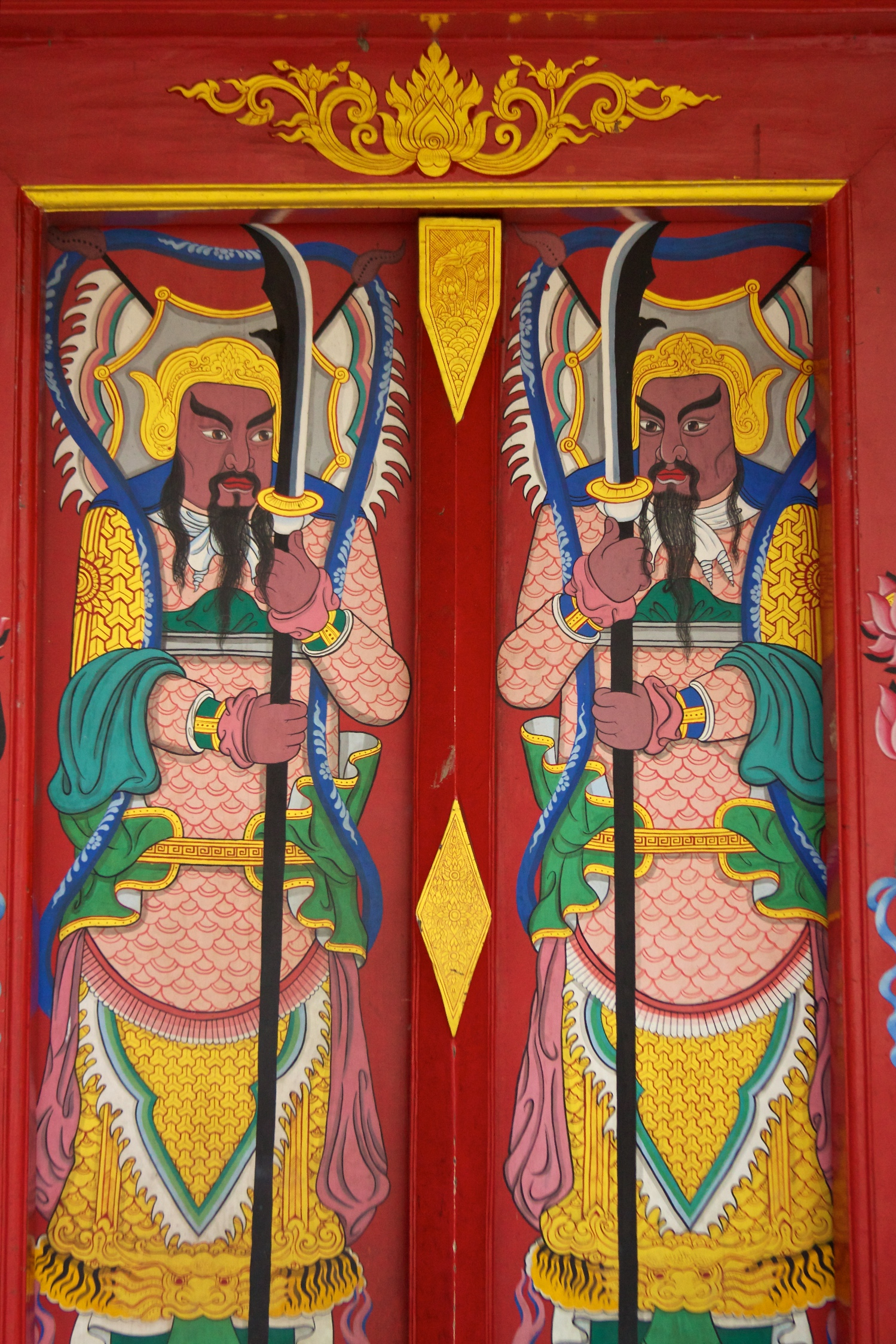
泰國巴吞孔卡寺的門神
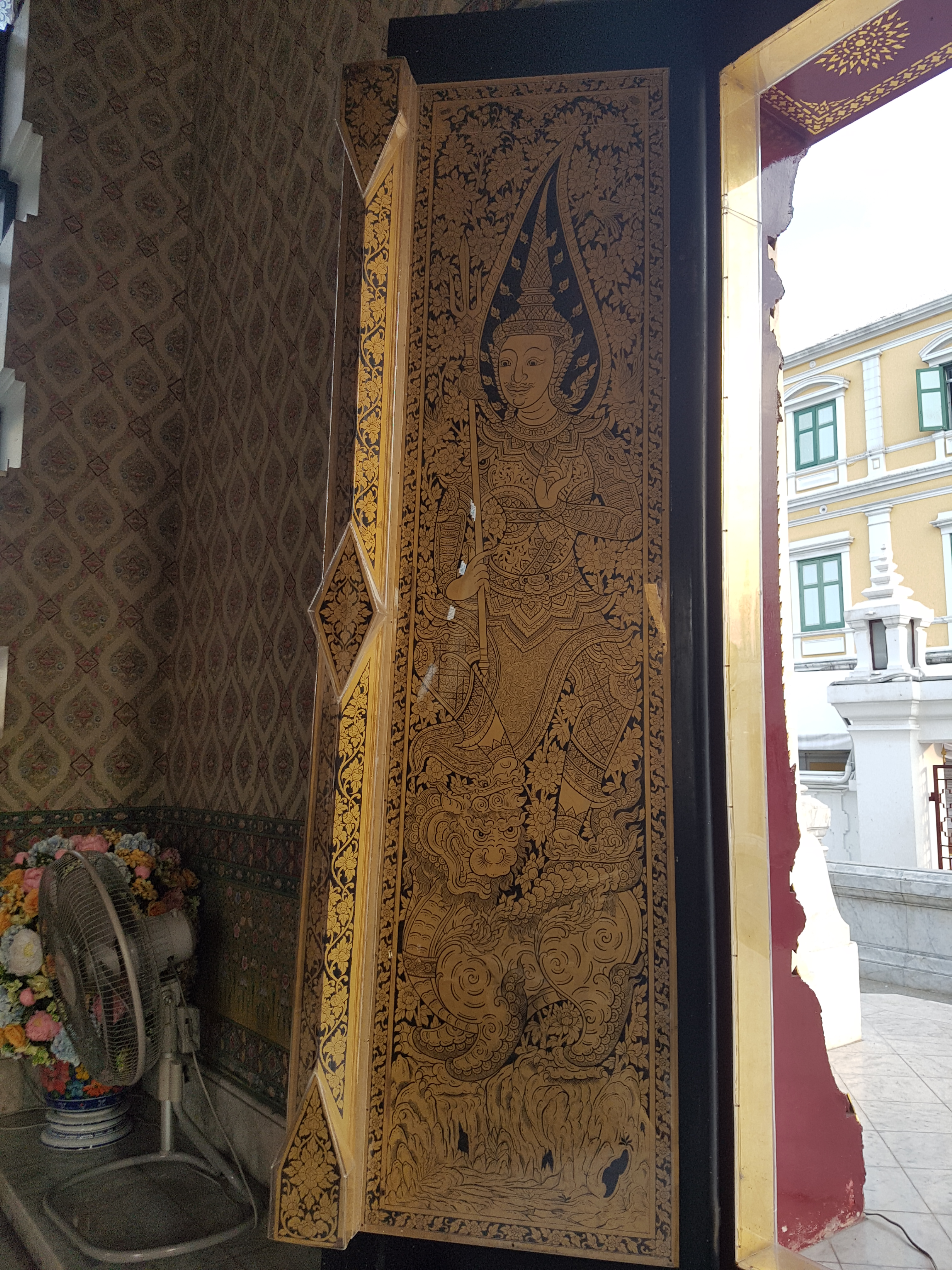
泰國曼谷的門神
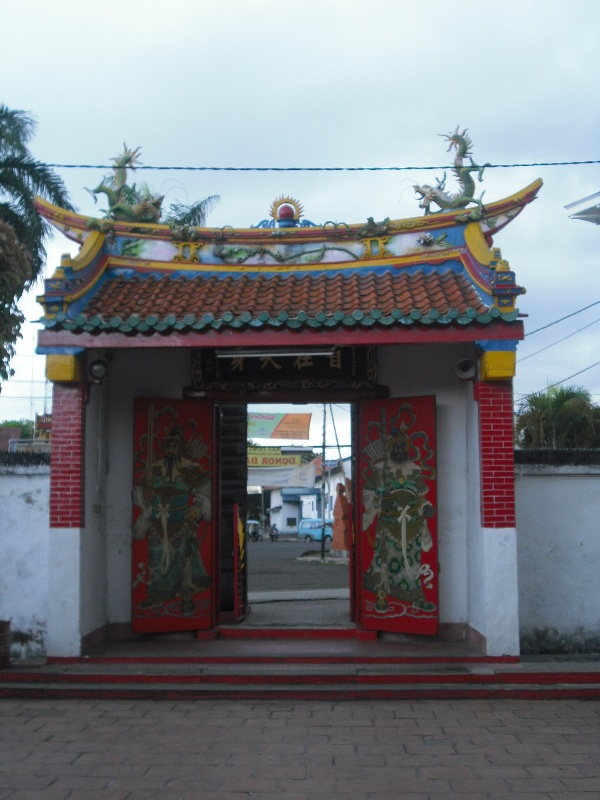
印尼井裡汶潮觉寺（Tiao Kak Sie）的門神

## 臺灣著名門神彩繪藝師
早期台灣民間畫師多來自於中國大陸潮汕地區的「唐山師父」。因此，自明末漢人遷台以來，臺灣廟宇的興建尚未出現屬於本地土生土長的民間畫師。
日治初期因政權轉換，唐山師父來台的人數大減，但基於台灣廟宇興修的需要，乃激發了本土畫師的形成。
- 卓福田，作品有：內惟青雲宮門神、士林慈誠宮龍虎門廳門神 [10][11]
- 邱鎮邦（1895年－1938年），師承父親邱玉坡，作品有：峨嵋鄉隆聖宮門神、新埔西河堂門神[12]
- 洪平順（1946年－），雲林縣文化資產保存技術及保存者 [13]。
- 張財雄，師承潘麗水、蘇天福，高雄市文化資產保存技術及保存者[14]
- 莊武男（1942年－），新北市文化資產保存技術及保存者，師承洪寶真， [15]
- 許良進，師承許報祿，雲林縣文化資產保存技術及保存者[16]
- 許連成（1919年－2002年），師承祖父許章瑞[17]
- 陳秋山[18]
- 陳穎派，彰化縣文化資產保存技術及保存者[19]
- 陳敦仁，彰化縣文化資產保存技術及保存者，師承父親陳穎派[20]
- 馮進興（1944年－），高雄市文化資產保存技術及保存者，師承卓福田[21][10]
- 黃文華（1897年 - 1968年 ）[22]
- 黃友謙（1932年 -  ），澎湖縣文化資產保存技術及保存者，師承父親黃文華[22]
- 黃矮（1890年 - 1974年）[23]

- 劉沛然 （1884年－1972年）

- 劉家正，台北市文化資產保存技術及保存者，師承曾竹根、丁網、潘麗水、蔡草如 [24]
- 蘇榮仁，師承丁清石，高雄市文化資產保存技術及保存者[25]

### 臺南著名門神彩繪藝師
臺南的門神彩繪藝師中，以潘春源（1891-1972）和陳玉峰（1900-1964）畫師頗具代表。
1909年，潘春源年僅18歲，即於府城三官廟旁，即今台南市忠義路上，開設「春源畫室」，正式掛牌為人繪製畫作；時年陳玉峰9歲。
依二氏的後人表示：在廟宇繪畫方面，尤其是門神彩繪，他們的祖父輩均未曾正式拜師學藝，往往是趁唐山師父來台工作時，悄悄地從旁觀察其所作所為，默記於心，返家後再迅速筆記寫下，描成圖形。這種「偷學」的工作，由於是犯忌諱的，因此總是背著唐山師父進行。
1920年左右，大陸畫家呂璧松（1873-1937）客居台南，潘、陳二氏有機會問學於呂氏。呂氏係福建泉州人士，曾祖一度遷居台南。呂璧松實乃一水墨畫家，而非民間畫師，但他擅長南宗畫法，無論山水、花鳥、人物、走獸，均頗為專精。據潘氏後人包括其子潘瀛洲、其孫潘岳雄表示：其父祖在世時，從來不曾聽聞他提及「拜師呂璧松」之事。而據陳玉峰後人表示：呂璧松離台返回大陸時，曾將部份畫稿贈送給陳玉峰。
潘、陳二人同時問學於呂氏，卻逐漸發展出不同創作風格。呂璧松為水墨畫家，潘、陳二人自然以請益水墨之事為主要內容。但以潘麗水及陳玉峰之後的創作而言，潘春源在水墨之外，亦從事膠彩寫生的創作，並多次入選「台灣美術展覽會」（簡稱「台展」）。陳玉峰則以水墨為主。潘春源與陳玉峰二人的繪畫風格，也大體決定了府城畫師特色的二大系統。

#### 臺南潘氏彩繪[34]
潘春源之長子潘麗水是潘式彩繪的主要繼承者之一，其他重要弟子包含曾竹根、丁網等。丁網再傳至其子丁清山、丁清石、丁清川及丁介斌等人。
戰後的台灣社會在1950年代初期，廟宇彩繪工作逐漸復甦。潘麗水在1954年，結束原本前往戲院進行的電影看板廣告工作，重回廟宇畫師崗位。同時，這一波的熱潮，又培養了潘家系統的第三代接班人，包括年僅10餘歲的長子潘岳雄，以及年紀較長的薛明勳、蔡龍進，和較年少的王妙舜等人。其中蔡龍進遷居北部，也成為北部寺廟爭相聘請的重要畫師；潘岳雄、薛明勳、王妙舜則留在府城，繼續培養了一些傳人。
- 潘春源（1891年－1972年）
- 潘麗水（1914年－1995年），潘春源兒子，師承潘春源
- 潘岳雄（1943年－），台南市文化資產保存技術及保存者[38]，師承父親潘麗水
- 丁清石（1940年 - 2003年)[39]
- 薛明勳（1936年 - 2001年），師承潘麗水，作品有：臺南藥王廟、全臺首邑縣城隍廟、臺南三山國王廟[40]
- 王妙舜（1947年 - ），師承潘麗水，作品有：臺南德化堂、竹篙厝仁和宮、臺南西來庵[41]
- 蔡龍進（1948年 - ），師承潘麗水，作品有：臺南辜婦媽廟、板橋慈惠宮、大稻埕霞海城隍廟、台北行天宮、艋舺龍山寺[42]
- 蘇天福，師承潘麗水[43]
- 廖慶章，師承臺南潘氏，台南市文化資產保存技術及保存者[38]
- 蔡龍進，師承潘麗水，新北市文化資產保存技術及保存者[44]

#### 臺南陳氏彩繪[45]
陳玉峰在問學於呂碧松之後曾赴大陸潮汕等地遊學。並於1922年參與桃園景福宮三川殿的門神製作、以及於1925年和潮汕匠師朱錫甘合作澎湖天后宮，負責三川殿的部份。
陳玉峰於戰後先後培養了一些優秀的傳人，包括其子陳壽彝，以及姻親宋森山，和較早的鄭文淡、黃啟受、陳振吟、謝平祥等人。較具代表性的為蔡草如及陳壽彝二人，但兩人也因有感於寺廟畫作的不易保存，逐漸減少廟畫工作，轉向紙本畫作及純粹的水墨創作。
蔡草如以其戰後府城畫壇的先輩角色，對府城水墨畫發展頗有影響，在民俗繪畫方面，也指導了一些傳人如：其子蔡國偉，及一些末正式拜師，但時常問學於他的洪英傑、胡明宏、柯武鐘等人。不過這些屬於第三代的傳人，主要工作偏於民俗畫及神佛畫的製作，旁及水墨、膠彩的純粹創作。
- 陳玉峰（1900年－1964年）
- 陳壽彝（1934年－2012年），陳玉峰兒子，師承陳玉峰
- 蔡草如（1919年－2007年），陳玉峰外甥，師承陳玉峰

### 鹿港郭氏彩繪（鹿港郭派）[52]
- 郭友梅（1849年－1915年），郭氏第二代
- 郭新林（1898年－1973年），郭氏第三代[53]
- 郭佛賜（1910年－1981年），郭氏第四代
- 柯煥章（1901年－1972年），師承郭友梅、郭啟薰[54]

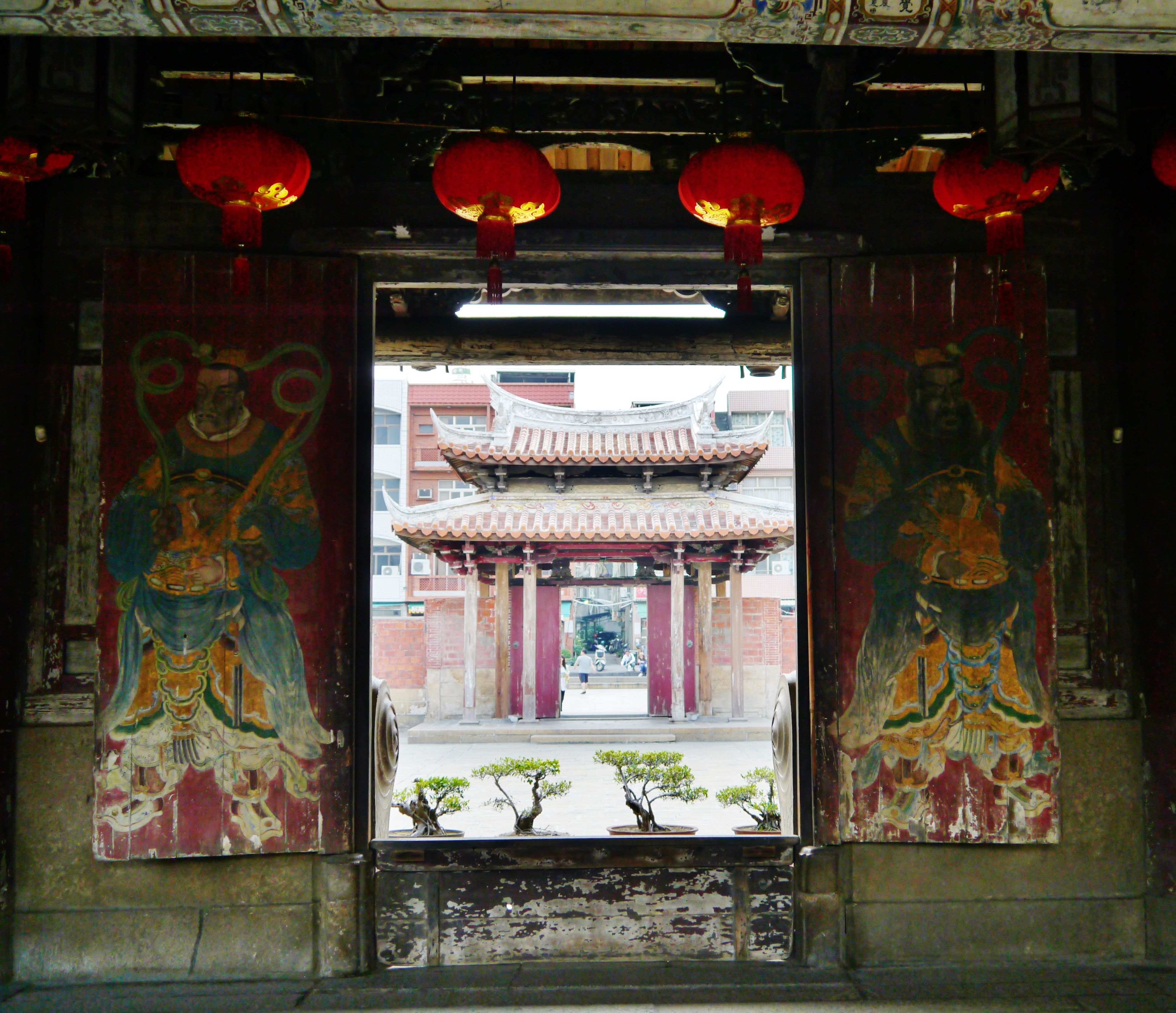
鹿港龍山寺韋馱、伽藍門神，郭新林繪製
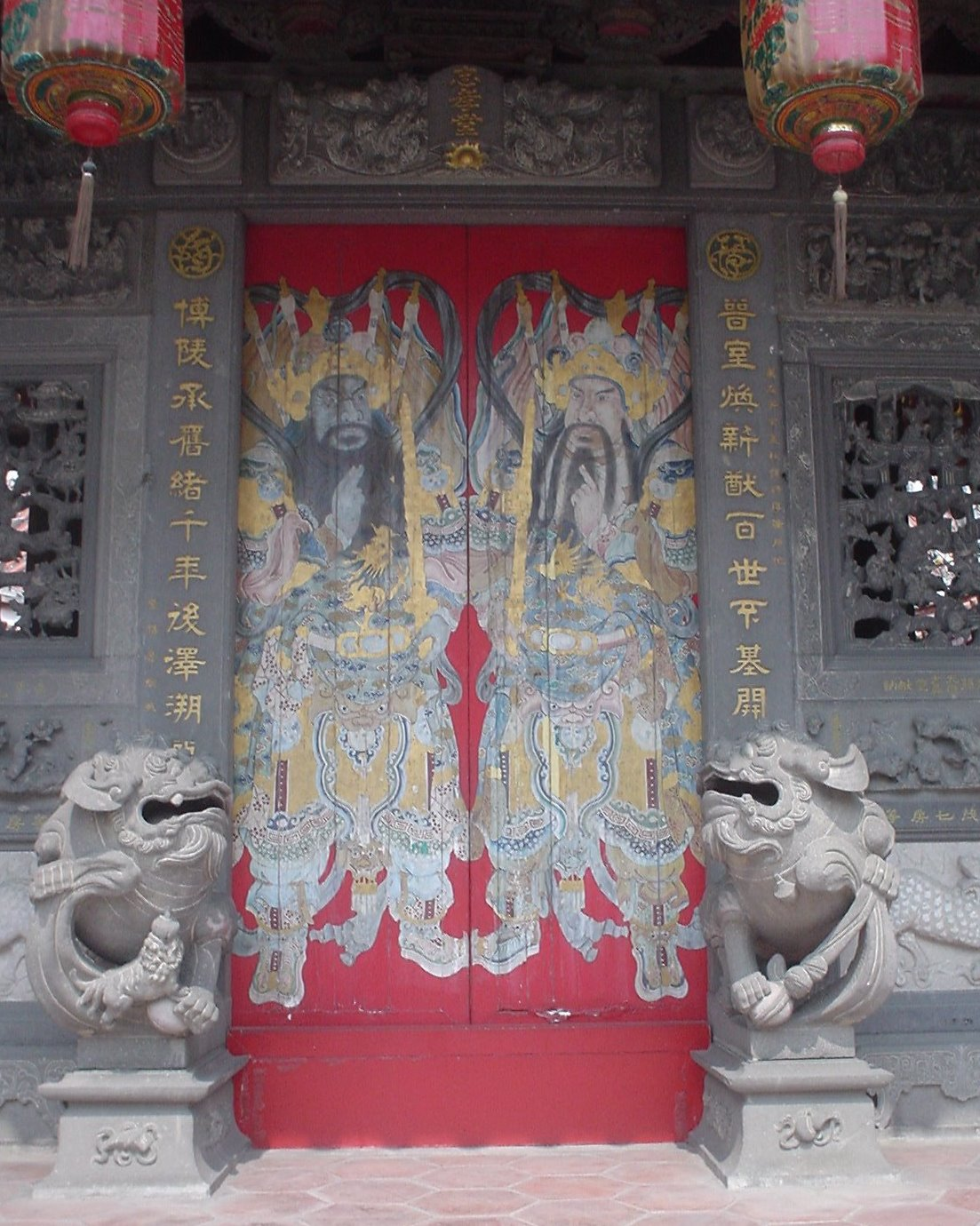
台中林氏宗祠門神，郭新林繪製
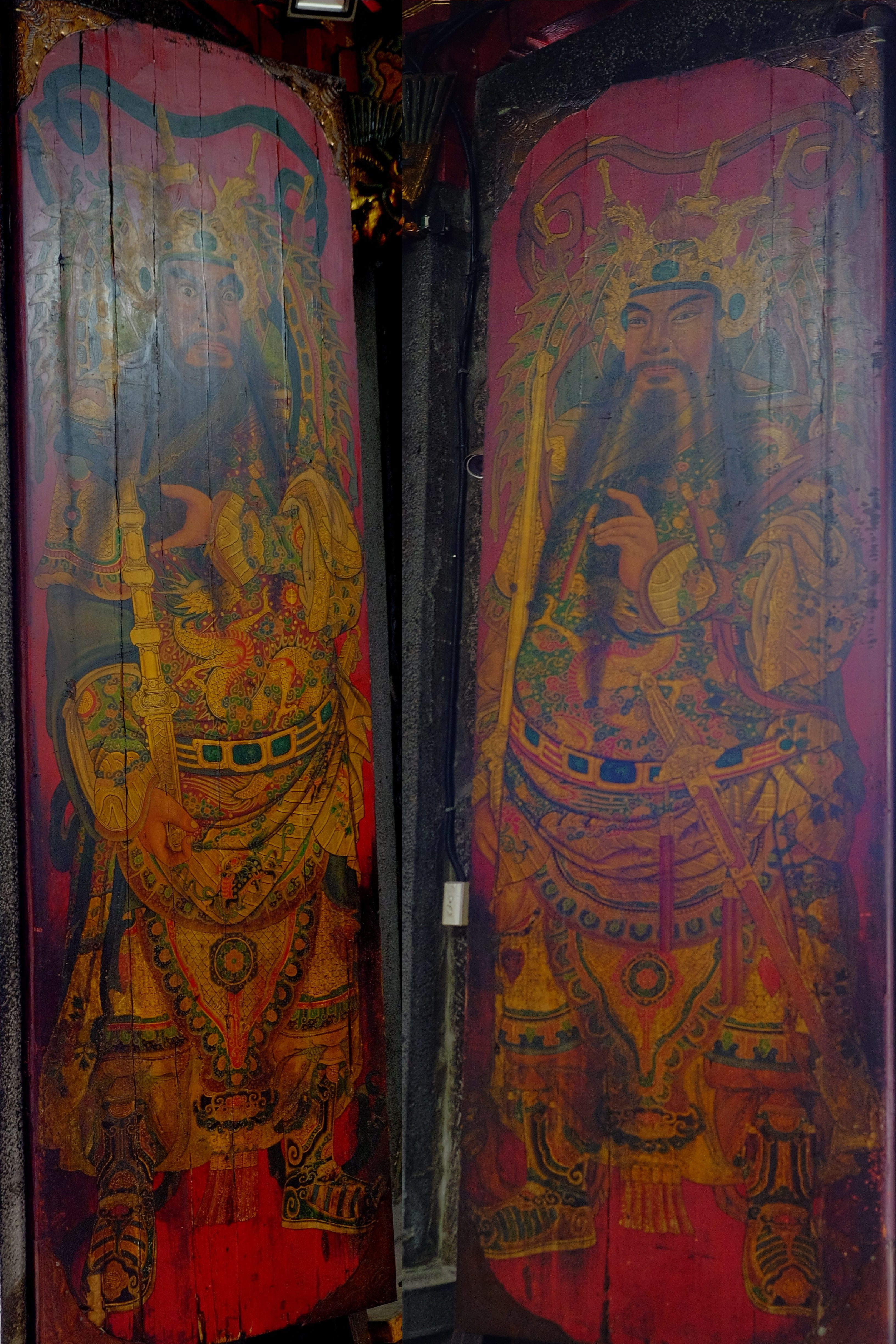
士林慈諴宮門神，陳玉峰繪製
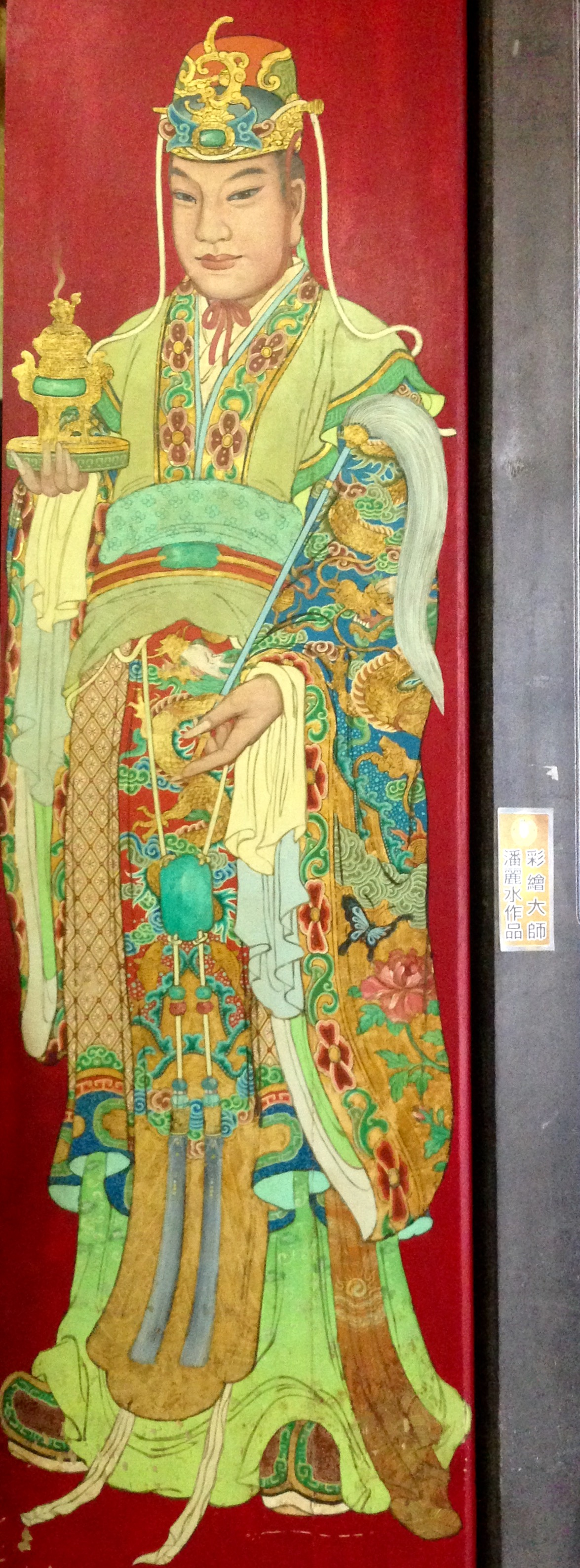
鹽水護庇宮太監門神，潘麗水繪製
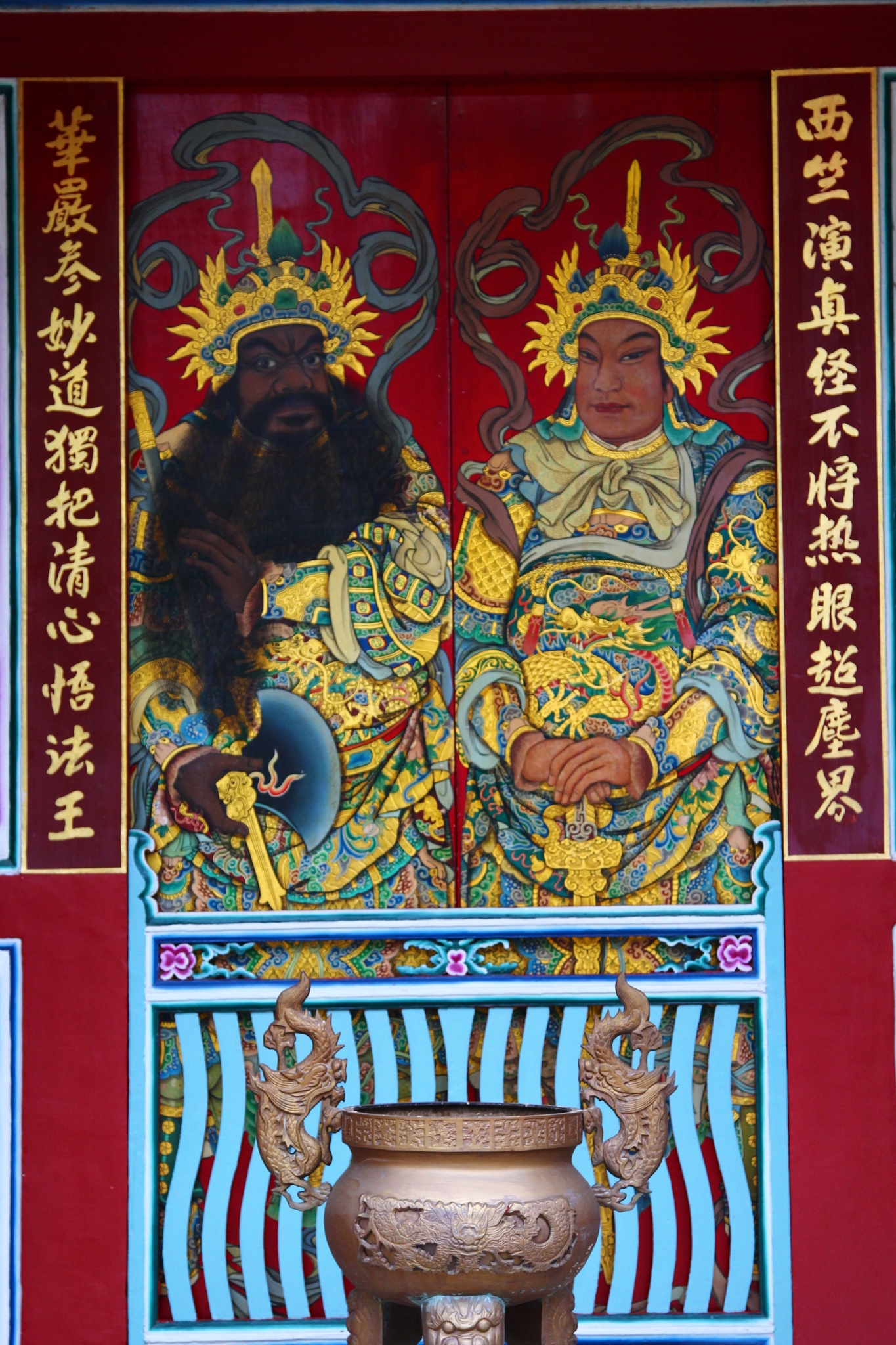
臺南西華堂門神，潘麗水繪製
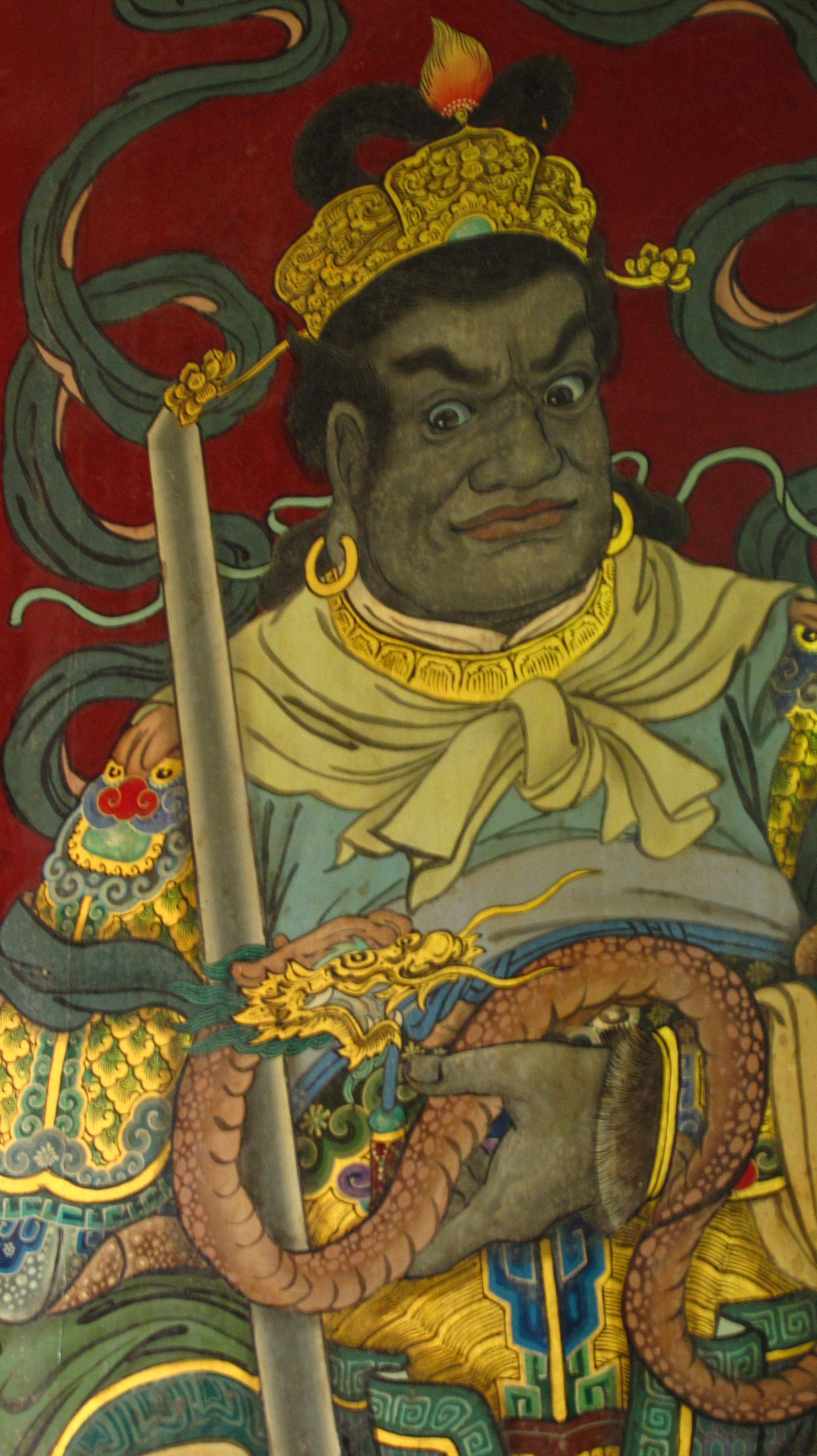
臺南法華寺門神，潘麗水繪製
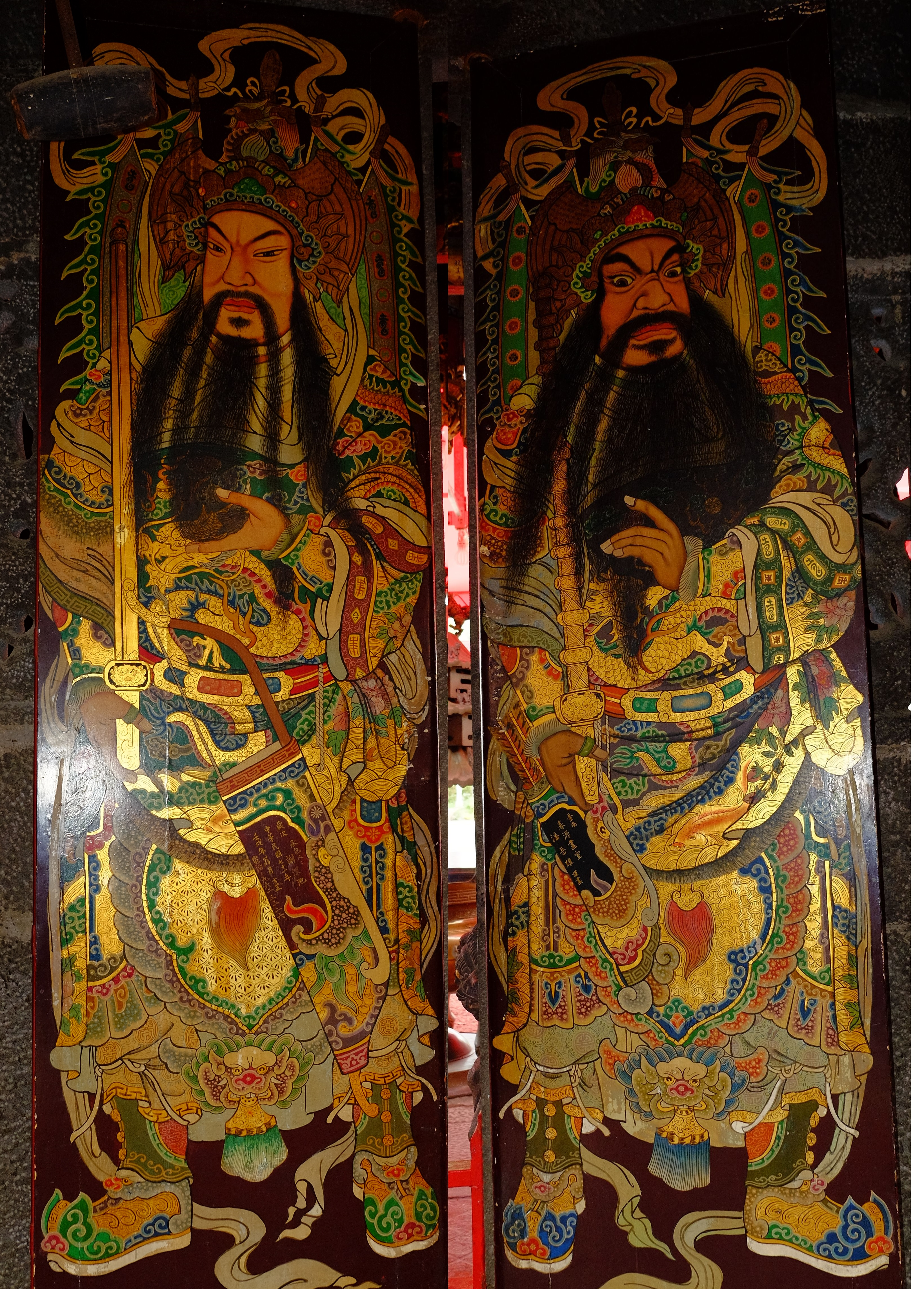
二重埔先嗇宮門神，潘岳雄繪製
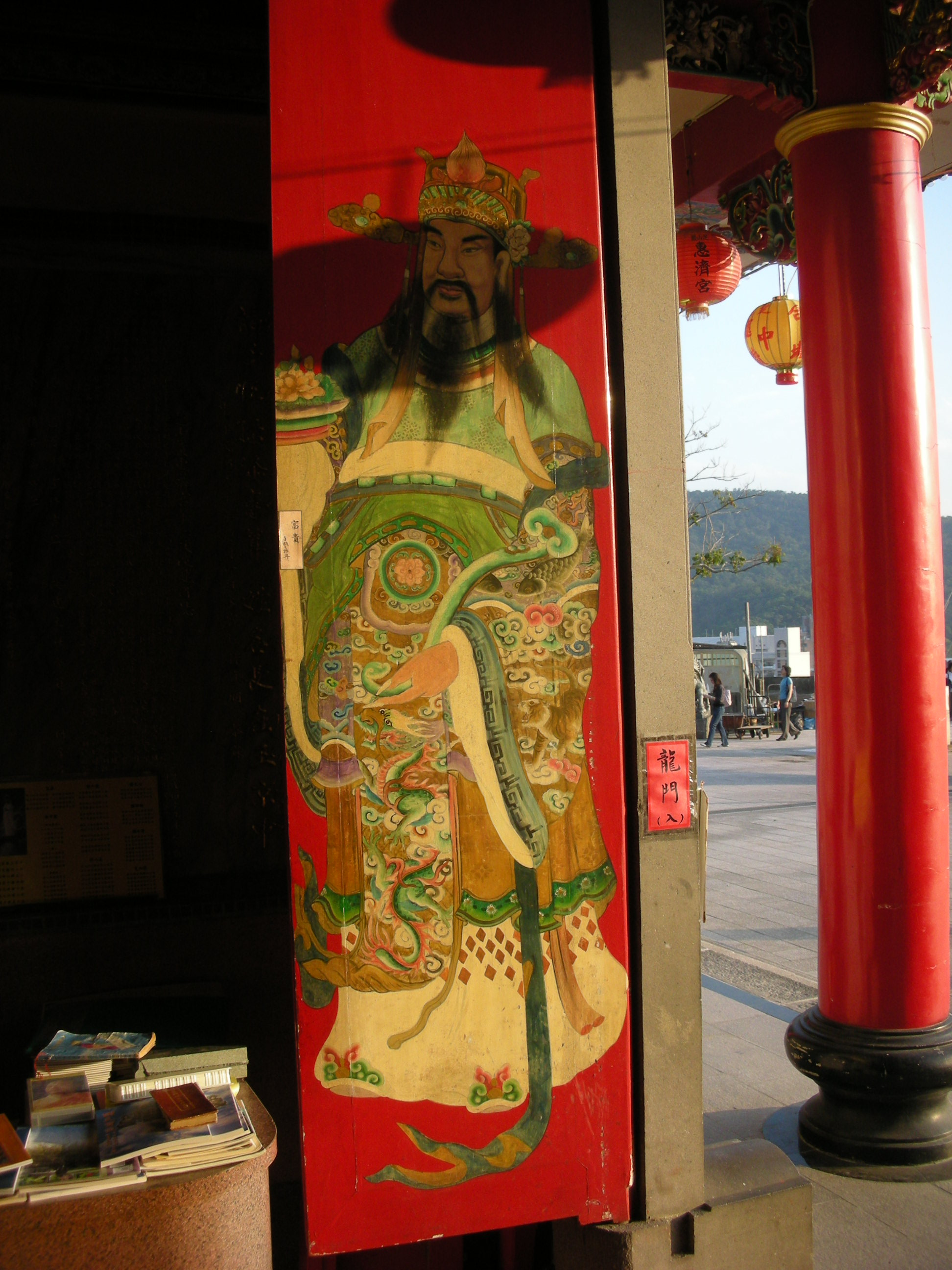
芝山巖惠濟宮門神，陳壽彝繪製
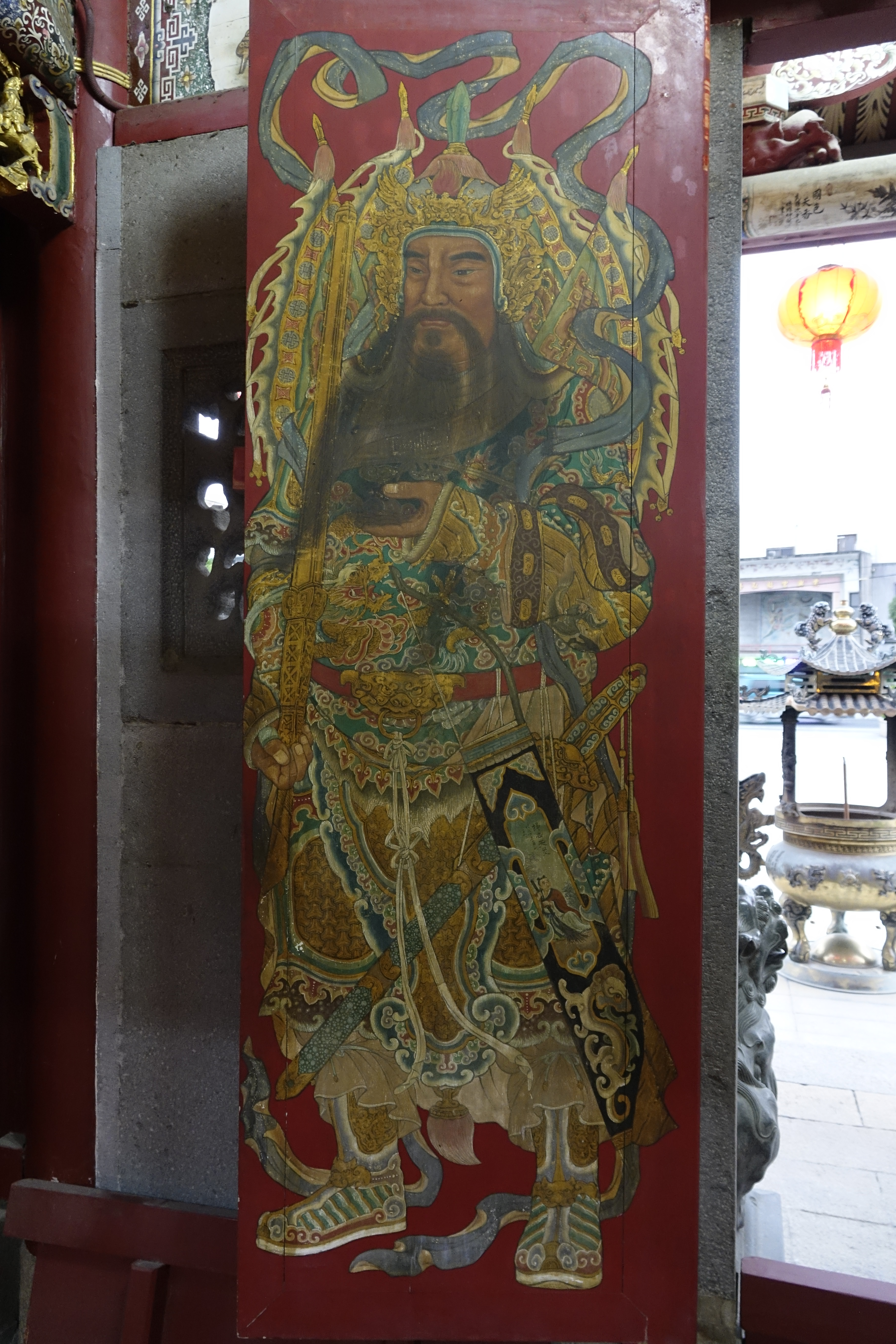
佳里震興宮門神，蔡草如繪製
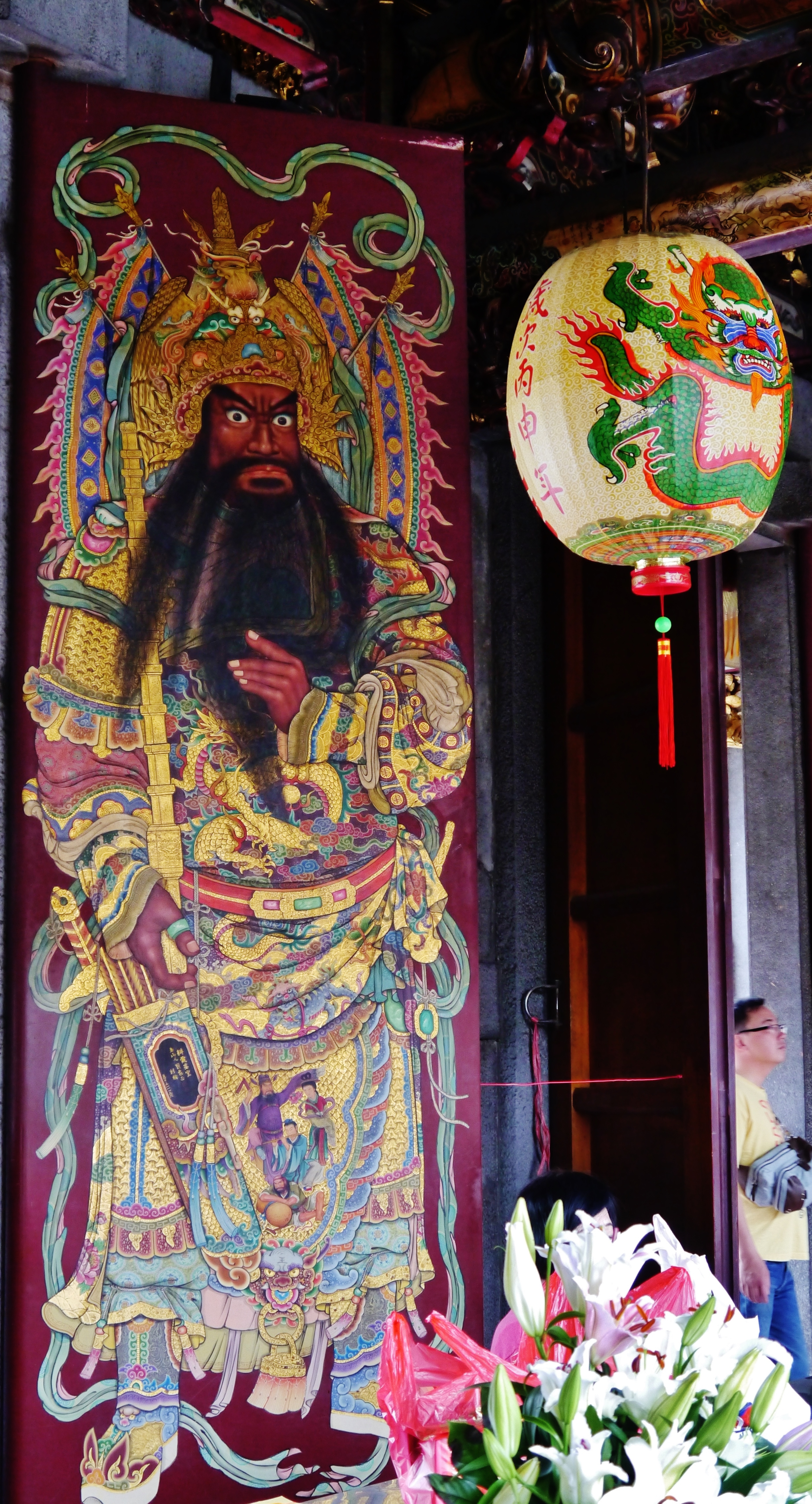
大龍峒保安宮門神，劉家正繪製
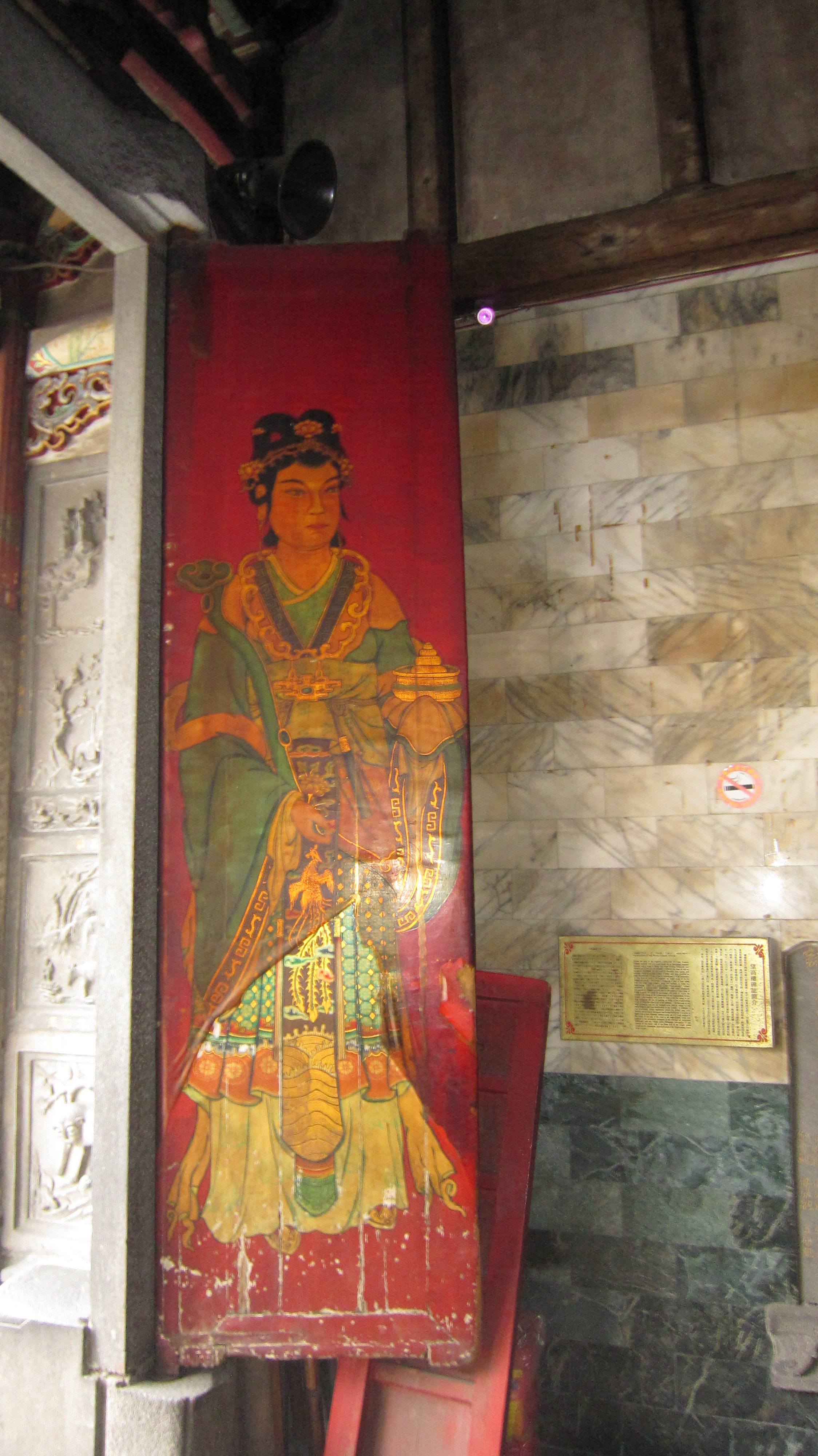
淡水福佑宮宮女門神，莊武男繪製
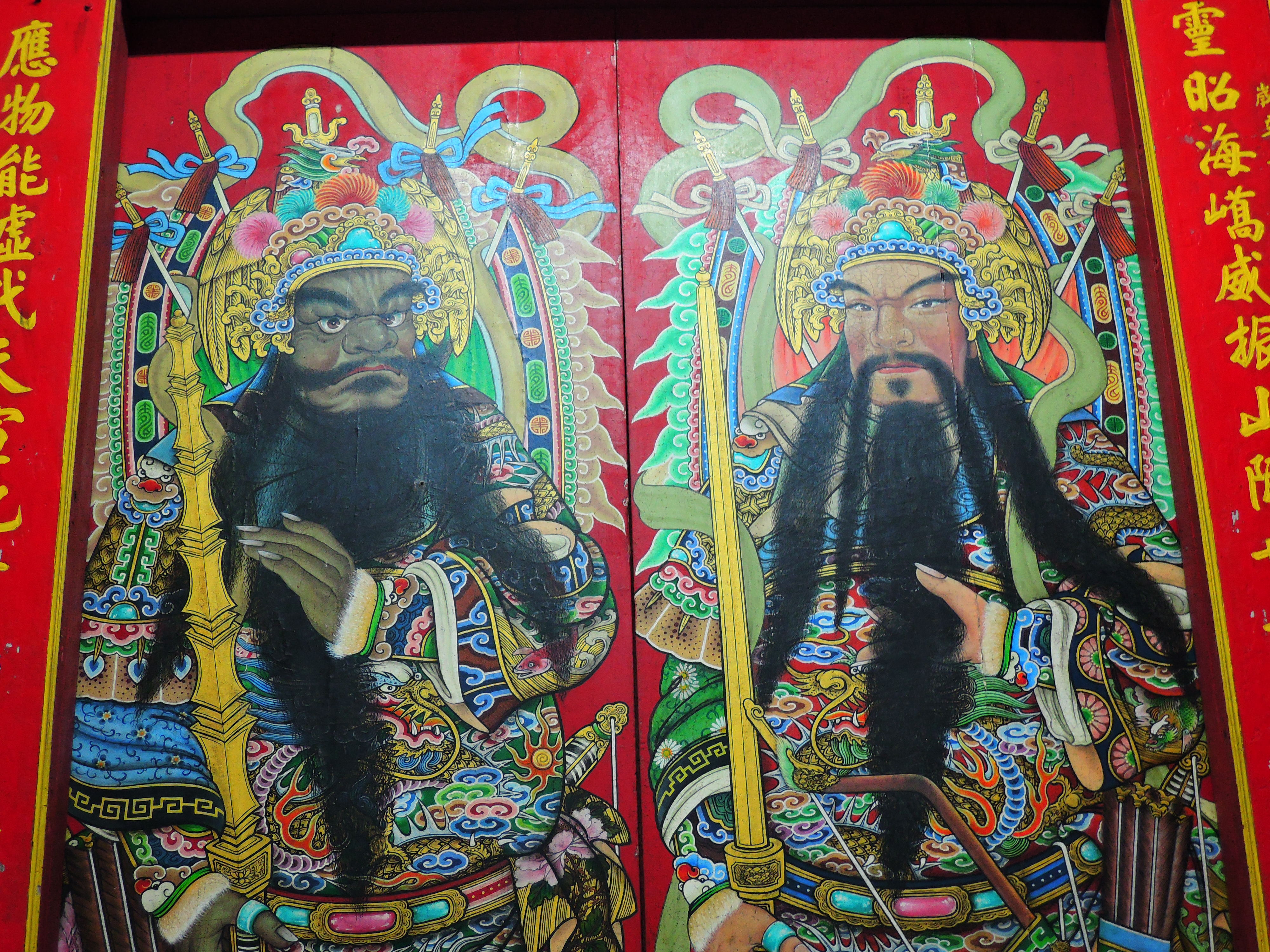
媽宮城隍廟門神，黃友謙繪製
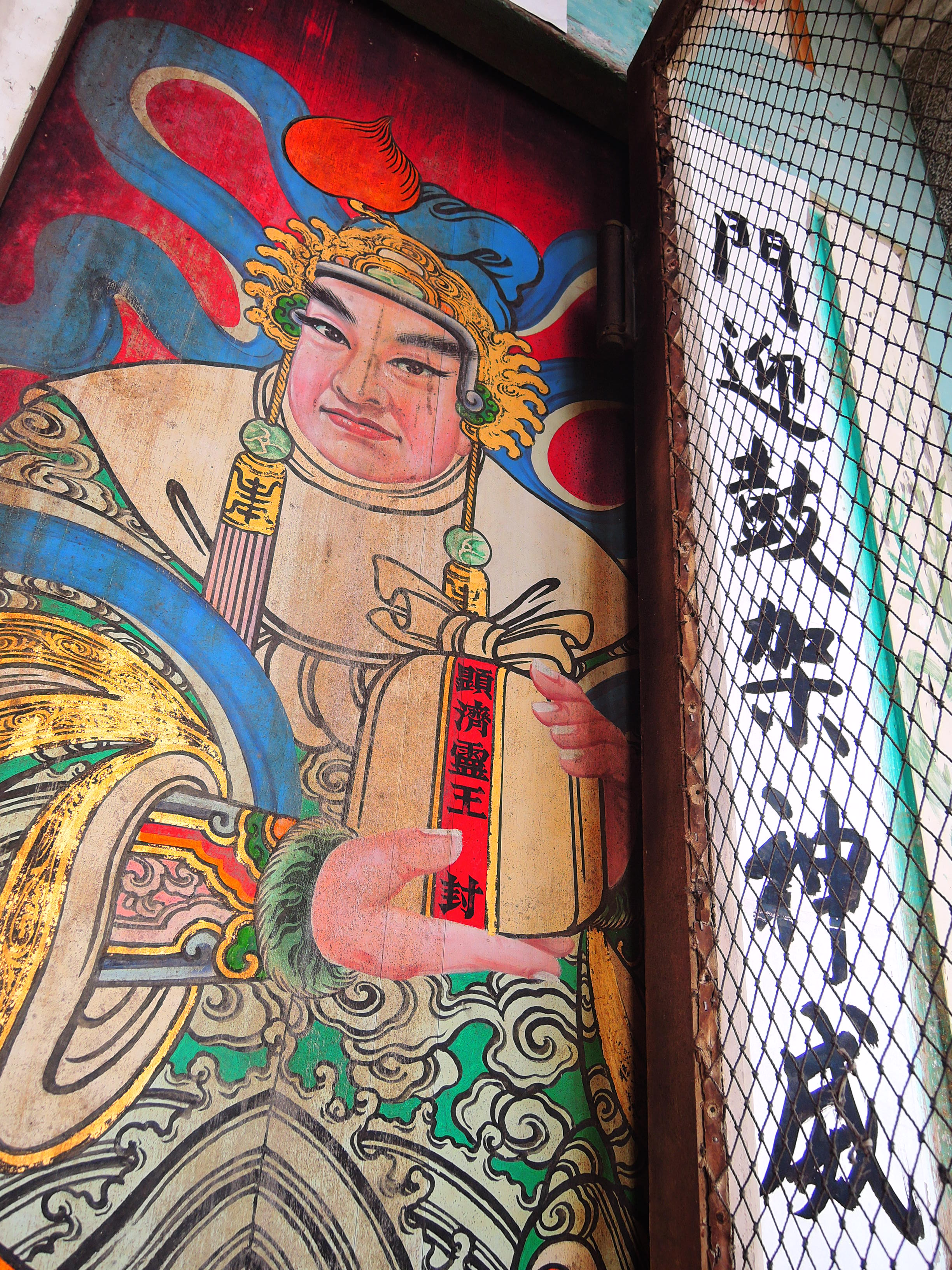
尖山顯濟殿太監門神，黃文華及黃友謙父子繪製
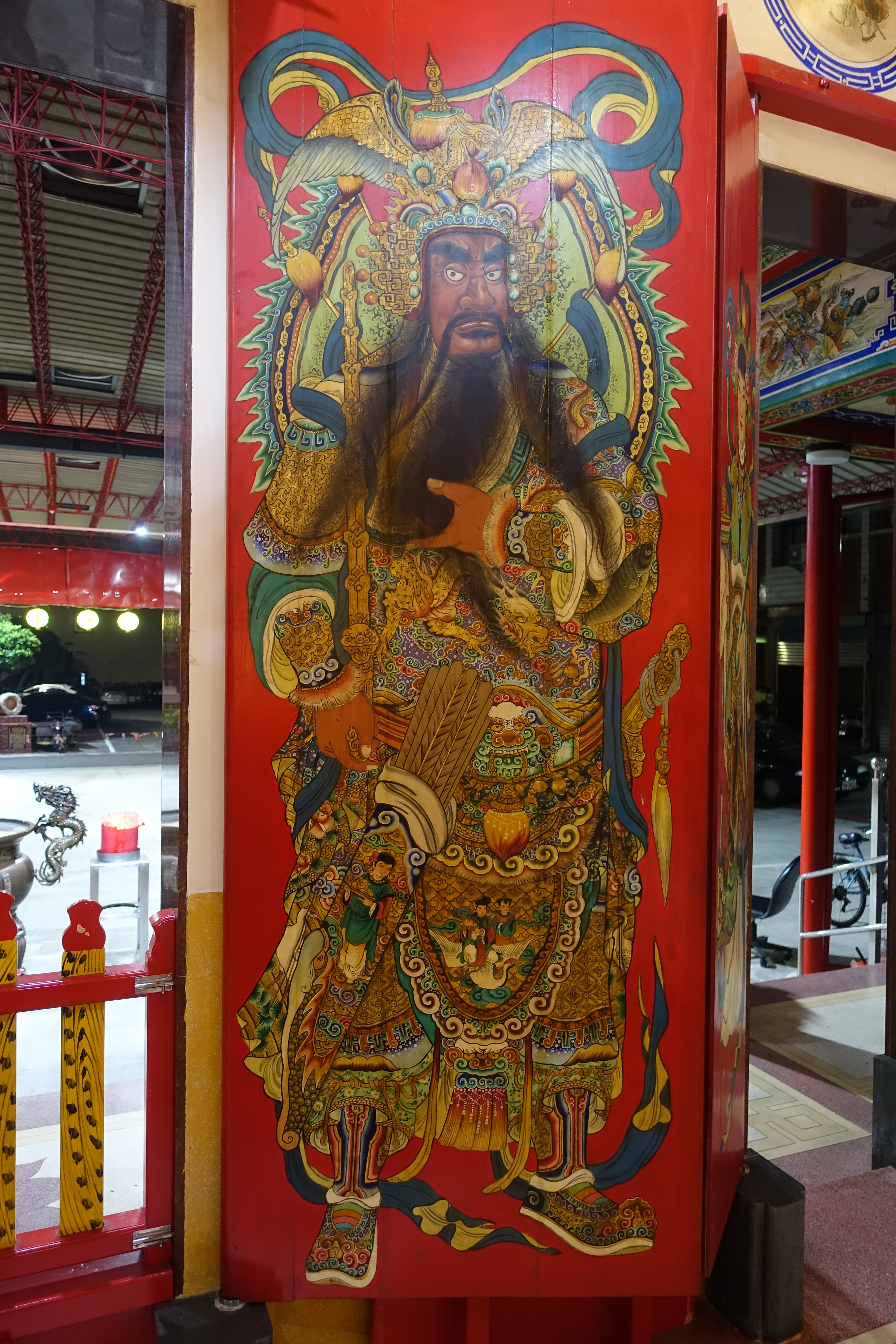
內惟青雲宮門神，卓福田繪製
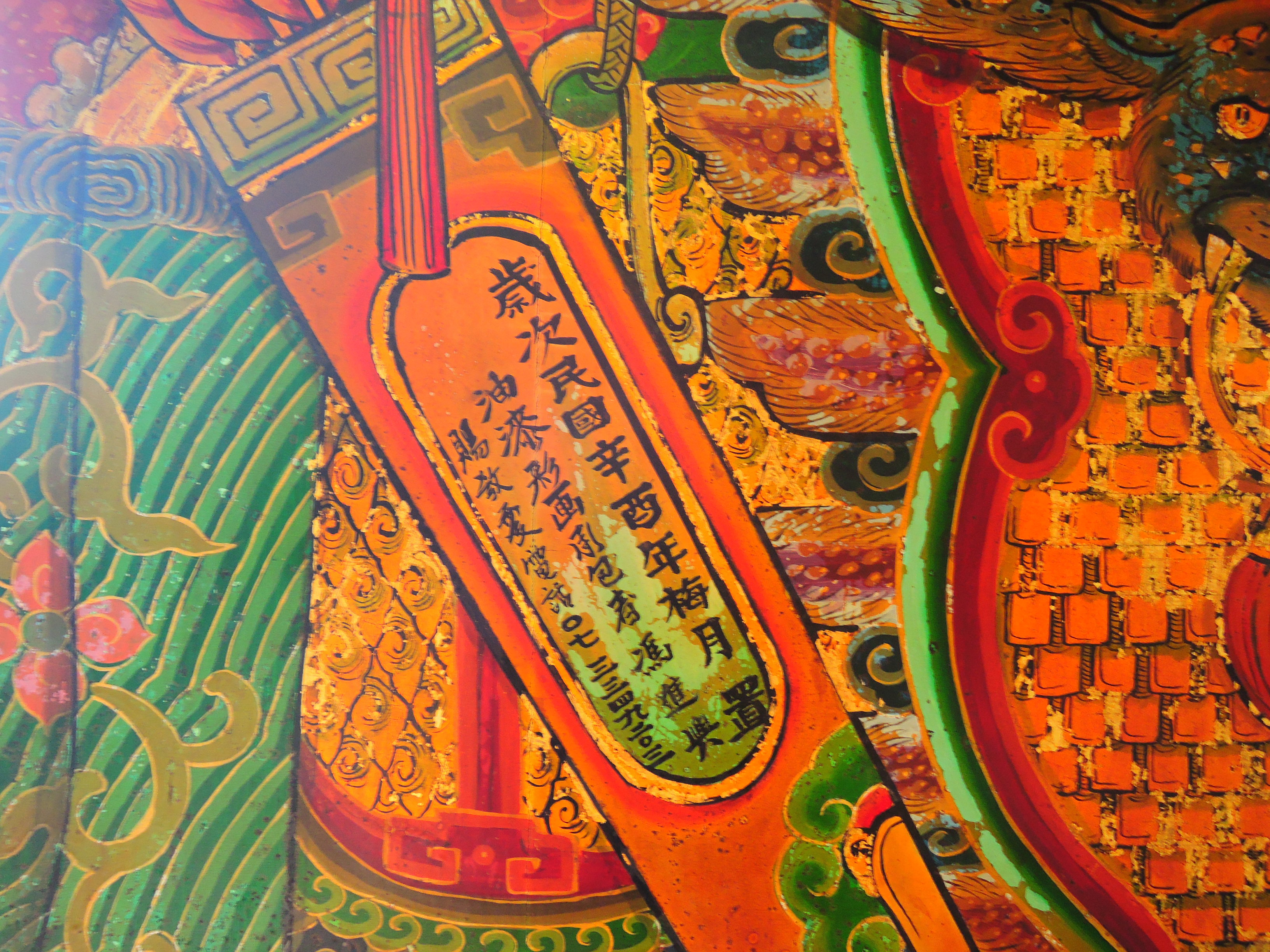
小門震義宮門神，馮進興落款

## 研究書目
- 朱青生：《將軍門神起源研究》（北京：北京大學出版社，1998）。
- 馬書田: 《全像中國三百神》